# 閃電十一人系列角色列表
閃電十一人角色列表是LEVEL-5製作的遊戲《閃電十一人 明日之星足球大賽》、《閃電十一人 威脅的侵略者》、《閃電十一人 邁向世界的挑戰》以及所衍生的漫畫和動畫所出現的虛擬人物列表。
配音員的順序以遊戲版(包含1)／ 動畫版(包含遊戲版2)為主。

## 雷門中學
主角——圓堂守等人所上的私立中學校。動畫第27話中，因為外星學園的「雙子風暴」的來襲，造成雷門中學部分被破壞。63話中，能看到完全修復的樣子。設施則是有電光修練場等場所。在動畫第四期校園明顯的大很多。
雷門足球社由圓堂守及木野秋在一年級時創立，後來又加入了染岡龍吾、半田真一兩人。一年後隨著新生入學，再加入了栗松鐵平、壁山塀吾郎、少林寺步、宍戶佐吉等四人。
故事開始時只有7名球員，在其他學生的眼裡是一個多餘的社團，常被譏諷為「垃圾球隊」、「炮灰」，甚至到了要被廢社的地步。但在與帝國學園的友誼賽後，隨著越來越多強力球員加入、以及原隊員們的自身鍛鍊，雷門足球隊便開始絕地反撲、逐漸獲得許多人的認可與支持，最後在明日之星足球大賽中獲得優勝。
動畫第二季中，為了打倒外星學園，以雷門足球隊作為核心、成立了閃電大篷車，並且開始於日本各地徵招強力的球員以對抗外星勢力。
動畫第三季，足球社的部分成員被選為日本代表隊，而雷門中學也作為「閃電日本」在亞洲預賽時期的主要訓練場所，預賽期間隊員們也都寄宿於此。隨著「閃電日本」進入亞洲預賽並在最終獲得優勝，讓足球社成為校內超熱門的社團，足球社成員也增加了許多，每天都有學生申請入社。

### 足球部

#### 球員
- 圓堂守

聲優：竹內順子；郭馨雅；伍秀霞、陸惠玲（代配第111-112集）（TVB）、姜嘉蕾（ViuTV）
本作的第一男主角。
男性。二年級生，雷門足球隊隊長。位置GK/CWP，背號1(GK)/15號(CWP)。
瞳孔和頭髮皆為棕色，最廣為人知的特徵是頭上戴著的橙色頭巾。個性開朗樂觀、亦十分重視朋友和夥伴，這樣的性格也讓他身邊的人能夠給予他同等價值的信賴。
受到已故的爺爺—-圓堂大介的影響而非常熱愛足球，是個對足球抱有極大熱忱的熱血少年，經常被身邊的人稱作「足球笨蛋」。就算環境與周遭人都不支持自己的夢想，圓堂仍然在自己選擇的道路中努力前進，有著相當令人困擾的個性。是隊中絕對的核心人物。也因為他善於交際並深受信賴的關係，很容易就會成為為其他事感到苦惱的隊友所選擇的談心對象。或許是因為太過熱愛足球的關係，圓堂似乎在如戀愛等話題上顯得相當遲鈍，絲毫沒有察覺木野、夏未、塔子對他的好感。
幾乎隨身攜帶著爺爺大介的特訓筆記本，也是極少數能夠看懂筆記中的文字和塗鴉的人。
必殺技
- 個人技：「黃金神掌➙黃金神掌·改➙真·黃金神掌」、「黃金神掌W」、「熱血鐵拳➙真·熱血鐵拳」、「爆裂神拳」、「魔神的右手」、「正義的鐵拳➙正義的鐵拳G2➙正義的鐵拳G3➙正義的鐵拳G4➙正義的鐵拳G5」、「百萬噸頭鎚➙百萬噸頭鎚G2➙百萬噸頭鎚G3」、「憤怒的鐵鎚➙憤怒的鐵鎚V2」、「異次元之手➙異次元之手·改➙真·異次元之手」、「雷神截殺➙雷神截殺G2➙雷神截殺G3➙雷神截殺G5」、「奧米加之手」、「葛雷特神掌」。
- 合作技：「三重防衛」（壁山＆栗松）、「閃電一號」（豪炎寺）、「閃電一號落雷」（豪炎寺＆壁山）、「閃電爆裂➙閃電爆裂V2」（豪炎寺＆鬼道）、「飛馬三重奏➙鳳凰展翅」（一之瀨＆土門）、「鳳凰展翅＋烈焰龍捲射球」（一之瀬＆土門＆豪炎寺）、「死亡領域➙死亡領域2」（鬼道＆土門）、「地球之歌」（豪炎寺＆吹雪）、「疾電風暴」（豪炎寺＆虎丸）。

劇情表現
明日之星足球大賽篇
登場於動畫第1話。在雷門足球隊仍處於低迷狀態時，圓堂便一直嘗試鼓舞其他人一起特訓、但都以失敗告終。在因為沒有場地而無法練習時，他和木野找上了閃電KFC並一起在河堤廣場練習，並在那裡初次邂逅了豪炎寺。在看到了其高超的足球技巧後試圖邀請他入社，但卻一直被對方拒絕。為了與帝國學園的練習賽而開始積極的尋找願意加入足球隊的助力。在接連經過了與帝國學園和尾刈斗中學的比賽後，圓堂便和其他隊友們以「在明日之星足球大賽中獲得優勝」為目標開始努力。
在與世宇子的決賽前，圓堂因為對「魔神的右手」的特訓一直沒有進展而顯得心浮氣躁，響木教練在注意到此事後，還特地在雷門辦了一場全隊參與的集訓住宿活動。在決賽前，他從響木教練那裡聽到了那場害自己的爺爺死去的車禍或許和影山有關時，他一度感到相當憤怒。但在看到了隊友對自己展露的關心、感受到眼前夥伴們給予自己的勇氣和力量後，決定暫時放下憤怒、保持心無雜念的和世宇子進行比賽。賽中，他領悟了「魔神的右手」的使力方式、並且成功防守住世宇子的攻門。伴隨著隊友的強力進攻，圓堂最後與雷門的大家一起奪下了明日之星全國大賽的優勝。
威脅的侵略者篇
在27話和雷門的隊友們與「雙子星風暴」比賽，並以極其懸殊的比分輸了比賽。賽後半田等人因傷勢過重而被迫退隊，剩下的隊友們則與新的教練—-吉良瞳子組成了新的雷門隊、開始在全國各地旅行。
在白戀中學停留時，曾經和風丸一起談心過。在圓堂聽到風丸希望能夠透過「神之水」來對抗宇宙人時，毫不猶豫的對其斥責，並表示要透過自己的力量打敗敵人、這樣才能被稱作真正的勝利。後來在吹雪受到雙重人格的問題而困擾時也曾來找過他，但圓堂並沒有注意到他不正常的舉止。
動畫第46話，圓堂因為吹雪的雙重人格問題以及風丸退隊的緣故而感到相當自責，認為這樣的結果都是因為自己當初沒有注意到他們的不對勁，為此他感到非常內疚、並連許好幾天都一蹶不振、幾乎沒有一點動作。但在看到了立向居對「魔神之手」的特訓以及不放棄的決心後，讓他回想起了曾經的自己，並且也再次看到了身邊的夥伴，才終於回復正常。
在與「鑽石冰晶」的比賽過後，圓堂聽從瞳子教練的指示，讓出守門員的位置並改擔任自由人。但在與黑暗帝國的比賽中，替代了手受傷的立向居，再次回歸守門員的位置。在賽中對風丸等人的喊話破除了他們的心魔、讓外星晶石石化破滅，最後與所有人一同踢球慶祝。
邁向世界的挑戰篇
在FFI舉辦的萊奧國多島上受到「小巨人」教練的指點，察覺到自己不應該再繼續依賴圓堂大介的特訓筆記，於是便開始致力於創造屬於自己的必殺技，然後在與英國代表隊比賽中時又再次與「小巨人」的教練、荒矢相遇，並因對方說出的「擋不下來的話，別直接擋不是更好嗎?」而獲得新必殺技的想法，後來也在與「女王騎士」後半場的比賽中以那句話為出發點創造了「異次元之手」並成功守護住日本隊的球門。之後一直懷疑荒矢的身分，並在第117集從賈爾薛特的口中證實了自己的猜測而與自己的爺爺相會。並且在賈爾薛特隊戰中，聽從他的建議再創造出新的必殺技，不過在小巨人戰中卻因為未完成而失分。但在久遠及隊友的鼓勵下完成「雷神截殺」並且以自己必殺技的進化回應洛可可等人的成長。FFI大賽結束後，動畫版第126話中從雷門中學畢業。
- 豪炎寺 修也

聲優：野島裕史；李世揚；曹啟謙（TVB）、簡懷甄（ViuTV）
本作的第二男主角。
男性。二年級生，位置FW，背號10。
有著一頭米白色的刺髮和黑色的瞳孔。性格沈默寡言，鮮少有情緒變化，不過從他與其他人的互動與比賽中的表現也能看得出他的協調性極佳。此外，在遇到無法突破防禦的對手時，他也總是能冷靜分析敵方的戰術與訣竅、並從中找出弱點予以反擊，
對於足球有着和圓堂守相同的熱情，在中學足球界裡被譽為天才前鋒，從小就展現了自己在足球方面的天賦。非常關愛自己的妹妹夕香，身上也時常掛着妹妹贈送的掛飾。故事開始前一年，夕香為了替參加明日之星決賽的他加油而在路上出了車禍，並從此一直呈現昏迷狀態，這使得豪炎寺相當自責，甚至發誓在妹妹清醒之前都不會再踢球，不過後來意識到這並不是對妹妹真正的賠償，而決心加入雷門足球部。
作為雷門中的王牌前鋒，有着相當強的射球和可以冷靜觀察對手的接球技巧並且從中找到破綻來加以攻擊的能力，別名「火焰前鋒」或「傳說中的王牌射手」。擅用腳是左腳，有着喜歡把球衣領口立起來的習慣。擅長煮菜，父親是稻妻綜合醫院的醫生，母親則已經過世，平常都是由福嫂負責照顧他與妹妹的生活起居。
必殺技
- 個人技：「烈焰龍捲風➙烈焰龍捲風·改」、「爆熱風暴」、「爆熱龍捲射球➙真·爆熱龍捲射球」、「極限火焰」。
- 合作技：「神龍龍捲射球」（染岡）、「高空落雷」（壁山）、「閃電一號」（圓堂）、「高空一號」（圓堂＆壁山）、「炎之風向雞」（風丸）、「閃電爆裂➙閃電爆裂V2」（圓堂＆鬼道）、「烈焰龍捲射球雙人衝擊」（鬼道）、「鳳凰展翅＋烈焰龍捲射球」（圓堂＆一之瀬＆土門）、「皇帝企鵝2號」（鬼道＆一之瀬）、「聖十字火焰➙聖十字火焰．改」（吹雪）、「地球之歌」（圓堂＆吹雪）、「猛虎風暴」（虎丸）、「大地烈火➙大地烈火G2」（虎丸＆基山）、「疾電風暴」（圓堂＆虎丸）、「精華封印」（鬼道）、「領䄂傳說」（鬼道）。

劇情表現
明日之星足球大賽篇
初登場於動畫第1話，由於偶然經過河堤旁的練習場、並從不良少年手中保護了差點被球擊中的麻子而與圓堂相識。隔日正式轉學到雷門並與圓堂、木野同班。在一年前夕香出意外後便發誓在妹妹醒過來之前都不再踢球。
在雷門與帝國的比賽後段，代替了逃跑的目金成為暫時的助力，且從帝國的手中得下一分，爾後卻隨即離開。後來在夏未的勸說下加入雷門足球部，一起和隊友們以稱霸全國為目標。
威脅的侵略者篇
在雷門順利於明日之星足球大賽中奪冠後，圓堂讓心繫妹妹的豪炎寺先行離開，因此並沒有在第一時間遭遇到外星學園的攻擊。不過在回合後也毅然決然的決定和圓堂他們一起作戰。後來因為受到外星學園支持者利用他的妹妹夕香成為威脅他的人質，無法在與外星學園的比賽中發揮實力，因此被瞳子教練要求離開隊伍。引發染岡等部分隊員的不滿，但雙方卻都無法多做說明，最後豪炎寺只能不甘的離開。不過對於成功保護到自己的妹妹夕香的教練卻感到諒解，並且相當信任她。
離開閃電大篷車之後，被鬼瓦安置到沖繩、並且暫住在土方的家中。期間受到土方的幫助、成功練成了「烈焰龍捲射球·改」、「爆熱風暴」等招式。在大海原中的雷門與極限零度‧改的比賽後段突然出現，連續以新必殺技突破傑爾、迪薩姆的防守，以2:1贏下這場比賽。賽後正式回歸隊伍，並且對瞳子教練表達感謝之意。在瞳子與基山廣的對話曝光後、全隊被要求一起前往富士山後，也向眾人表達自己絕對信任教練的立場。後來和吹雪一起在河堤廣場練球，曾嘗試安撫被雷聲嚇到的吹雪，也希望能幫助他。
邁向世界的挑戰篇
在與韓國代表隊的比賽前，被父親要求他放棄足球並到德國留學學醫，於是修也跟父親談條件：只要結束與韓國代表隊的比賽後就去德國，圓堂知道後便請求修也的父親讓修也繼續踢球，而修也也因為這件事而老是無法成功踢出「猛虎風暴」，最後在與韓國代表隊的比賽中，被圓堂的一番話點醒後終於成功踢出「猛虎風暴」，而修也的父親也被他的足球感動,並同意讓修也繼續踢足球。在與「南美王者」的對戰中與基山浩人、虎丸一起使出合作技「大地烈火」，而在從未失分的阿根廷隊中得到一分。
- 風丸 一郎太

聲優：西墻由香；林美秀；黃榮璋、關令翹（劇場版）（TVB）、馮詠恩（ViuTV）
男性。二年級生，雷門足球隊的副隊長，位置DF/MF，背號2。
特徵是水藍色的長髮及馬尾，左眼被瀏海遮蓋住。由於前身是田徑隊隊員，因此有很快的腳程，能夠輕易的把對手拋下。另外，他也具有足球方面的實力和整體統率力，藉此成為雷門的主力球員。
一開始是作為雷門足球隊和帝國學園對戰的助手而入隊。在入隊前就已經和圓堂認識，並且雙方關係良好。
必殺技
- 個人技：「疾風盤球」、「分身防禦」、「香蕉球射門」、「風神之舞➙風神之舞·改」。
- 合作技：「炎之風向雞」（豪炎寺）、「暗黑鳳凰」（松野＆染岡）、「三重衝擊」（栗松＆宍戶）、「龍捲轟擊」（壁山）、「颶風射球」（吹雪）。

劇情表現
明日之星足球大賽篇
初登場於動畫第1話，以田徑隊員的身份收到圓堂的邀請，希望他暫時加入足球隊、成為對抗帝國學園的助力。剛開始的風丸並沒有太認真地考慮這件事，但因為放不下圓堂一人，在放學後偷偷跟著他來到鐵塔廣場。在看到了圓堂苦命的訓練後才終於走上前，並且表示自己被他的毅力與堅持折服，願意加入雷門足球隊，爾後更點出偷偷躲在草叢後的其他雷門的隊員，對他們進行了一番鼓舞，並成功激發染岡、半田等人心中的戰火。在與帝國的比賽中不顧危險的上前替圓堂擋下一顆射門，一度激發圓堂的鬥志，然而卻還是不敵帝國。在與戰國伊賀島的比賽前一度因為宮坂的歸隊邀請而猶豫，但後來因為體悟到了自己熱愛足球的原因，最後婉拒了對方的邀請，而繼續待在雷門足球隊。
威脅的侵略者篇
因為松野等人的脫隊，從DF換成MF的位置。雖然一直以來都是隊中奔跑速度最快的人，但在造訪白戀中學、和吹雪士郎進行了比賽時卻被狠狠地甩下，變得焦急著想追求更強的力量，甚至對圓堂說出「要是能喝下神水就好了」的發言。在與「大阪嬌嬌女CCC」比賽時數度對上前鋒的御堂，並因為對方的招式而感到害羞、甚至臉紅到沒辦法動作。
在陽花戶中學與創世紀比賽時，因為引以自豪的速度被對手輕易超越，使他這樣的實力差距感到絕望，最後因為承受不了而脫隊（遊戲版中受到圓堂鼓舞而嘗試突破極限，一度搶到創世紀的球甚至突破數名對手，然而卻被受吉良星二郎指示的創世紀全員用足球打成重傷，不得已離開球隊養傷）。後來以黑暗帝國的隊長身分登場。在圓堂的奮鬥下，讓他重新回復到以前的自己
邁向世界的挑戰篇
日本代表選拔B隊，被選為日本代表。在阿根廷戰，因為圓堂等人不在，由他擔任代任隊長。後來風丸卻因為鏟球而受傷，無法在球場上指揮而交由浩人負責。
- 壁山 塀吾郎

聲優：田野惠；梁興昌；李錦綸、陳卓智（代配）、鄧晟鈞（ViuTV）
男性。一年級生，位置DF，背號3。
體型龐大，有著一頭相當蓬厚的深綠色頭髮，還留有一點山羊鬍，體重為150公斤。講話時會在句尾加上「斯」。雖然體格高大，但個性卻相當膽小，只要一緊張就會說要上廁所、甚至會躲到櫃子裡。另外他也有嚴重的懼高症，就連待在上下舖的上層都會感到焦慮難以入眠。雖然偶爾表現的膽小且不可靠，但同時他的個性也相當溫和無害，跟隊中的成員都能和善相處。此外，他對於別人給的期望會盡力以赴，如和豪炎寺在進行「高空落雷」的訓練時他也頂著懼高症數次進行嘗試，在歷經一整天的失敗後則是透過讓身體仰著的方法讓自己不要看到地面才克服了這項挑戰。
雖然因體型關係而跑的不快，但他在守備方面展現出的實力與潛力的是一等一的選手。在邁向世界的挑戰篇中被久遠以「我們隊中不需要只會守備的後衛」的話訓斥，並以此開始努力，脫離了過去只會等球來的被動形式。
是隊中的開心果，會和栗松一起表演搞笑相聲。和同樣一年級生的栗松、少林寺關係很好，所以經常一起行動，偶爾也會和同為一年級的春奈一起玩。有個名叫壁山朔的弟弟，在弟弟眼中是個相當厲害的足球選手，而他也為了達成弟弟的期望努力著。
必殺技
- 個人技：「大岩壁」、「大岩山➙大岩山V3」。
- 合作技：「閃電落雷」（豪炎寺）、「閃電一號落雷」（圓堂＆豪炎寺）、「三重防衛」（圓堂＆栗松）、「龍捲轟擊」（風丸）。

劇情表現
明日之星足球大賽篇
被安排到與豪炎寺一起練習「閃電落雷」，不過因為懼高症的關係練習了許久都沒有成果，一直到與野生中學正式比賽時都沒有成功任何一次。後來在比賽中轉移思考方向，改成跳躍後呈現仰躺的姿勢，成功幫助豪炎寺甩開野生中學的後衛的防守，成為了這場勝賽中的關鍵一員。
威脅的侵略者篇
常常吐槽目金的自大發言。因為個性憨厚老實的關係老是淪為木暮惡作劇的對象。作為後衛也時常用自身的「大岩壁」與塔子的「巨塔」合作，數度改變球的射門軌跡而防禦成功。在風丸等人退隊、圓堂改當自由人的時候都感到非常的不安，不過後來藉著與圓堂的對話，轉變了自己的心態，也希望自己能夠成為新守門員立向居願意依賴的前輩。
邁向世界的挑戰篇
被選為日本代表・日本代表選拔A隊。由於日本代表練習的嚴格訓練而有一度遭到挫折，但在圓堂的鼓勵下而又站了起來。在萊奧國多島為了幫立向居完成新必殺技而與春奈、木暮、綱海、栗松一起幫他進行必殺技的特訓。
- 影野 仁

聲優：中村悠一；黃天佑；劉奕希（TVB）、杜景煜（ViuTV）
男性。二年級生，位置DF，背號4。
有淡紫色的長髮且長到蓋住雙眼。存在感超級薄弱，說話常常被無視。個性陰沈、常常說出很負面的話，這使得有些隊友很怕他，不過他卻非常喜歡照顧人、也常常從別人背後搭話。
作為雷門足球隊和帝國學園對戰的助手而入部，不過土門加入後被換成板凳球員。在豪炎寺、風丸練習「炎之風向計」陷入瓶頸時，從旁給予建議以及自己觀察到的結果，成功幫助兩人完成必殺技。
威脅的侵略者篇中，在雷門與雙子風暴的第一場比賽中身受重傷，最後入院而無法在和圓堂等人並肩作戰。63話時以黑暗帝國隊員的身份再度登場。
邁向世界的挑戰篇中，在雷門中學與半田等人一同觀看日本代表選拔戰。在閃電日本即將飛往萊奧國多島時也前來替他們送行。
於127話中的畢業賽時，因為塔子搶走他的球，而裝成幽靈嚇她順利抄到球。
必殺技
- 個人技：「迴旋防禦」、「殘像」（遊戲版）、「影縫」（遊戲版）。
- 合作技：「雙重強擊」（杉森）。

- 栗松 鐵平

聲優：高乃麗／日野未步；錢欣郁；林丹鳳（TVB）、石梓晴（ViuTV）
男性。一年級生，位置DF，背號5。
身材矮小，有著像栗子般的髮型和松鼠的臉孔，鼻子上貼著OK繃。
常和壁山一起行動，會看到兩人一起練習說搞笑相聲的場景。喜歡玩電動。升上三年級時成為雷門中學足球隊的隊長。
必殺技
- 個人技：「空旋盤球」、「幻象盤球」、「高旋轉攔截」。
- 合作技：「三重防衛」（壁山＆圓堂）、「三重衝擊」（風丸＆宍戶）。

劇情表現
威脅的侵略者篇
因為接連受到外星學園的隊伍的攻擊，精神變得不堪負荷。在風丸退隊後也跟著他的步伐，在夜裡悄悄離開，只留下一封信和眾人坦白自己的退隊原因（遊戲版則是栗松在跟蹤古蘭時受到伏擊而重傷，被迫離開隊伍）。後面以黑暗帝國的隊員身份再度登場。
邁向世界的挑戰篇
被選為日本代表·日本代表選拔B隊。背號5號。在知道被選上時還高興的和壁山抱在一起。
在萊歐克特島上為了幫立向居完成新必殺技而與春奈、木暮、綱海、壁山一起幫他進行必殺技的特訓。在與「南美王者」的比賽中與壁山、木暮一起突破其必殺戰術「安帝斯流沙地獄」，但也在此時腳扭傷。在與「天馬」的比賽前夕，聽從久遠教練的指示回國，並由吹雪代替其繼續比賽。
- 半田 真一

聲優：下野紘；李世揚；袁淑珍、陳琴雲（劇場版）（TVB）、張振熙（ViuTV）
男性。二年級生，位置MF，背號6。
有著褐色的短髮，被設定成是外貌相當普通、沒有什麼明顯特徵，本人對此也相當在意。個性溫和、樂觀，也很常關心別人，不過缺點是有點懶惰。各項目都表現平平，不具有特別的特色與厲害之處，屬於平均型選手。國小時隸屬於足球社。
非常重視雷門足球社。除了圓堂之外，半田也非常信任染岡的能力，在與尾刈斗中學比賽的時候，他也是少數會主動把球傳給染岡而非豪炎寺的人。此外，半田和影野的關係也不錯，不過還是很常被他嚇到。在鬼道剛入隊時是反對態度最明確的一個人，不過在看完他的表現、且經過圓堂等人的勸說後，贊同他的加入是對隊伍最好的決定。在一之瀨加入隊伍後成為板凳球員。很愛看漫畫。
威脅的侵略者篇中，在雷門與雙子風暴的第一場比賽中身受重傷，最後入院而無法在和圓堂等人並肩作戰。63話時以黑暗帝國隊員的身份再度登場。
邁向世界的挑戰篇中，在雷門中學與影野等人一同觀看日本代表選拔戰。在閃電日本即將飛往萊奧國多島時也前來替他們送行。
必殺技
- 個人技：「滾動射球」、「旋風射球」（遊戲版）。
- 合作技：「革命V」（松野）。

- 少林寺 步

聲優：小櫻悅子／城雅子；郭馨雅；馬小靈→雷碧娜（TVB）、廖欣怡（ViuTV）
男性。一年級生，位置MF，背號7。
留著一小撮瀏海和長馬尾，眼睛呈現十字的模樣。是隊中體型最嬌小的球員，因為有練武術的關係、不過身手相當敏捷，擅長傳球和盤球。
被其他人暱稱做「少林」。對於武術很感興趣，因此很憧憬漫遊寺中學。講話有些毒舌，會用一句話刺中對方心裡的事、就算對方是學長也不例外。和壁山、栗松、春奈等人關係不錯。身形大概只有壁山的臉一樣的大小。
威脅的侵略者篇中，在雷門與雙子風暴的第一場比賽中身受重傷，最後入院而無法在和圓堂等人並肩作戰。63話時以黑暗帝國隊員的身份再度登場。
邁向世界的挑戰篇中，在雷門中學與半田等人一同觀看日本代表選拔戰。在閃電日本即將飛往萊奧國多島時也前來替他們送行。
必殺技
- 個人技：「功夫頭鎚」、「龍捲旋風」。
- 個人技：「射擊之星」（宍戶）。

- 宍戶 佐吉

聲優：奈良徹；梁興昌；李致林（TVB）、陳漢祺（ViuTV）
男性。一年級生，位置MF，背號8。
有著橘色的爆炸頭，鼻子像是紅蘿蔔一般，臉上也長滿雀斑，雙眼則是被頭髮蓋住。
對於自己的實力沒有自信，因此有著會依靠別人的傾向。只要枕頭被換掉就睡不著，喜歡記憶枕。是個多才多藝的人，對很多事情對有興趣並且進行嘗試。因為鬼道的加入而成為板凳球員，雖然感到不甘但還是努力練習，希望自己也能成為戰力。
威脅的侵略者篇中，在雷門與雙子風暴的第一場比賽中身受重傷，最後入院而無法在和圓堂等人並肩作戰。63話時以黑暗帝國隊員的身份再度登場。
邁向世界的挑戰篇中，在雷門中學與半田等人一同觀看日本代表選拔戰。在閃電日本即將飛往萊奧國多島時也前來替他們送行。
必殺技
- 個人技：「榴彈爆擊」。
- 合作技：「射擊之星」（少林寺）、「三重衝擊」（風丸&栗松）。

- 松野 空介

聲優：小平有希；錢欣郁；黃玉娟（TVB）、梁瑞芬（ViuTV）
男性。二年級生，位置MF，背號9（雷門）/22（日本代表A）。
幾乎無時無刻都帶著橫條紋的毛帽，睡覺的時候還會換成另外一頂白底花紋的毛帽，髮色為茶色。運動神經非常的優秀，因此常常支援各社團的比賽。個性有些鬆散，對大部分的事都不求甚解。
向別人自我介紹的時候都會以「Max」的暱稱自居。
初登場於動畫第1話，在校園行走的時候偶然看到圓堂招募隊員的告示，並以打發時間為由入隊。
威脅的侵略者篇中，在雷門與雙子風暴的第一場比賽中身受重傷，最後入院而無法在和圓堂等人並肩作戰。63話時以黑暗帝國隊員的身份再度登場。
邁向世界的挑戰篇中，被選為日本代表候補，並被編列進A隊。雖然努力表現但還是落選，和染岡一同託囑圓堂拿下世界第一。在閃電日本即將飛往萊奧國多島時也前來替他們送行。
必殺技
- 個人技：「高速攔截」、「交叉射球」。
- 合作技：「革命旋風V」（半田）、「暗黑鳳凰」（風丸＆染岡）

- 染岡 龍吾

聲優：加瀬康之；黃天佑；何承駿（TVB）、周倚天（ViuTV）
男性。二年級生，位置FW，背號11（雷門）/17（閃電日本）。
有著暗粉色的平頭，表情兇狠，左眼下有一顆淚痣。
雖然個性魯莽且容易和人爭吵，但卻相當重視球隊。在豪炎寺與吹雪剛入隊的時候都表示無法認同，對待他們的態度也很刻薄，不過在關係好轉之後卻數度表示關心、甚至成為那兩人的一大精神支柱。在圓堂進行毫無意義卻又搞的滿身傷的特訓時會擔心的斥責他。在隊中時常擔任教訓人的身分，在練習必殺技時也是由他來對隊友們丟輪胎。夜間合宿的時候因為被栗松、壁山、少林寺、春奈所丟出的枕頭波及，因此生氣的追著他們跑。
必殺技
- 個人技：「青龍咆哮」、「翼龍怒吼➙翼龍怒吼V2」、「暴龍屠殺斬➙暴龍屠殺斬V3」。
- 合作技：「神龍龍捲射球」（豪炎寺）、「皇帝企鵝2號」（一之瀨＆鬼道）、「冰龍射球」（吹雪）、「暗黑鳳凰」（松野＆風丸）。

劇情表現
威脅的侵略者篇
在和真‧帝國學園比賽中受傷並且傷勢惡化，為了治療而離開雷門大篷車、和半田等人待在同一間醫院裡接受治療。55話中和來與他見面的吹雪再遇時，對於苦惱的吹雪用遲鈍的話語來鼓勵他，也進一步加深了彼此的友情。63話中，以黑暗帝國隊員的身份再登場。
邁向世界的挑戰篇
被選為日本代表選拔A隊，雖然努力表現還是落選，於是託付圓堂拿到世界第一。但還是不放棄進入代表隊的希望而努力在河邊空地練習。因為吹雪在韓國之戰受傷後而加入閃電日本隊。
- 目金 欠流

聲優：加藤奈奈繪；林美秀；謝潔貞（TVB）、王夢華（ViuTV）
男性。二年級生，位置FW，背號12。
有著一頭褐色的頭髪且戴著一副眼鏡。雖然不擅長運動卻假裝自己相當會，以和帝國學園比賽的助手的最後一人身份而入隊，但在比賽中其他選手紛紛倒下時，因為過於害怕而脫下球衣逃跑。在明日之星預賽第1回戰前代替受傷的穴戶登場(背號8號)，但沒有太大的活躍，在決賽的帝國戰中再次逃走。另外和世宇子戰中，因風丸受傷而上去替補，但沒多久就因為受傷下場而讓雷門以十人的陣容迎戰，無法看到他戰鬥的模樣，結果被鬼道取代他的先發位置。
經常為別人的必殺技命名，也會有如果不管他所命名的必殺技的話就會表現出不滿的樣子。如前述，體力並不好，但因為自覺自己是雷門中學足隊社一員，在和世宇子之戰中，雖然瞭解自己的無力卻沒有逃跑而出現在球場中。
劇情表現
明日之星足球大賽篇
因為豪炎寺的加入而一直當候補，在許多種御宅族中，因為自己以御宅族的事情感到光榮，在面對自己喜歡的漫畫萌、野部流來人等老師所屬的秋葉名戶學園的比賽時，因為發現秋葉名戶學園的對原已做避取聖感到很生氣，為了御宅族的榮光在對秋葉名戶學園的對原時以指謫方式讓他們清醒過來，簡直以像是判若兩人般的活躍。
威脅的侵略者篇
因為被壁山踩到腳而扭傷，於是把先發的位置讓給木暮。木暮加入後，成為他最常惡作劇的對象。
邁向世界的挑戰篇
自稱戰術設計者兼必殺技命名員而與閃電日本隊同行。被冬花的只是必殺技命名員的毒舌所害。
- 土門 飛鳥

聲優：金野潤；梁興昌；黃啟昌（TVB）、楊耀泰（ViuTV）
男性。二年級生，位置DF/MF，背號13（雷門）/5（天馬）。
有著又高又瘦的身材、小麥色肌膚、以及灰綠色的短髮。個性樂觀且愛開無傷大雅的小玩笑，表現得有些輕浮，時常吐槽別人的舉動。
和秋、一之瀬、西垣是從小在美國一起長大的青梅竹馬。一直認為一之瀬喜歡秋，也常常用此事揶揄兩人，甚至自嘲自己在一之瀨心中的地位遠遠不及小秋。
在回到日本後先進入了帝國學園就讀，最後轉入雷門，並意外與秋再次相聚。
必殺技
- 個人技：「殺手飛鏟➙真·殺手飛鏟」、「火山爆發➙火山爆發V2」。
- 合作技：「三角天馬➙鳳凰射球」（一之瀨＆西垣／一之瀨＆圓堂）、「鳳凰展翅＋烈焰龍捲射球」（圓堂＆一之瀬＆豪炎寺）、「死亡領域➙死亡領域2」（圓堂＆鬼道）、「蘇菲展翅」（馬克）。

劇情表現
明日之星足球大賽篇
初登場於動畫第4話，在旁邊觀看了雷門與尾刈斗的比賽。動畫第5話時以轉學生身份轉到雷門中學並且加入足球社，實際上卻是帝國學園派過來的間諜。原先一直遵照鬼道和影山的命令，幫助帝國竊取雷門的資料，但在知道冬海對雷門專用巴士動了手腳後開始無法接受帝國的做法，並為了此事陷入煩惱。曾經一度與偷偷進入雷門中學的鬼道對話，向其坦言自己無法再繼續做這樣的骯髒事，但因為春奈意外的介入打斷兩人的對話，並且意外成為第一個知道有人與春奈為親兄妹的人。後來為了保護雷門足球隊的大家不要坐上巴士，偷偷寫下字條向夏未告發冬海的事情，卻也被冬海向眾人揭發自己也同為間諜的事情。事後他一度因為愧疚而不敢回去足球隊，但在與圓堂的對話後，從他那裡感受到雷門大夥對自己的接納而再次回歸，並正式脫離帝國學園。
威脅的侵略者篇
在圓堂和立向居的位置轉變後，以MF位置參加比賽。和染岡、一之瀬同樣屬於對吉良瞳子較為反感的球員。在瞳子與古蘭的關係曝光之後一度放棄前往富士山，但在後來仍然轉變心意，並表示願意繼續相信教練跟其他隊友們。
邁向世界的挑戰篇
被選為美國代表，以美國代表「獨角獸」隊員的身份向世界前進。以「火山爆發V2」化解豪炎寺的「爆熱龍捲射球」部份攻擊、「真·殺手飛剷」奪走鬼道的球。知道一之瀨因為過去車禍留下的後遺症逐漸復發而引響腳部所以要接受手術治療的事情，也因為怕秋過度擔心而在最初對她隱瞞這件事，但在被秋意外得知之後選擇全部攤牌，順勢要求一之瀨給秋完整的解釋。在「閃電日本」與「獨角獸」的比賽結束之後陪同一之瀨回到美國，在離開前對著秋發誓自己會照顧好一之瀨要她跟圓堂不用太過擔心。在那之後一直留在美國，也因此並未出席雷門中學的畢業典禮。在雷門中學足球社的畢業球賽之中與一之瀨一起出現，並隸屬於新隊員的B隊。
- 鬼道 有人

本作第三男主角。
參考帝國學園項雷門中學。
- 一之瀨 一哉

聲優：梶裕貴；李世揚；陳琴雲（TVB）、黎皓宜（ViuTV）
男性。二年級生，位置MF，背號16（雷門）/7（天馬）。
有著褐色頭髪和長長的睫毛。個性溫柔且和善，但對足球抱有的熱情與喜愛幾乎不輸給任何人。從小就展現了過人的足球天賦，在孩提時代就已經被說是未來絕對會進入美國代表的天才選手，也擁有如「球場魔術師」這樣的稱號。和皆被譽為天才且同樣擔任中場的鬼道相比，一之瀨的個人技巧較為優秀，且在控球方面幾乎無人能敵。
和秋、土門、西垣是從小在美國一起長大的青梅竹馬。似乎對秋抱有特別的情愫，而土門也多次以這點加以吐槽。小時候為了救下闖入車道的狗而被卡車撞到，儘管在送醫後雖然保住性命卻被醫生宣告無法再踢足球。由於將視足球為生命，所以面對這件事時認為自己這樣如同死人般也不想讓秋與土門知道，因此再拜託父親造假自己已經過世的消息告訴好友。在經過漫長的復健之後才終於再度重返球場，並且去找秋與土門兩人解釋這幾年來的事情。
必殺技
- 個人技：「螺旋射球」、「螺旋噴射」、「火焰之舞➙火焰之舞·改➙真·火焰之舞」、「飛馬射球」。
- 合作技：「天馬三重奏➙鳳凰展翅」」（土門＆西垣／土門＆圓堂）、「鳳凰展翅＋烈焰龍捲射球」（圓堂＆土門＆豪炎寺）、「雙人衝擊」（鬼道）、「皇帝企鵝2號」（鬼道＆豪炎寺／鬼道＆吹雪）、「巨狼傳說」（馬克＆迪蘭）。

劇情表現
明日之星足球大賽篇
在動畫第18話結尾時以電話聯絡了秋，並告知自己明天將會前往日本的消息。正式登場於動畫第19話，因提前抵達日本的關係錯過了秋和土門的接機，並在雷門先與圓堂、鬼道等人交流了一番。在秋和土門回到學校後，馬上衝上前抱住秋，三人才再度重聚。在原定離開日本的時間前與土門、圓堂、秋重現了「天馬三重奏」，最後因欣賞雷門的足球而選擇繼續留在日本，並且加入雷門足球社。
威脅的侵略者篇
在結束明日之星足球大賽的決賽後，他和土門一起到西垣所在的木戶川，卻只看到受傷的西垣和已經遭到破壞的木戶川中學。對於無法趕到雷門與「雙子星風暴」的比賽而感到相當自責。在瞳子與古蘭的關係曝光時因為無法再忍受瞳子的做法和態度而一度打算退隊，但最後因莉香的勸說而選擇繼續留下並參與最後與創世紀的最終戰。
邁向世界的挑戰篇
被選為美國代表，以美國隊代表「獨角獸」隊員的身份向世界前進。在世界賽期間因為過去車禍留下的後遺症逐漸復發而引響腳部，而且以手術治療傷勢的失敗率極高、很有可能無法再次踢球的可能性。在「獨角獸」與「閃電日本」比賽前單獨約秋出來並邀請她在賽後回到美國，卻被秋暫時拒絕。因為考慮秋過於擔心而沒有向她說出自己的事，直到比賽前夕被秋意外聽到自己與土門的談話，土門為了讓一之瀨好好正視這件事而把全盤托出，而他也正式與小秋說明一切，並隨即表示希望小秋不要過度擔心他，儘管在賽中如願發揮了自己的才能和隊友一起對「閃電日本」發動猛烈進攻。但在比賽後半段仍然因為自己的腳後遺症發作被教練突然換下場，也是在這時才知道教練知曉自己的身體狀況，雖然心有不甘、但也理解教練的立場，在板凳區觀看比賽的結束。賽後與小秋告別並跟土門一起離開萊歐克特島。在那之後一直待在美國接受治療直到傷勢復原為止，也因此沒有出席雷門中學的畢業典禮。在雷門中學足球社的畢業球賽中與土門一起出現再次能夠踢球，並隸屬於新隊員的B隊。
- 闇野 影斗

聲優：佐藤健輔；梁興昌；伍博民
男性。二年級生，位置FW，背號21（雷門）/3（黑暗帝國）。
綽號「影子」。原先的學校因為外星學園的活動而被破壞、並以此為契機轉入雷門中學。似乎能夠感受到他人身上的靈魂。
初登場於動畫第35話，在河堤廣場和杉森以二軍隊伍的成員身份來做必殺技的訓練。63話時以黑暗帝國隊員的身份再度登場。
邁向世界的挑戰篇中，被選為日本代表候補，並被編列進B隊。雖然努力表現但還是落選，和染岡一同託囑圓堂要拿下世界第一。在閃電日本即將飛往萊歐克特島時也前來替他們送行。
必殺技
- 個人技：「暗黑龍捲風➙真·暗黑龍捲風」。

#### 經理
- 木野 秋

聲優：折笠富美子；林美秀；黃紫嫻→陳皓宜（TVB）、楊樂瑤（ViuTV）
女性。二年級生。雷門足球部經理/閃電日本隊經理。
有著一頭深綠色的短髮並在瀏海左側配戴粉色的髮夾。相當細心，對於隊員們相當照顧、也是最容易察覺到隊員們的情緒變化的人。是三位經理中性格最為溫和的一位、常常給予隊伍在精神層面上的支持與鼓勵。被圓堂、一之瀨、土門、和西垣稱作「小秋」，其他人則以姓氏稱呼。
一年級入學後與圓堂一起創立雷門足球社，並作為最一開始的兩名社員一直努力著。在後續看到足球社逐漸成長、壯大時也數度眼匡泛淚，並替所有人感到開心。
和土門、一之瀬、西垣是從小在美國一起長大的青梅竹馬，四人從小就時常一起踢足球，是那三人成功創造出「天馬三重奏」的關鍵人物。喜歡圓堂，和同樣喜歡圓堂的夏未的關係相當好，在遊樂園搭摩天輪時，打算讓出圓堂旁邊的空位給她，但被塔子捷足先登，兩人也會對於圓堂的事互相打氣。此外，因為一之瀨和圓堂在某些方面非常相像的關係，她似乎時常會無意識的把這兩人重疊到一起。在她初次見到莉香抱住一之瀨的場面、以及一之瀬被莉香稱作「Darling」的時候，她感到相當詫異與有些難以接受，但後來卻沒有任何表示，可能對一之瀨也抱有少許好感。
遊戲版中也能錄用成選手，位置為GK。
劇情表現
明日之星足球大賽篇
作為雷門中學足球社的第一位經理，木野從最一開始就和其他隊員們相處在一起。在壁山等人因為對自身實力感到沒自信、放棄訓練時也經常出聲訓斥他們，但她的鼓舞只換來被形容成「很像圓堂」，為此感到有些受挫。在圓堂和閃電KFC的孩子們訓練時也經常到場給予支援，甚至會幫助孩子們準備飲料，似乎和他們的感情也不錯。動畫第19話和一之瀨一哉重逢，並和小時候一樣，幫助一之瀨、土門、圓堂完成「天馬三重奏」。
威脅的侵略者篇
以經理的身份和雷門十一人一起在日本各地旅行。在染岡因為無法接受吹雪而跑到外面獨處時，木野上前找他談話，並嘗試說服染岡。當瞳子和眾人坦白吹雪的過去時對此感到相當的不諒解，認為瞳子在明知他隨時可能精神崩潰的情況下仍執意讓他入隊、相當不看重他。
邁向世界的挑戰篇
成為日本代表「閃電日本」的經理。和春奈、冬花一起負責宿舍裡的家事。在萊歐克特島與早一步回到美國的一之瀨重逢，並被對方詢問「要不要一起來美國」時，木野以會有點不捨為由拒絕了。之後知道一之瀨要動手術的事情後，變得相當擔心他的狀況，最後土門為了一之瀨的手術回到美國時和木野約定自己絕對會盡其所能幫助一之瀨、要她不要擔心。126話時升上三年級並參加雷門中學的畢業典禮，在畢業球賽中隸屬於原隊員的A隊，同時也跟從美國歸來的一之瀨、土門重逢，對於一之瀨能夠再次踢球感到非常高興。在賽中與夏未等人對話，認為自己在升上高中後仍然會加入足球部、並繼續擔任經理。
- 音無 春奈

聲優：佐佐木日菜子；郭馨雅；高可慧（TVB）、梁瑞芬（ViuTV）
女性。一年級生。雷門足球部經理/閃電日本隊經理。
留著深藍色短髮，頭上隨時佩戴著一副紅色的眼鏡，在認真的時候會把眼鏡戴上。性格開朗活潑且聒噪，時常被人以「音無」的姓氏來加以吐嘈。哥哥有人評論她的個性相當堅強。另外她也有頑皮的一面，在夜間合宿時和壁山、栗松、少林寺等一年級生在打枕頭仗，後來因為意外波及到染岡的關係而被他追著跑。是三位經理中最有活力的一位，擔任隊中活絡氣氛、連結各人之間交流的存在。或許是受到鬼道對其稱呼方式影響、以及她在隊中的年紀較小的緣故，後期加入的隊員幾乎都會直接用名字來稱呼她。
是鬼道有人的親生妹妹。雙親因墜機事故離世，從很小的時候就和鬼道一起在孤兒院長大，一直到鬼道6歲、春奈5歲的時候，他們分別被不同的家庭領養，姓氏也因此變得不同。加入足球社前隸屬於新聞部，因此擁有相當多的網絡可以搜集各校的情報，她也透過這項技能替雷門足球隊提供了許多有利的資訊。因為很可愛的關係，在學校裡很受男生歡迎、常常被告白，但因為小時候在孤兒院有被男孩子欺負的經驗，而對自己的外貌不太有自信。
遊戲版中也能錄用成選手，位置為MF。
劇情表現
明日之星足球大賽篇
初登場於動畫第1話，因為得知了雷門即將與帝國學園展開友誼賽、以新聞社代表的身份前去採訪圓堂。在帝國學園的球員們抵達雷門後一眼看到了領隊的鬼道，並有些反常的反應。賽前她為了能近距離觀看比賽及採訪雷門足球部的相關人而跑去與木野談話，最後坐在板凳上觀看了整場比賽。賽後，她以「被熱血奮鬥的大家深深感動」的原因申請入部，並以經理人的身份幫助雷門足球隊，但促使她入社的另一個原因，可能是她希望能夠再次遇上失聯已久的哥哥鬼道。
第10集時，她受到了木野的請託，前去關心舉動有些不正常的土門，卻意外先看到了與土門秘密對談的鬼道，並質問他來到雷門的目的，卻被對方冷冷的敷衍過去。也是在此時他們倆身為兄妹的關係才首次被揭露。
在和雷門一起前往帝國學園準備比賽時，春奈因為哥哥的關係而表現的比較抑鬱且話少。抵達帝國後，她和隊友們一起撞見了從休息室出來的鬼道，並追著他一路來到比賽場地，向其表達她不敢信任現在的鬼道的心情。後來注意到鬼道一直在比賽會場周遭徘徊，質問了他的目的未果後，選擇和他坦白兩人分開後她的心境、甚至誤以為鬼道把自己視為礙事的人因此才斷絕聯絡。賽後，春奈從木野口中得知了鬼道八年來的努力與目的，在他和帝國的其他隊友離開前喊住了對方，兩人把話說開、並釋懷了糾纏兩人許多年的誤解，對於哥哥提出的「一起搬到鬼道家裡住」的事情，她則以「和現在的雙親一起生活很愉快」拒絕了。後來兩人互相擁抱，破解了多年來的心結。兩人後來也保有聯絡，關係好轉了很多。
威脅的侵略者篇
在和其他人一同抵達漫遊寺中學後，因為無意間看到了木暮擦拭樑柱的獨特方法，而對他感到好奇。在從垣田那聽到木暮有著被親人背叛的過去後，也讓她產生了一點共鳴。當晚她因為在想木暮的事情而無法睡著，並和哥哥一起在漫遊寺到處散步、談心，也首次向他坦言了在自己得知雙親死亡後，明知這並不是父母主動選擇的結果、心中仍然不自主的產生了自己被拋下的想法，也說出若自己沒有哥哥陪伴的話，或許會變的和木暮一樣誰都無法信任，但這樣的想法卻被鬼道反駁。鬼道親口說出春奈是一個相當堅強的人，在他們分別這八年間，春奈自己一人也在音無家、在雷門過得很好，並沒有像她說的拒絕與其他人交流。在兩人的交談過後，春奈讓哥哥先回去、而自己則是留在原地靜心，但因為隔壁房間傳來了一些噪音而上前查看，恰巧碰見了在佈置陷阱的木暮。當她看到木暮自暴自棄的模樣後，先是對他一番斥責、並要求他不要只偷偷躲在後面做這樣的報復、而是正面面對自己的隊友，向他們證實自己的實力，隨後也用激將法促成了木暮和古株先生的小比試。在這場比試中，她觀察到了木暮過人的反應力與體力。
在漫遊寺的足球隊敗給「極限零度」後，率先跳出來推薦木暮上場比賽。賽中看到木暮使出「旋風陣」雛形的技巧擋下了「極限零度」的射門後，也不停的稱讚、鼓勵他。賽後，在雷門即將離開漫遊寺之際，春奈又找到了木暮，並聽到了他被棄養的過去，但同時春奈也把自己失去雙親的往事告訴他，並要他不要失去與人的連結、要去尋找能夠讓自己相信的存在。道別前木暮因為她讓自己成功上場比賽一事向春奈道謝、並打算和她握手，卻反而用藏在自己手中的青蛙嚇她，害她尖叫著跑離校舍。
在木暮加入閃電大篷車後一直對他擔任監督的角色，也時常阻止他對其他人惡作劇，也因此兩人幾乎都一起行動，而春奈也是少數能讓木暮打開心房的夥伴。在木暮進行必殺技特訓時也在旁邊幫助他，並給予他建議和許多幫助。
動畫第63話，在木暮親口說出對隊友的感謝、以及很慶幸自己能加入這個隊伍的感想時，春奈如當初第一次與他坦誠對話那時一樣打算向他握手，卻反過來用青蛙對他惡作劇。
邁向世界的挑戰篇
成為日本代表隊「閃電日本」的經理。為了得到背景不明的久遠道也的情報而和目金潛入中學足球協會的本部，並取得久遠教練過去在櫻咲木中學任職的情報。在虎丸因為每天都會提早離開訓練場而使大家有些困惑的時候，也和其他人一起進行對他的追蹤。
在「閃電日本」結束與「女王騎士」的比賽後、立向居因為深陷於無法走出圓堂的影子下而獨自苦惱之時，春奈是除了久遠教練之外第一個發現他異常並上前關心的人。在聽了立向居的煩惱和不願與其他人傾訴的糾結後先是斥責了他的悲觀與自卑、還找來了當初使他陷入煩惱的木暮，逼他向立向居道歉。後來，春奈為了幫助立向居完成新的必殺技，和木暮、壁山、栗松等人對其展開特訓。在訓練陷入瓶頸時，她又找來了綱海，並成功讓新必殺技「魔王的巨掌」出現雛形。
在塔子和莉香從日本前來造訪、並帶著「傳承之鑰」時，春奈被魔界的手環選中，因此對其產生了莫名的興趣。雖然剛開始和莉香一樣認為過一陣子手環就會自己脫落了，但隨著聖和戴斯達的出現、情況急轉直下。戴斯達強硬的使春奈陷入昏迷，並將她帶到「惡魔大門」、準備當作要獻給魔王的祭品。後來被鬼道率領的白隊安全救出。
事件後繼續作為閃電日本隊的經理輔助球員們，並且每每看到立向居的「魔王的巨掌」都會特別高興。在126話作為二年級生參與了雷門中學的畢業典禮，之後也被夏未、木野託付了之後作為經理的工作，並承諾會好好支撐、幫助未來的雷門足球社。在畢業球賽中隸屬於新隊員的B隊，並且仍然相當關注立向居的守門。在賽中與冬花等人對話，希望自己未來能成為教師，並幫助更多的孩子追逐夢想。
- 雷門 夏未

聲優：小林沙苗；錢欣郁；劉惠雲（TVB）、廖欣怡（ViuTV）
女性。二年級生。雷門足球部經理/小巨人經理。
有著一頭微捲的茶紅色長髮，瞳孔為褐色，外貌相當的秀麗、是個相當標緻的美人。對於與自己過遠的人事物會感到不屑，只對自己身邊的人們展現心中的溫柔與關懷，因此常常被認為是個高高在上的大小姐。因為圓堂的關係漸漸喜歡上足球，也漸漸喜歡上圓堂討厭過於聒噪的人，但卻喜歡那些能夠展露自信的人。擁有能夠直擊事物核心的觀察力，經常能靠著直覺與推論來猜測出他人的想法與目的。是三位經理中最善於官方交際的一位，常負責調解隊伍和教練、各管理層之間的溝通。因為姓氏和學校相同的緣故，除了少數人會用名字來稱呼她、其他大部分人都會在姓氏後面再加上「同學」二字來稱呼。
是學園的出資者、也是雷門財閥的理事長：雷門總一郎的獨生女，同時也在校內擔任學生會長，也因此制服裙子和領帶的顏色和其他人不同。在校務方面也具有一定的權力及影響力，基本上她的命令等同於理事長的效力，相當具有權威。校內成績相當優異，再加上長相漂亮的緣故，學校裡面似乎還有一個她的粉絲團。
因為出生在富有的家庭，平常完全不會碰到處理雜事的問題，也因此對料理相當不拿手，常常會做出過鹹的飯糰或賣相不佳的點心，對於洗衣、打掃、甚至使用電鍋這些事也都相當陌生，擔任經理後要處理的工作全部都是在零基礎的情況下、透過木野和春奈的指導才學會的。
夏未在幼時常常和父母兩人一同到鐵塔廣場看夕陽的風景、一直到母親因病離世，也因此她在很久之前就將鐵塔廣場視為最重要的地方，但在動畫版中，這段劇情並沒有被提及。
遊戲版中也能錄用成選手，位置為FW。
劇情表現
明日之星足球大賽篇
在雷門與帝國的比賽後正式以及經理的身分申請入社。花了些心思在不再踢球的豪炎寺身上，數度過去找他交談、希望他改變心意。是第一個發現世宇子的飲用水有問題的人。
威脅的侵略者篇
第48話中，瞳子教練把豪炎寺移出球隊名單時，被推測是要來保護他，第59話中，當大家對於瞳子教練不信任，她也跳出來發言來保護教練，還問大家她是不是真的不值得信任等事情來看，也能看到她有著直擊事物核心的言行。
邁向世界的挑戰篇
在動畫第68話，她以出國留學為由，離開了剛集結不久的閃電日本隊。在機場與圓堂、木野道別後，她從父親手中接下了某些並沒有讓圓堂等人知曉的資料，並正式離開日本。
實際上出國的原因並非留學，而是為了調查本應死亡的圓堂大介的真相。她根據自己在日本時就已經整理好的資料來到科特亞魯、歷經了千辛萬苦後才找到當時正在訓練「小巨人」的大介，但卻因為身體尚不適應哥多亞爾的炎熱天氣而昏倒。昏倒後接受了大介的照顧，並從他那裡證實了賈爾席多的陰謀和所作所為。
在成功找到大介後，夏未便在他所居住的村落中落腳、並每天到「小巨人」的練習場地中觀看他們的訓練，也數度幫助大介處理隊務和解決澆水之類的雜事。在她看到「小巨人」的成員後，曾親口說出「他們很像曾經的雷門中學足球隊」的話。在暸解了大介要幫助「小巨人」站上世界的頂點、並不惜成為日本隊最具威脅的高牆的心願後，她則為了完成大介和圓堂守在決賽的相遇，而正式申請加入「小巨人」、成為他們的經理。在那之後她也依照大介的意思，並沒有把他還活著的真相告訴任何人。
在各國隊伍依序抵達萊奧國多島的第一天，她透過信件的方式通知了圓堂，並單獨把他找了出來、向他坦白自己出國的真正原因以及透露圓堂大介可能活著的情報。
進入「小巨人」後包辦了搜集情報、分析戰術與對手的工作，甚至將「吟遊詩人」的一切摸透，造就了第二場準決賽中「小巨人」以8:0的懸殊差距贏下比賽的成果。
在塔子和莉香抵達萊奧國多島前造訪了日本隊的選手村，並恰巧碰上那兩人，也將萊奧國多島的傳說——傳承之鑰匙以及魔王的故事告訴了他們。在圓堂等人成功救回莉香和春奈後，她看見了已經相當完整的「閃電十一人」，自覺自己已經不屬於這裡後選擇悄悄的離開，面對後來追上她的圓堂，夏未也只表示現在的她已經相當確信自己應該做的事是什麼，並正式與圓堂道別。
在「小巨人」和「吟遊詩人」的比賽過後與圓堂再次相遇，並終於和他道出自己身為「小巨人」的經理的身份、且目標與「閃電十一人」相反，自己將會開始使出全力幫助「小巨人」奪得世界冠軍。
但在動畫第119話，因為大介的話了解到為什麼讓她加入小巨人隊，因而重新加入閃電日本隊。
126話時升上三年級並參加雷門中學的畢業典禮，典禮後與木野一同將經理的工作託付給剩下唯一的後輩、音無春奈。在畢業球賽中隸屬於原隊員的A隊。在賽中與春奈等人對話，同意了木野在升上高中後仍然想加入足球社的想法。

#### 教練
- 響木 正剛

聲優：森山週一郎、有本欽隆；梁興昌；古明華、葉振聲（代配）（TVB）、譚漢華（ViuTV）
男性。原·閃電十一人的隊長、雷門足球隊的教練。位置GK，背號1。
體型壯碩且有些發福的中年老爹，平常身穿一件紫色的大褂、頭上綁著紫色頭巾。髮色因衰老而變得銀白、在後腦勺綁了一束小馬尾，留著茂密的落腮鬍。眼神相當尖銳、左眼上有一道傷疤，平常戴著墨鏡來遮掩。年輕時身材魁武、頭上也綁著頭巾。
性格沈穩、但偶爾也會表現出豪爽的一面，此外很相當關心足球隊的隊員、經理們，也把他們都當作自己的孩子來照顧，遇到危險時也會站在前方保護他們、替他們承擔危險。國中時就很喜歡用拉麵招待朋友，長大後在閃電鎮的商店街經營一間拉麵店：雷雷軒。年輕時和雷門總一郎是同學。
初登場於動畫第5話，圓堂、豪炎寺、風丸在雷雷軒討論必殺技的訓練方式時、若無其事地插入他們的對話、並向他們透露隱藏在雷門校園裡的訓練場的事情。在冬海離開後受到圓堂的邀請、希望他成為雷門足球隊的新任教練，剛開始毫不猶豫的拒絕這個邀請，不過後來在與圓堂的比試中被其堅強意志感動答應他的請求、正式成為雷門足球隊的指導教練。雖然和年輕時的全盛時期相比，球技已經明顯退步了許多，但在為了幫助圓堂完成「魔神之手」時依然能使出「閃電爆裂」。
在第三季「邁向世界的挑戰篇」中心臟出現病發問題。但一直在閃電日本隊身後盡其所能的予以協助。動畫113話中在逃避賈爾薛特手下的追擊時突然心臟病發甚至一度昏迷，在恢復意識後接受手術、並囑咐圓堂對「足球帝國」比賽時無論如何都要堅持下去。
- 冬海 卓

聲優：四宮豪；李世揚；古明華→葉振聲→翟耀輝（TVB）、簡懷甄（ViuTV）
男性。雷門中學的教師，雷門中學足球部的前教練。
因為不常在隊裡露臉，讓隊員都難以信任他。後來被揭露他是以帝國學園的間諜的身分潛入雷門中學，被夏未當著眾人的面前揭穿並被直接開除，但後來也被影山拋棄。現在受到警察的保護。
遊戲中被影山給捨棄後，能看到他在閃電町商店街的路上喝醉的樣子。

#### 閃電大篷車（Inazuma Caravan）
為第二季——威脅的侵略者篇的核心隊伍。教練為吉良瞳子，隊長為圓堂守。
為了打倒外星學園而成立的隊伍。以在明日之星足球大賽中拿到日本第一的雷門足球隊為核心、並在後期陸陸續續加入來自全國各地的好手。為了從各地聚集強力選手而擁有専用的巴士「閃電大篷車」在日本全國環繞著。
在動畫第126話時因夏未的提議重新集結，與雷門足球隊展開友誼賽。
- 吉良 瞳子

聲優：北西純子；林美秀；曾秀清（TVB）、黎皓宜（ViuTV）
女性。閃電大篷車的教練。
身材纖細，有著一頭黑色的長直髮，瞳色為黑色。外表漂亮，頭腦也很清晰。
個性有些孤僻，且因為話不多的關係讓很多人無法理解她在想什麼。講話相當犀利，初登場時便直接斥責因為沒有教練而陷入不安的雷門足球隊隊員。平常不太會表達出感情、就算是和經理們的互動也都很冷淡。另外也有謙虛不居功的一面。在做命令與指示的時候幾乎都不會說明理由，導致以染岡為首的隊員們很討厭她。與鬼道的思考思路極度雷同，在她因為不說明下指令的原因而被隊員們質疑時也經常由鬼道出來緩頰、並說出她真正的用意。曾經為了幫助父親擺脫失去弟弟的傷痛於是建議他設立「陽光育幼院」。
父親為吉良星次郎，有一個已故的哥哥：吉良浩人，與基山浩人為義姊弟關係。
劇情表現
威脅的侵略者篇
初登場於動畫28話，經由響木的引薦而成為閃電大篷車的教練。因為個性尖銳的關係，初期與隊員們的相處不慎理想。在奈良與雙子星風暴比賽時發現豪炎寺的異狀而將他從選手名單中「剔除」(實際上是為了保護豪炎寺的妹妹夕香的安全)，但也因為此事與染岡等隊員的關係降至冰點。與真．帝國學園的比賽中，最初將比賽指揮權交由與對方關係最深厚的鬼道來處理，但在確定真．帝國學園握有「異型之石」的力量後重新奪回主導權，並為了讓雷門贏球導致佐久間因承受不住禁忌的招式而身負重傷，更讓染岡被牽連進來連腳受到嚴重的傷害。賽後在與響木的對談中被斥則做為教練要先以保護隊員與敵對的球員的安全著想。但自己向響木表示自己為了要跟一位做個了斷的敵人(指的是父親星次郎)，不論要付出多少代價都要在比賽中獲勝。
在陽花戶中學、雷門首次與創世紀交鋒後，吹雪因精神崩潰以及被「流星之刃」擊中臉部而入院時，首次向圓堂等人揭露吹雪擁有雙重人格的問題與過去後，被木野當面斥責認為在明知吹雪隨時可能人格崩潰的情況下卻又執意讓他加入。而本人也在經過一小段時間的沈默後堅毅的向眾人表示自己必須完成這項任務隨即離開病房。雖然自己並沒有明顯將自己的遲疑表露出來但卻對自己的行為感到很迷惘，認為自己這樣的作法與父親星次郎的手段有點類似。後來獨自面對吹雪表示就算時光能倒退還是讓他加入這個隊伍。
動畫58話時，古蘭對其使用「姊姊」的稱呼被莉香等人給聽到後引發整個隊伍的討論，甚至被指稱為外星學園的間諜。後來在圓堂的提問之下反過來對隊員們提出明日前往富士山的行程並允諾會在那裡全盤托出。動畫59話，直接帶領眾人進入外星學園的基地。後來也被揭露她的真實身分及為幕後黑手———吉良星次郎的女兒，是為了阻止父親星次郎的極限戰兵計畫而率領雷門十一人來對抗他。在與星次郎的對話中，被指出自己的所有行為都在助長創世紀計畫，訓練出來的雷門十一人成為了創世紀最強的對手、使創世紀能夠真正的完成。因此產生動搖但在圓堂等人的鼓勵下重新振作並且發誓會帶領隊伍擊敗創世紀。與創世紀的最終戰中，圓堂因創世紀對離隊隊員們的嘲諷而感到憤慨無法鎮定、暴衝的舉動使雷門在比賽中趨於劣勢。中場休息時向圓堂說到，自己也曾經只想靠一個人的力量改變父親的計畫，但讓她意識到與身旁夥伴們合作的重要性的人就是現在的雷門十一人，藉此讓他回想起身邊的夥伴。這段談話也使圓堂在下半場恢復正常，並再次掌握比賽的局勢節奏。在和創世紀的最終決戰後希望自己能陪在育幼院的古蘭等人的身邊，因此向響木辭去雷門的教練。在與雷門的隊員們道謝、辭別後和古蘭等人一起離開。
邁向世界的挑戰篇
以新生日本隊教練身份再度登場，向閃電日本隊提出爭取日本代表隊之座的挑戰。本來在打倒外星學園後，瞳子便回到陽光育幼園並決定不再接觸足球，但在砂木沼的真摯請求下、受其強大的意志所感動，爾後去各地徵召選手成立「新生日本隊」，並對其隊員展開相當嚴苛的訓練、目標是帶領新生日本隊成為日本代表並前往世界。
- 財前 塔子

請參考SP護衛隊。
- 吹雪 士郎

請參考白戀中學。
- 木暮 夕彌

請參考漫遊寺中學。
- 浦部 莉香

請參考大阪嬌嬌女CCC。
- 立向居 勇氣

請參考陽花戶中學。
- 綱海 條介

請參考大海原中學。
- 亞風爐 照美/阿芙洛蒂

請參考世宇子中學。

#### OB（原·閃電十一人）
40年前的傳說隊伍。在圓堂大介的領導下面對任何比賽都勢如破竹、成為了當時國中足球界的話題中心。不過因為影山的心結的關係，閃電日本隊在前往決賽會場的途中遇上了影山設計的車禍，甚至被迫棄權。此次事件後，造成圓堂大介往生，其他球員也都離開了足球的道路、各自在其他領域發展。在響木與圓堂相遇後這支隊伍也才睽違50年再次重組、成為現在雷門足球隊的一大精神支柱。
此外成員們的名字都與他們的個性或職業有關。
- 響木 正剛

請參考雷門中學・教練。
- 浮島 一人

聲優：四宮豪；黃天佑；朱子聰
男性。位置DF，背號2。
有著一頭因衰老而變得蒼白的米白色頭髮和大鬍子，和影野極度相似。年輕時頭髮為褐色、且瞳孔為漂亮的青藍色，是個美男子，在女孩子中也相當有人氣。
在聽到雷門贏得地區預賽大賽優勝後，因為想見見響木而出現在雷雷軒。在圓堂因為能見到曾經閃電十一人的其中一人而感到相當興奮時，直言希望他不要將他們視為傳說、畢竟當初他們在事發後也是只是果斷的放棄足球、沒有任何掙扎。在與現今的雷門足球隊進行友誼賽時，和備流田使出了「炎之風向雞」並得下第二分。
動畫64話中和原·閃電十一人的隊友們出現在雷門，觀看雷門與暗黑帝王隊的比賽並為其聲援。
必殺技「炎之風向計」（備流田）。
- 髮村 切斗

聲優：吉野裕行；劉昭文
男性。位置DF，背號3。
體格嬌小，留著小鬍子的大叔。年輕時的髮色為棕色
現在是理髪店的老闆。從國中時就常常幫朋友剪頭髮，但因為會被他處理成奇怪的髮型而沒人找他。
- 會田 力

聲優：中村悠一；盧國權
男性。閃電KFC的教練。位置DF，背號4。
體型有些肥胖、戴著眼鏡和一頂卡其色的毛線帽。年輕時也一直戴著帽子。
以可靠的鄰家大叔身份受到大家的尊敬與喜愛，國中時以地下隊長的身份活躍著。遊戲版中指導了染岡、幫助他完成「青龍咆哮」。
- 場寅 仕

聲優：麻生智久；李世揚；林保全
男性。位置MF，背號5。
臉型細長、身材高大的男人，眼神看起來相當的溫和、甚至有些慵懶。年輕時髮色為棕色且眼神相當兇惡。
現在在雷門家的擔任夏未的個人管家，但從來沒和她說過自己曾經是閃電十一人的一員。國中時就決定當管家，足球則是他的興趣。
- 定良 保

聲優：譚炳文
男性。位置MF，背號6。
有著大大的鷹勾鼻和翹鬍子，髮色為墨綠色。因為保養得很好的關係、他在年輕時的外貌幾乎沒有改變。
現在是西裝店的老闆。
- 碇 頑五郎

聲優：馮錦堂
男性。位置MF，背號7。
有著藏青色的頭髮並把它理成龐克頭。
時常表現的很生氣的樣子，無論對誰都一直說「真是可恨！」，使大家都離他遠遠的。在他露出微笑時看起來相當痛苦。遊戲版的碇因為害怕家族再次遭到影山陷害，而拒絕再組閃電十一人，但因為圓堂說服他的樣子就像是大介一樣最終決定參加。
- 中間 庸

聲優：陳永信
男性。位置MF，背號8。
留著三七頭的髮型及小鬍子。年輕時頭髮比較茂密。
他將「普通就是最好的」視為人生格言，國中時的夢想就是在普通的公司裡當普通的上班族，而這個夢想也實現了。
- 民山 謠

聲優：奈良徹；梁志達
男性。位置FW，背號9。
留著茶色的長髪並且戴著頭帶和圓形的墨鏡，打扮走嬉皮風。年輕時不是帶著墨鏡、而是普通的圓框眼鏡。瞳色為深褐色。
現在經營一家咖啡店。年輕時夢想當一名歌手，現在也常常在街頭唱歌、結果導致聲音有些沙啞。遊戲版的民山在最一開始拒絕重組閃電十一人，但因為圓堂的話而心動，最後決定參加。
- 菅田 巖

聲優：翟耀輝
男性。位置MF，背號10。
有著厚唇，梳著整齊的油頭並帶著眼鏡。年輕時的髮色為墨綠色且膚色很深。
現在在雷門中學擔任生活指導老師，但年輕時似乎是個不良少年。遊戲版中，絲毫不在乎於自己是老師的身份、會對學生使用「審判降臨」等粗暴的招式。
必殺技有「交叉射球」。
- 備流田 光一

聲優：稻田徹；李世揚；潘文柏
男性。位置FW，背號11。
身形相當的壯碩、高大，頭頂上戴著墨鏡。年輕時就已經長得很高了。
現在是健身中心的教練。國中的時候很常和大介吵架，但也相當信任他。
必殺技為「炎之風向計」(浮島)（遊戲版中是和髪村）。
- 影山 零治

參照帝國學園項。
原閃電足球隊成員。
- 圓堂 大介

聲優：吉野裕行；黃天佑；陳永信、黃榮璋（少年）
男性。圓堂守的外公、圓堂溫子的父親。
畢業於陽花戶中學、並且和那邊的校長是摯友。遊戲版中和鬼瓦是好友。卡片版遊戲中，以雷門中的守門員身份使出「魔神之手」的中學時的大介則是成為提升卡片。(但是動畫中的魔神之手是用左手發動，卡片版則是用右手發動。)
曾經是職業足球選手，在50年前的世界冠軍賽代表選拔中，作為年輕勢力的中心人物。40年前，從職業賽中引退後擔任雷門中學足球隊的教練且有著無敵的戰蹟。寄給圓堂一封上面寫著及一張「在世界頂點等著你」的信。並在與圓堂的第一次見面時送了他一個輪胎。可能是外表比在圓堂家裡的照片上的他老了許多，再加上戴著墨鏡的關係，所以圓堂沒認出來。
躲藏在哥多亞爾並且與洛可可等人相見後而教他踢球，之後成為FFI世界大會科特亞魯代表「小巨人」的教練。因為知道背後操控影山的人是賈爾席多並且也由於知道他的真面目於是為了保持警戒，而對圓堂等人報上「荒矢先生」的假名，在第117集被賈爾薜特當著閃電日本隊以及洛哥哥的面前說出他的真實姓名。

### 其他學生．教職員
- 雷門 總一郎

聲優：阪口候一；黃天佑；林保全、張炳強（TVB）、陳漢祺（ViuTV）
男性。雷門夏未的父親。雷門中學的理事長、全國足球協會的理事。
戴著眼鏡，將頭髮梳成一束小辮子，嘴邊留著鬍子。
年輕時和響木是同班同學，並且擔任當時雷門足球隊的加油團團長，也因為這件事他開始與足球結緣，並且在之後都相當熱愛這項運動。自稱是閃電十一人的大粉絲。
動畫第一季中，他對於要參加「明日之星足球大賽」的雷門足球隊給予支援。在他調查影山的事情時被對方發現，因此被捲入意外、腦部受了不小的傷。後來在第二季痊癒。在閃電行動van在日本各地旅行時，他和響木待在雷門中學，並提供在前線的瞳子跟外星學園有關的資料。第三季時到機場、替為了收集圓堂大介資料的夏未送行。
角色外型似乎取自於義大利的明星球員——羅貝托·巴吉歐。
- 古株

聲優：麻生智久；黃天佑；黃子敬、林保全（TVB）、楊耀泰（ViuTV）
男性。雷門中學的職員、閃電大篷車的司機。
是一個比響木還要年長的大叔，身形肥胖、平時總是戴著橘色的鴨舌帽。過去曾經學過足球，位置是守門員。在雙子風暴首次登場、並與原·閃電十一人比賽時，他代替不在的響木擔任守門員，卻不幸輸了比賽。後來他以駕駛員的身份和閃電大篷車的隊員們一起行動。劇情中數次幫助瞳子和雷門十一人。在和木暮的比試中也展現出了他華麗的踢球技巧。在外星學園的根據地被研崎破壞時，古株駕駛著閃電大篷車順利將雷門和創世紀的所有球員救出。在邁向世界的挑戰篇之中擔任閃電日本巴士的駕駛員。遊戲版中有3個兄弟，但詳細不明。
- 火來 伸藏

聲優：稻田徹；梁興昌；陳永信（TVB）、張振熙（ViuTV）
男性。雷門中學的校長。
有著蒼白的頭髮，面容如大佛一般慈祥的中年男子，臉頰上還帶有腮紅。喜歡玩西洋棋。
老是表現的提心吊膽的樣子，對夏未也是必恭必敬的態度。在遊戲中的連線對戰裡，可以透過他來變更隊名和隊員。
- 角馬 圭太

聲優：古島清孝；李世揚；張錦江（TVB）、杜景煜（ViuTV）
男性。一年級生。角馬王將的兒子。
將頭髮向後梳成整齊的模樣、因為一直戴著眼鏡的關係無法看到雙眼，臉型和將棋相似。雖然隸屬於將棋社、但也是雷門足球隊的超級粉絲、並且夢想成為和父親一樣的職業轉播員。在明日之星足球大賽·關東預賽的比賽中擔任實況轉播員，進入全國賽後這項工作變為由他的父親：角馬王將負責。在雷門與外星學園對戰時又回到轉播員的位置，並且時常會從各種意想不到的地方蹦出來。
遊戲版中也能錄用他，位置為MF。
- 宮坂 了

聲優：倖月美和；錢欣郁；陸惠玲 （TVB）、梁倩蘅（ViuTV）
男性。一年級生。
留著一頭金色中長髮，瞳孔為綠色。隸屬於雷門中學田徑隊。非常仰慕風丸並且尊敬他，期盼能在田徑賽中和風丸一起跑步。在雷門足球部成功進軍明日之星足球大賽之後曾經找上風丸、並邀請他再次回到田徑隊，但卻被婉拒。後來應風丸的邀約出席觀看雷門與戰國伊賀島的比賽，透過他的表現逐漸接受其決心，並在最後向風丸表示尊重、並予以支持。遊戲中設定為二年級生。
遊戲版中也能錄用他，位置是DF。
- 松風 天馬

於片尾（第3季60集 - 全127集）彩蛋登場。
參考閃電十一人GO。

### 足球部員之親屬
- 豪炎寺 夕香

聲優：城雅子；林美秀；曾佩儀（TVB）、石梓晴（ViuTV）
女性。豪炎寺修也的妹妹。
相當支持哥哥修也，也是他的大粉絲。故事開始前一年，在她要前往FFI全國大賽總決賽的比賽會場途中遭遇影山策劃的車禍而一直昏迷不醒。這次事件不只導致修也在接下來一年的時間不再接觸足球、離開了原本的學校——木戶川清修，也讓她的父親——勝也對足球的熱忱降至最低點，進而導致第三季豪炎寺父子的衝突。在她因車禍昏迷之前，曾經送給修也一個球鞋造型的項鍊，而修也也一直戴著它參加每場比賽。
在26集從昏迷中清醒過來，不過因為身體狀況還相當不穩定的關係仍然住院。在雷門十一人對抗外星學園期間，因為研崎龍一計畫要拉攏她哥哥修也而淪為人質，甚至出現三名男子時刻監控她哥哥修也的情況，之後受到鬼瓦警長的保護才解除了危機。
第三季開始身體便已經完全恢復，出院並且開始上學了。因為年紀尚小的關係個性表現的相當天真，像是她在父親與哥哥的願望衝突而關係緊張時也都相當困惑而無法理解、又諸如她認為福嬸喜極而泣的情緒很奇怪，覺得哭能代表的情緒只有悲傷等等。在閃電十一人對上韓國代表——烈火飛龍時和福嬸一起到現場加油。也有和福嬸一起到飛機場給閃電十一人與哥哥送行。
- 圓堂 溫子

聲優：倖月美和；錢欣郁；雷碧娜（TVB）、石梓晴（ViuTV）
女性。圓堂守的母親。
有著茶色的短髮，臉上帶有雀斑。她的父親--圓堂大介是在前往比賽現場時遇上意外身亡的，這讓溫子多少產生了父親是因為足球離去的想法，這也使的她在前期不太希望兒子守繼續踢球。在家裡很少談到關於大介的事情，因此就連廣志也對他不太了解。雖然溫子一開始並不支持守的足球夢，但後來還是慢慢的轉為支持，在雷門與世宇子比賽時也有到會場聲援。
- 圓堂 廣志

聲優：中村悠一；黃啟昌（TVB）、周倚天（ViuTV）
男性。圓堂守的父親。
有著深褐色的頭髮，戴著圓框眼鏡，臉上有些皺紋。雖然不清楚大介的事情，但還是支持兒子守在足球抱有的熱情與夢想。是入贅進圓堂家的。
- 壁山 佐久

聲優：小林沙苗；曾秀清
男性。壁山塀吾郎的弟弟。
非常崇拜身為足球員的哥哥，甚至將他視為「雷門中學的王牌」。在雷門中學與野生中學比賽時和另外兩個朋友一起前往觀賽，並替壁山加油。
- 豪炎寺 勝也

聲優：土田大；梁興昌；盧國權（TVB）、杜景煜（ViuTV）
男性。修也和夕香的父親。
有著藏青色、梳理整齊的頭髮，但部分已經轉白。膚色較深，眼神非常凌厲，平時帶著一副黑框眼鏡。是一個不苟言笑的人，言行舉止都非常的嚴肅。在稻妻綜合醫院裡擔任外科醫師。
初登場於動畫第79話。剛出場時就對修也直言要他盡早放棄足球並到德國學醫。因為他認為足球對人並沒有任何幫助，與其在那邊浪費時間，不如早日從醫、幫助更多人。藉福嬸的口中得知，在他的妻子、也就是修也和夕香的母親過世前，替兒子在足球上展現出的天分感到非常驕傲，也很支持他的每一場比賽。不過在妻子離世的打擊後，他對於作為醫生能夠拯救到生命的這件事變的偏執，再加上夕香在前往比賽途中途中發生車禍意外，讓勝也越來越討厭足球，種種因素使他堅決要讓兒子成為一名醫生。在他和修也都不願退讓的情況之下，兩人關係變得緊張，整個家庭氣氛也變得不和諧。在閃電十一人與烈火飛龍賽之前，他接受了修也開出的條件，他退一步讓兒子去參加最後的比賽、而修也則會在成功把隊友送上世界舞台後，放棄自己的夢想並前往德國學醫。比賽期間，勝也來到了比賽會場，並接續的看完了整場比賽。在他看完修也的成長以及表現後，勝也回想起從前全家人一起度過的時光、並再次替兒子感到驕傲。最後他尊重了修也的意願、讓他能與閃電十一人的所有隊友們一同前往世界。
- 福嬸

聲優：田野惠；郭馨雅；梁少霞
女性。在豪炎寺家中幫忙打點家務事並照料修也和夕香的幫傭。
身形矮胖、帶著眼鏡的中年婦人。在勝也的妻子過世後就擔起了照顧修也和夕香的工作。此外她也非常關心勝也和修也逐漸僵化的父子關係，一方面希望勝也能夠體諒兒子、另一方面也希望修也不要因此怨恨自己的父親。在閃電日本與烈火飛龍對戰時，她和夕香一起到比賽會場觀看、並替他們聲援。在看到勝也、修也兩人和好後流下了感動的淚水。在閃電十一人對即將前往萊奧克特島時和夕香一起前往送行。
- 豪炎寺 真人

聲優：野島裕史
男性。豪炎寺修也的表親。位置FW。
有著和修也一樣的米白色刺髮。登場於第二代和第三代的遊戲中、動畫中未登場。學會許多修也的必殺技。
必殺技為「烈焰龍捲射球」、「閃電落雷」、「爆熱風暴」、「大地烈火」。
- 目金 一斗

聲優：加藤奈奈繪；林美秀；謝潔貞（TVB）、王夢華（ViuTV）
男性。目金欠流的雙胞胎弟弟
FFI世界大賽篇中出場。是閃電日本的日本代表候補B隊，背號23。前髪向右彎。足球實力很強，可以用普通的一踢，將球踢進籃框裡。雖然平常把哥哥當笨蛋一樣，但其實心裡相當軟弱，而會對哥哥撒嬌。

## 閃電鎮

### 鎮內居民
- 鬼瓦 源五郎

聲優：麻生智久；李世揚；招世亮、朱子聰（代配）（TVB）、郭湛深（ViuTV）
男性。40年前的明日之星足球大賽中，由於閃電足球隊意外被取消決賽資格的關係，打算要抓住和這件事有關係的影山的把柄而躍起的刑警。個性莽撞。中學時讀雷門中學，是傳說的閃電十一人的粉絲，也是雷雷軒的常客。在遊戲中，過去和圓堂大介是朋友。透過土方的幫助，而將豪炎寺的妹妹夕香送到安全的地方，成功讓豪炎寺不被外星學園脅迫。在第三季協助夏未進行調查。
- 角馬 王將

聲優：稻田徹；黃天佑；陳永信（TVB）、郭浩勤（ViuTV）
男性。圭太的父親。在明日之星足球大賽和FFI世界大賽亞洲預選中，會在播報台上進行實況報導。
- 安井

聲優：小松史法；劉奕希
男性。住在鎮上，和臼井一起行動的不良少年。登場於動畫第1集，在他和臼井路過河堤廣場時差點被球波及到，因此對圓堂大發了一頓脾氣，對圓堂一陣侮辱後隨性的把球往旁邊踢去，在球即將打中麻子時豪炎寺出現並將它踢了回來，使他的臉被不偏不倚的砸中，後來神智不清的被臼井帶走。
- 臼井

聲優：馮錦堂
男性。住在鎮上，安井的小弟。登場於動畫第1集，在他和安井路過河堤廣場時差點被球波及到，圓堂前來道歉時並沒有回話，而是直接揍他。看到豪炎寺憤怒的眼神後帶著神智不清的安井狼狽的迅速逃離現場。
- 如月 沙里奈

女性。如月麻子的母親。
有著灰色的長捲髮並綁著粉色頭帶。和女兒、丈夫同居，並經營一間名為「金閣寺」的居酒屋。動畫中未登場。
- 鈴目 純一

聲優：戶松遙；錢欣郁；蔡惠萍（TVB）、張添勝（ViuTV）
男性。中學2年生。飛鷹的原小弟。有著橘色的飛機頭。以前被不良少年糾纏受到飛鷹的幫助而對他相當仰慕，因為不認同唐須的作法、於是企圖說服飛鷹回來、結果被唐須趕走。不過之後同意飛鷹繼續踢球並且阻止唐須對日本隊的搗亂。
- 唐須 幸人

聲優：宮野真守；梁興昌；何承駿
男性。FFI編出場。有著像是不良少年的打扮。騎著像是機車的腳踏車上學。以前是飛鷹的小弟、用他一個人的力量控制整個團體、現在由他支配整個隊伍、而成為新首領。由於被飛鷹阻止去找圓堂他們、之後、在和韓國戰之前為了復仇而企圖要妨害閃電日本隊、不過最後被鈴目所阻止。遊戲版中在這之後、遭到鈴目等人的反擊而哭著逃跑。
- 宇都宮 多惠

聲優：小平有希；蔡惠萍（TVB）、馮詠恩（ViuTV）
女性。為宇都宮虎丸的母親。有著深藍色的長髮並將其綁成馬尾。
初登場於73話。在閃電鎮的商店街裡經營一間餐廳。因為以前生病的關係使身體非常虛弱，沒辦法花太多心力在經營店舖上面，但因為兒子虎丸孝順的個性和鄰居乃乃美的幫忙，讓她能夠好好休息。雖然家境並不好，但卻一直盡自己所能給虎丸最好的照顧。在閃電日本與沙漠雄獅對戰時，她受到響木的邀約前來現場觀賽，並見證了虎丸解開心結與對自我的限制、向前成長的瞬間。
- 梨本 乃乃美

聲優：辻希美；林美秀；成瑤孆（TVB）、姜嘉蕾（ViuTV）
女性。虎丸的鄰居。有著亮棕色的長捲髮並綁著高馬尾，頭上戴著一朵很大的黑色蝴蝶結，是一個打扮新潮的年輕女性。
初登場於73話。家裡經營便當店，考慮到虎丸的母親多惠的身體狀況，平常就給予宇都宮家很多的幫助，而虎丸有時候也會到她的店裡幫忙。在與圓堂等人認識後，也經常會替閃電日本隊做特製的便當、替他們加油援聲。在閃電日本隊即將前往萊歐克特島時有前往替他們送行，後來更親自前往萊歐克特島送吃的東西過來加油打氣。

### 閃電KFC
是一個由閃電鎮裡對足球有興趣的孩子們組成的隊伍。初登場於動畫第一集，和圓堂一起練習足球。
平常的訓練場是河堤旁的足球場，教練為閃電十一人OB的會田力、隊長爲如月麻子。
KFC是Kids Football Club的簡寫。
- 如月 麻子

聲優：古川繪里奈、倖月美和；楊善諭（TVB）、石梓晴（ViuTV）
女性。閃電KFC的隊長。位置FW，背號11。
有著粉紅色頭髮，並將其綁成雙馬尾。是附近的孩子王，有著就算是國中生，只要講她壞話也會加以教訓的好勝性格。喜歡足球。動畫中稱呼圓堂是「小圓堂」。第64話中和其他隊員一起觀賞雷門與暗黑帝王隊的比賽。
- 宗方 博人

聲優：西墻由香
男性。位置GK，背號1。喜歡玩電子遊戲，連足球規則也是在遊戲中學到的。
- 英山 海人

男性。位置DF，背號2。前髪蓋住左眼。以前是小鎮裡的孩子王，現在則是相當照顧一起踢足球的夥伴們。
- 北垣 亮太

男性。位置DF，背號3。帶著印有閃電KFC標誌的帽子。每天都在想著新的惡作劇並且加以實行而讓人生氣。
- 瀨島 樹

男性。位置DF。背號4。戴著眼鏡，臉上有雀斑。總是在學習足球理論，對於大人會進行銳利的質問。
- 新竹 颯太

男性。位置DF。背號5。雖然努力進行練習，但也是個會在回家時買東西吃的小胖子。
- 池尻 陽

男性。位置MF。背號6。對於長不高相當在意，所以很努力的喝牛奶。
- 寺阪 響

男性。位置MF。背號7。戴著白色貓耳風的帽子。是個媽媽不來加油就無法發揮實力的愛撒嬌的人。
- 興津 蒼空

男性。位置MF。背號8。眼神銳利，綁了個馬尾。對於速度很有自信，讓他很期待運動會。
- 間 龍介

男性。位置FW。背號9。有著褐色皮膚，臉上也有雀斑。是有著足以在少年全國大賽中出場的實力。
- 森本 陸斗

男性。位置MF。背號10。有著黑皮膚和爆炸頭的髮型。在模彷足球選手時，自己也會成為選手。

## 明日之星足球大賽隊伍

### 關東地區預賽

#### 野生中學
初登場於動畫第6話，為雷門在明日之星足球大賽預賽第一回的對手。教練為他山幸助，隊長為雞井亮太。
隊員的名字和造型設計都與動物有關。每個球員都擁有如野獸般的跳躍力和體力、因此擅長空中戰，甚至在這塊領域被譽為是勝過帝國學園的高手。因為長期在大自然中活動的關係，野生中學的學生們似乎不太熟悉都市的科技產品，曾經好奇的圍繞在雷門家的轎車旁邊。
- 雞井 亮太

聲優：小西克幸、金野潤
男性。一年級生。野生中學足球隊的隊長，位置DF，背號2。
代表動物為雞。語尾會加上「咕咕」。用驚人的彈跳力來控制空中戰、但在豪炎寺和壁山的2段跳面前而輸掉。
- 豬口 兵吾

男性。三年級生。位置GK，背號1。
代表動物為山豬。能夠像野豬一樣嗅出松露的位置。因為擋不了豪炎寺和壁山的「閃電落雷」而失分。
- 魚住 拓人

男性。二年級生。位置DF，背號3。
代表動物為魚。雖然對於海中生物相當瞭解，卻不會游泳，只要上游泳課就會跑去休息。
- 蛙田 達士

男性。一年級生。位置DF，背號4。
代表動物為青蛙。彈跳力相當好，房間有許多青蛙的物品。
- 獅子王 吼

男性。三年級生。位置DF，背號5。
代表動物為獅子。由彈跳力高的雞井和威力強的獅子王，被說是封鎖空中加陸地的射門的完美組合。用強力的鏟球將染岡的運球給破壞掉並且使染岡受精。
必殺技為「超級犰狳」。
- 香芽 雷翁

男性。三年級生。位置MF，背號6。
代表動物為變色龍。髪色是綠色。頭上有著像是變色龍眼睛的髪飾。其存在感完全被消去並且趁此把球搶去。語尾會加上「～變」。
- 大鷲 誠次

男性。二年級生。位置MF，背號7。
代表動物為鷹。語尾會加上「～老鷹」。有著像是老鷹的視力，能夠讀取對手的動向而加以襲擊來搶球。漫畫版中，代替雞井擔任空中的防守、也擋下了「終極龍捲風」攻擊。
必殺技為「神鷹俯衝」。
- 猿田 登

男性。一年級生。位置MF，背號8。
代表動物為猴子。語尾會加上「～猴子」。有著像是猴子的臉、頭上纏著黃色的頭斤。體型雖小、但卻能夠用像是特技般的動作來玩弄對手。
必殺技為「猴子轉身」。
- 五里 慎吾

男性。二年級生。位置FW，背號9。
代表動物為大猩猩。語尾會加上「～猩猩」。有一嚴厲的臉，以及巨大的體型來攻擊對手的球門。
必殺技為「泰山射球」。
- 蛇丸 彰真

男性。三年級生。位置MF，背號10。
代表動物為蛇。語尾會加上「～蛇」。會將球緊緊纏住而不放開。
必殺技為「毒蛇射球」。
- 水前寺 馳威太

男性。三年級生。位置FW，背號11。
代表動物為豹。語尾會加上「～豹」。在頭上纏著豹紋的頭巾。擅長運用速度來作高速盤球、他的速度被認為像是野生的豹一樣。有著100公尺，10秒的驚人腳程、就連當時的風丸都追不他。
- 牛尾 空也

男性。三年級生。位置DF，背號12。
代表動物為牛。是個只要食物吃光了、就會像猛牛一樣躁進起來的愛吃鬼。動畫未登場。
- 小荒 登

男性。一年級生。位置MF，背號13。
代表動物為無尾熊。是個比起在地上，反而待在樹上會覺得安全的人。動畫未登場。
- 判 竹夫

男性。三年級生。位置FW，背號14。
代表動物為熊貓。身體像是熊貓一樣的白，但眼睛周圍就是黑的、留著黑髮且綁著兩團髮結。雖然看起來相當溫柔是大家的偶像、但實際上個性相當凶暴。動畫未登場。
- 荒井川 熊巳

男性。二年級生。位置DF，背號15。
代表動物為浣熊。相當執著於要把吃的東西弄乾淨、對於食材只要沒洗過一次就會很在意。動畫未登場。
- 根津 光夫

男性。二年級生。位置MF，背號16。
代表動物為老鼠。喜歡起司、能吃下許多難吃的青黴起司。動畫未登場。
- 他山 幸助

男性。野生中學足球部的教練。
上半身赤裸且留著茂盛的胸毛和鬍子。會叫一聲像是泰山的聲音向社員們傳達要講的話、與他們約定「贏的話就請你們零食吃到飽」。

#### 御影專農職校附屬中學
初登場於動畫第7話，為雷門在明日之星足球大賽預賽第二回的對手。教練為富山新一郎，隊長為杉森威。
隊員的名字反映出他們在洗腦後表現出來的人格特質。擅於偵察對手並且加以分析、認為資料就是一切。在比賽後段球員們解除了洗腦、並與雷門進行了一場友好的比賽。
日文的「專農(せんのう)」一詞音同「洗腦(せんのう)」。
- 杉森 威

聲優：櫛田泰道、四宮豪；黃天佑；葉振聲
男性。三年級生。御影專農足球隊的隊長，位置GK，背號1。
光頭造型且留著多個像是針一樣的髮型。在和雷門對戰前，只相信教練提供的資料、也因此對「雷門的勝率近乎為0%」的事情深信不疑。但在和圓堂相遇後，慢慢發現了足球的樂趣，並在比賽後半段率先解開洗腦，並且引導隊友們找回自我。雖然最終輸給雷門、但卻踢了一場毫無悔恨的比賽。威脅的侵略者篇中，訂定了為了幫助閃電大篷車的支援隊伍計畫，並且和闇野一起練球。後來以暗黑帝王隊的成員身份再次登場，在被圓堂破除了心魔後與其他人一起恢復原狀。
必殺技為「袋形能量屏」、「火箭飛拳」、「超級掃瞄」、「火箭雙拳」。
「雙重強擊」（影野）。
- 下鶴 改

聲優：悠渚佳代；林美秀；伍博民(TVB)、鄭家蕙(ViuTV)
男性。二年級生。位置FW/MF，背號11（御影）/6（新生日本）。
有著桃色的短髮，瞳色為土黃色、眼神相當銳利。是隊中的王牌攻擊手。性格相當成熟、因為被洗腦而變得具有攻擊性。動畫中和杉森一起到雷門進行偵察並且從圓堂那邊漂亮地得分。邁向世界的挑戰篇中以「新生日本」的隊員身份再登場。
必殺技為「烈焰龍捲射球」、「導彈射球」、「永恆之槍V2」。
- 弘山 誘

男性。一年級生。位置DF，背號2。
御影専農中，體型最小的選手。因為想要受歡迎而踢球、現在則為此而被洗腦。
- 花岡 強

男性。二年級生。位置DF，背號3。
左臉頰上有OK繃，頭上則是包著繃帶。身體受過強化、有時會迷失自我。
- 室伏 恐

男性。二年級生。位置DF，背號4。
體型巨大、時常充滿恐怖的表情。因為洗腦時被植入恐怖、在害怕下能夠引出他的力量。
- 稻田 則

聲優：金野潤
男性。二年級生。位置DF，背號5。
體型肥胖、眼睛周圍畫上黑色眼線。因為被洗腦、所以無論什麼行動都會照規則走。
- 寺川 巖

男性。三年級生。位置MF，背號6。
有著小小的眉毛和長長的鬢角。因為被洗腦而失去感情、就算是危險的踢法也能平靜的進行。
- 藤丸 啟

男性。二年級生。位置MF，背號7。
紫色頭髮、沒有眉毛。在被洗腦時看到神而深深相信他、對於其命令也是完全不懷疑。
- 山鄉 暴

男性。三年級生。位置MF，背號8。
肌膚是淺黒色且有著一張嚴厲的臉。因為被洗腦而變得相當兇暴、用幾近犯規的方式在踢球。
- 山岸 迫

男性。二年級生。位置FW，背號9。
白髮、且留有一撇波浪式的髮尾在前額(動畫綁成一束長髪)。被植入了不贏不行的壓力的孤獨選手，在圓堂的「熱血之拳」把下鶴的射門彈開後、能看到他沿著邊線用頭鎚攻進雷門球門而先得分的活躍表現。
- 大部 信

男性。二年級生。位置MF，背號10。
戴著紅框眼鏡。因為被洗腦而相信著自己的足球是最強的。
- 真下 乏

男性。二年級生。位置MF/GK，背號12。
戴著裝有密碼的頭帶。為了家裡的經濟、而接受洗腦，打算成為職業選手。
- 都築 靜

男性。一年級生。位置MF，背號13。
戴著裝有密碼眼帶。因為沒有接受洗腦而可以表現出真正的自己。
必殺技為「超級掃瞄」。
- 平生 仁

男性。三年級生。位置MF，背號14。
鼻上有舊傷。為了鼓勵喜歡足球但卻有病的弟弟而接受洗腦。
- 長友 喪

男性。二年級生。位置FW，背號15。
因為被洗腦、對於比賽中犯規完全沒感覺。
- 水淵 無

男性。二年級生。位置DF，背號16。
有著粉紅色頭髮和肥胖的體型。瞧不起週圍的人、在被洗腦則是瞧不起全部的人。
- 富山 新一郎

男性。御影專農足球隊的教練。
對於足球只相信資料就是一切、會透過杉森來對選手們下指令。動畫中和影山有勾結、但因為被選手們加以反抗和不遵守他的失分命令而遭拋棄，讓他因此大受打擊放棄比賽並且行蹤不明。

#### 尾刈斗中學
初登場於動畫第4話，繼帝國之後第二所向雷門寄出比賽邀請的學校。教練為地木流灰人，隊長為幽谷博之。
隊員的名字和打扮都與鬼怪有關。擅長使用幻術，也會利用催眠或暗示的行為來干擾對手。在明日之星足球大賽中對上秋葉名戶學園並惜敗於後者。
日文的「尾刈斗(おかると)」一詞音同「超自然現象(オカルト)」。
- 幽谷 博之

聲優：小松史法、倖月美和；林美秀；林芷筠
男性。一年級生。尾刈斗中學足球隊的隊長，位置FW/MF，背號9（尾刈斗）/8（新生日本）。
特徵是戴著中間有一個眼睛的帶子遮住雙眼。有著敏銳的靈感應而可以接收到已過世選手的靈魂的指導。邁向世界的挑戰篇中以「新生日本」隊員身份再登場。
必殺技為「幻影射球」、「鬼靈鎖定」。
- 鉈 十三

聲優：金野潤；黃榮璋
男性。二年級生。位置GK，背號1。
有著「Unbeliever！」的口頭禪。髮型和鬼道有人極為相似，總是戴著白色面具。
必殺技為「紐曲的空間」。
- 三途 渡

男性。二年級生。位置DF，背號2。
頭上戴著白色的三角巾。在有過靈異體驗後，讓他本人再也沒有可以活著的自信。遊戲(卡片)中和幽谷、八墓3人能使用「鬼靈鎻定」。
- 柳田 卯

男性。一年級生。位置DF，背號3。
體型嬌小，有畫上黑色的眼影。興趣是研究妖怪。不管怎麼樣都會談到妖怪的事情。
- 不亂 拳

聲優：張裕東
男性。三年級生。位置DF，背號4。
通稱科學怪人。體型巨大，在頭上的左右太陽穴都插著釘子。雖然會對活的東西做研究，但卻不擅長生物。
- 屍 藤美

聲優：奈良徹；劉奕希
男性。二年級生。位置DF，背號5。
體型巨大且有著慘白的肌膚。相信自己是不死之身，是個喜歡做危險的事的魯莽男人。
- 靈幻 道久

男性。二年級生。位置MF，背號6。
身體相當堅硬，所以會跳來跳去來攪亂對手。講話時會加上「～唉呀」。
- 木乃伊 魔美

男性。二年級生。位置MF，背號7。
通稱木乃伊。因為是肌膚容易乾燥的體質，所以身上總是纏著繃帶。
- 八墓 崇

聲優：劉惠雲
男性。二年級生。位置MF，背號8。
頭髮長到把眼睛給蓋住。頭上綁著3根蠟燭，有著被認為是醜時儀式(在日本拿來詛咒別人的儀式)的打扮。對於詛咒相當瞭解，說過讓他生氣的話就會有災難降臨。遊戲(卡片)中和幽谷、三途3人能使「鬼靈鎻定」。
- 月村 憲一

聲優：蔡惠萍
男性。三年級生。位置MF，背號10。
有著像是狼人的外貌。
必殺技為「幻影射球」。
- 武羅渡 牙

男性。二年級生。位置MF，背號11。
通稱吸血鬼。有著在夜晚中表現最好的不可思議的體質。總是喝著蕃茄汁。
- 不死 祀

男性。三年級生。位置DF，背號12。
有著對於無論是那種巨大的傷害都不會感覺痛的身體。
- 人形 幻

男性。二年級生。位置FW，背號13。
通稱人偶。沒有過去的記憶，認為自己是人造人。
- 圓谷 未知

男性。二年級生。位置FW，背號14。
光頭，在三個部位放著像是黑色模樣的東西。相信有UFO的存在，所以每晚都會觀察夜空。
- 黑上 咒

男性。二年級生。位置FW，背號15。
帶著黑色的頭巾而遮住了半邊的臉。很瞭解黑魔法，比賽前似乎會詛咒選手。
- 魔界 祟雄

男性。三年級生。位置MF，背號16。
說自己不是人類，總是戴著像是長有角的妖怪的奇怪面具。
- 地木流 灰人

聲優：早志勇紀；梁興昌；梁偉德
男性。尾刈斗中學足球隊的教練。
平常是充滿笑容，認真時臉上會出現X的紋路。會念出咒文來發動「鬼靈鎖定」。
名字音同著名小說「化身博士」的「傑基爾」(姓氏)跟「海德」(名)。

#### 秋葉名戶學園
有相當多御宅族學生，儘管如此但是成績相當不錯，比賽的時候會在上半場為了保留體力，所以拿到球之後就不發動攻擊，而是在下半場後才會全體發動攻擊，足球社在女僕咖啡廳的地下室三樓，足球社規定身為女性經理人必須要穿女傭服裝。擅長運用和外表不一樣的技巧戰術。漫畫中和影山有勾結、多有比遊戲和動畫更卑鄙的打法，最後被同樣身為御宅族的目金欠留的勸教之下才重新改過，不再耍一些卑鄙的手段，而且秋葉名戶學園足球社成員的夢想是想進軍「明日之星足球大賽」獲得冠軍，就能獲得主辦單位的招待遠征到美國比賽，買下只會在美國販售的特別限定版模型「神祕宇宙美少女雷娜」。隊員的名字皆以ACG術語命名。
「秋葉名戶」中的「名戶(めいど)」一詞音同「女僕(メイド)」。
- 野部流 來人

聲優：山寺宏一；梁興昌；陳廷軒
男性。二年級生，秋葉名戶足球隊隊長（動畫版）。位置MF，背號3。
通稱為小說。是輕小說絲爾琪・娜娜的作者與作家。對於目金相當欣賞而承認他是宅男。動畫版中，被目金指責「你們兩人所創作的絲爾琪・娜娜，傳達了描繪的漫畫的勇氣與愛，不知道激勵給我多少次，沒想到身為魔法少女的作者，居然是使用這種卑鄙又可恥的手段的人，給我跟絲爾琪・娜娜道歉」，比賽結束後就坦言出只要在「明日之星足球大賽」獲得冠軍，就能獲得主辦單位的招待遠征到美國比賽，買下只會在美國販售的特別限定版模型「神祕宇宙美少女雷娜」，可惜無法完成目的，讓目金說他會代替他們完成心願。
必殺技為「五里霧中」。
- 漫畫 萌

聲優：田野惠；錢欣郁；李凱傑
男性。二年級生。位置FW，背號10。
通稱漫畫家。戴著貝雷帽及眼鏡、有著金髮的馬尾髮型且頭上插著筆。是很受歡迎的萌系漫畫家、在學校中經常被人要簽名。動畫版中，被目金指責「你們兩人所創作的絲爾琪・娜娜，傳達了描繪的漫畫的勇氣與愛，不知道激勵給我多少次，沒想到身為魔法少女的作者，居然是使用這種卑鄙又可恥的手段的人，給我跟絲爾琪・娜娜道歉」，比賽結束後就坦言出只要在「明日之星足球大賽」獲得冠軍，就能獲得主辦單位的招待遠征到美國比賽，買下只會在美國販售的特別限定版模型「神祕宇宙美少女雷娜」，可惜無法完成目的，讓目金說他會代替他們完成心願。
必殺技為「五里霧中」、「超堅毅揮棒/用毅力揮棒」（藝夢）。
- 相戶留 搜

聲優：日野未步；梁偉德
男性。二年級生。位置GK，背號1。
通稱偶像。體型嬌小且肥胖並且戴著眼鏡。是偶像宅男、是個會跟著出道前的偶像，找尋將來的明星的熱情粉絲。
必殺技為「龍門轉移」。
- 筋路 鐵雄

聲優：古島清孝；梁興昌
男性。三年級生。位置DF，背號2。
通稱「小鐵」。總而言之就是鐵路迷。喜歡鐵路模型、夢想有天擁有只線路的房間。
必殺技為「五里霧中」。
- 無敵 英雄

聲優：中村悠一；陳卓智
男性。二年級生。位置DF，背號4。
通稱英雄。名前自由來自於『無敵』。脖子上掛著紅色的圍斤。總而言之就是特攝英雄迷、憧憬當特攝英雄而會和附近的小學玩扮演英雄的遺偶戲。
在動畫中他們的絕招「五里霧中」來自於假面戰士第28話，反派角色中的砂石猩猩所使用的以捲起的砂石塵土製造煙幕的作戰作為暗號來行使。還有絕招「真假變幻球」，被目金指責「堂堂正正的去挑戰對手，這樣才是真正的英雄，鬼鬼祟祟替換西瓜，你做這樣的事情，根本不是一個英雄的所為」。
必殺技為「五里霧中」、「真假變幻球」。
- 假澤 裝

聲優：北澤力；黃天佑
男性。二年級生，秋葉名戶足球隊隊長（漫畫版）。位置DF，背號5。
通稱Cosplay。名字由來來自於『變裝』的日文。是所謂的角色扮演狂、頭上戴著貓耳。喜歡動畫的角色扮演、因為沒錢所以自己都會製作衣服。
必殺技為「五里霧中」(遊戲中無法自己使用)。
- 御良 一輝

男性。二年級生。位置MF，背號6。
通稱online。總而言之就是網路遊戲的廢人、為了玩網路遊戲而經長熬夜、上課時總是在睡覺。
- 自作派 流

男性。二年級生。位置FW，背號7。
通稱「自己組裝」。擁有的電腦都是自己組裝、家中似乎有超過十台的機器。漫畫版中，會用假裝腳被半田踢到讓他吃下犯規、使他在抗議裁判時，就趕快開始而加以突破的卑鄙手段。
- 呂簿 合機

男性。一年級生。位置MF，背號8。
通稱機器人。有著粉紅色頭髮以及戴著鏡片像牛奶瓶一樣厚的眼鏡。總而言之就是機器人迷、比賽中會用像是機器人的行動來玩弄對手。動畫中，被目金指責「在我目金教訓別人的時候，你居然走來襲擊我，根本就是機器人迷的風範」。
- 藝夢 好武

男性。二年級生。位置FW，背號9。
通稱電子遊樂器。總而言之就是遊戲玩家。對於明日之星足球大賽，會說出「足球是什麼」。從他比賽時和玩電動的時的口氣來看、對於喜歡的東西會有熱情、粗暴的一面。
必殺技為「五里霧中」、「超堅毅揮棒/用毅力揮棒」(萌)。
- 明井戶 達人

男性。三年級生。位置FW，背號11。
通稱街機。是[[街機遊戲高手。是秋葉名戶選手中，外表看起來比較正經的人。好像是靠著在遊樂場獲得獎勵來生活。
必殺技為「五里霧中」。
- 木內 努

男性。二年級生。位置MF，背號12。
戴著橫條紋的帽子。擅長組裝收音機和無線電收發機，是名機械狂。
- 造形 製雄

男性。二年級生。位置DF，背號13。
通稱人形。有著茶色的長髪和巨大的體格。對於製作公仔有著不輸給職業的實力、他的作品都能獲得獎賞。
- 鬥馬 草太

男性。一年級生。位置FW，背號14。
戴著像是假面摔角選手的面具。喜歡玩格鬥遊戲、愛用沒人氣的角色來獲勝
- 聲模 索太

男性。二年級生。位置DF，背號15。
通稱聲優。體格嬌小、白眼且眼睛細長。喜歡聲優、總是聽著CD來練習。
- 熱斗 探李

男性。一年級生。位置DF，背號16。
通稱網路搜尋。留著茶色的亂髮且戴著眼鏡。會在網路上找有趣的東西，就算電腦中毒也無所謂。
- 真二屋 才人

男性。秋葉名戶足球隊的教練。
也是閃電町商店街新建的女僕咖啡店的店長，規定女性經理人必須要穿女傭服裝也是他。有著店被停止營業時、因為害怕而不去申請營業許可的懦弱性格、後來利用圓堂他們來幫他重新開店。動畫中都坐在店內深處和板凳上，什麼話都沒講並且吃著西瓜、而在「真假變幻球」使用時，會將西瓜丟進球場來交換球。

#### 帝國學園
有著40年不敗紀錄讓其他學校學生害怕的頂尖球隊。在明日之星足球大賽中是優勝候補，但和世宇子中學之戰中落敗。在外星學園篇中，因為影山創立真．帝國學園，讓一部分成員再次登場。
- 鬼道 有人

聲優：吉野裕行；錢欣郁；張裕東(TVB)、陳漢祺(ViuTV)
本作的第三男主角。
男性。二年級生，帝國學園足球隊隊長。位置MF，背號10（帝國）/14（雷門）。
有著一頭被編成雷鬼辮的茶色長髮並將其綁成馬尾，一直帶著一副藍色的護目鏡，眼神銳利、瞳色為赤紅，但因為護目鏡的關係而幾乎不會露出。時常披著披風，在帝國和閃電日本時為紅色、在雷門時則會換成藍色的。個性沈著冷靜，對於每樣人事物都能以理性的角度觀察，觀察力敏銳、頭腦也相當靈活，無論是在個人技術面及對隊伍下達的戰略都相當優秀，也讓其他學校的隊伍相當懼怕他。隱藏在理性思考下的個性意外的有些纖細、另外也有很強烈的正義感，這一點分別被鬼道的義父和春奈看出。另外，他也相當掛念且疼愛剩下的唯一至親——春奈，在她遇上危險時很容易因為慌亂而失去冷靜。
被譽為「天才的攻擊策動者」。與同樣被稱作天才且皆擔任中場的一之瀨相比，鬼道擁有更加優秀的領導能力以及對比賽的掌控力，關於敵我雙方的選手也能透過他自己腦中的分析進而加強自身隊伍的配合、並看破對手的弱點。
為音無春奈的親生哥哥。他們的親生父母因墜機事故而身亡，兩人從很小的時候就在孤兒院長大。一直到有人6歲、春奈5歲的時候，他在足球方面展露的天賦被影山相中、並推薦他成為急於尋找財閥繼承人的鬼道家的養子，並因此與春奈分離。因為墜機事故發生時他的年紀尚小的關係、有人並沒有保留任何關於親生父母的記憶，唯一的連結就是一本父親留下的足球雜誌，而這也是他開始踢足球的原因。就算那本雜誌已經相當破舊、甚至幾乎每頁都有被膠帶黏補的痕跡，但有人卻仍將其視為珍寶，甚至連影山都不被允許碰觸那本雜誌。
轉學到雷門後，對於影山所犯的罪讓自己依然無法拔除那份罪惡感，所以對影山和不動都抱有敵意。
必殺技
- 個人技：「幻影盤球➙真・幻影盤球」。
- 合作技：「皇帝企鵝2號」（寺門＆佐久間／一之瀬＆豪炎寺／一之瀬＆染岡／一之瀬＆吹雪）、「雙人衝擊」（一之瀬／佐久間）、「閃電爆裂➙閃電爆裂V2」（圓堂＆豪炎寺）、「死亡領域」（圓堂＆土門）、「死亡領域2」（圓堂＆土門）、「烈焰龍捲射球雙人衝擊」（豪炎寺）、「殺手封球」（不動）、「皇帝企鵝3號➙皇帝企鵝3號G2➙皇帝企鵝3號G3」（佐久間＆不動）、「大霹靂」（吹雪＆浩人）、「領袖傳說」（豪炎寺）。

劇情表現
明日之星足球大賽篇
初登場於動畫第1話，率領著帝國學園足球隊來與雷門進行友誼賽。最初很瞧不起弱小的雷門，且因為帝國真正的目的只是為了確認豪炎寺是否真的轉入雷門，因此鬼道帶領其他隊友們以相當暴力的方式進行比賽，在賽中以碾壓般的實力差距獲得大量分數。在豪炎寺現身並替雷門奪下一分後，鬼道認為此行的目的已經達成、不顧將被視為敗北並主動棄賽，隨即離開了雷門中學。在那之後與時常到雷門查看圓堂等人的練習狀態，同時也是負責與土門聯絡的人。
在動畫第10話，被土門偷偷找來雷門，在聽到他開始質疑影山的行為是否正確時，只要求他服從總帥的命令便可，但在聽到冬海對雷門的巴士動手腳的事時，鬼道也為此感到震驚，並開始對影山的命令感到懷疑。同時，春奈為了找土門而剛好與他正面碰上，對於春奈的質問鬼道只冷冷的回應，在最後甚至甩開她的手、頭也不回的離開雷門。也是在此時他和春奈的關係首次曝光。
在與土門的對話過後，鬼道逐漸發現影山曾經的惡劣手段，變的不敢相信曾經追隨的總帥。在與雷門的總決賽開始前，獨自一人在帝國的各處檢查是否有影山設置的機關，但卻因為過去的種種和他不尋常的行為使的春奈更加懷疑他，甚至認為就是他在佈置陷阱。在影山與圓堂的對話中，透露了他不與春奈聯絡、並執著於勝利的緣故，種種堅持都是為了實現與自己義父的約定：若他能率領帝國連續三年在「明日之星足球大賽」中獲得優勝的話，鬼道家就要把春奈接過來當作養女。
在總決賽比賽前好不容易發現了異常的螺絲，並在與圓堂握手的時候趁機向他轉達設置在天花板的機關的訊息，最後成功保護了雷門全員的安危。在鋼筋落下、且確認全場無人傷亡後率先走到了影山的房間，並質問他這是否就是他獲得勝利的方法。影山被捕後和源田、寺門兩人一同向響木、圓堂道歉，並擔下了影山的錯誤、主動承認敗北並選擇棄賽，但在圓堂的諒解後接受了他的比賽邀約，並在最後與雷門進行了一場拼盡全力的比賽。賽中因為豪炎寺前來阻擋射門的緣故而使他的腳受傷，在春奈前來替他冰敷時感到詫異，並於上場前向她闡述了自己從未忘記過她的事實。雖然拼盡了全力、但在最後仍以1-2的比分輸了比賽。賽後隨著隊友離開之際，被已經得知真相的春奈趕上，在她的詢問下才終於承認自己這些年來的目的以及與義父的約定，雖然要把春奈接過來的提議最後被對方婉拒了，但兩人之間多年的誤會終於破除、兄妹倆也言歸於好，互相擁抱後釋懷了多年來的誤解。
在明日之星足球大賽的開幕典禮上再度率領帝國學園出現，並向圓堂解釋去年優勝隊伍擁有特別參賽權一事，兩人也約定要在全國階段的總決賽再次比試一番。賽中第一場比賽對上了世宇子中學，而鬼道因關東地區總決賽時的腳傷尚未痊癒而沒有上場。他在場邊看到了世宇子的強大，但卻無法上場幫助一個一個倒下的隊友，比賽甚至是由裁判方強制結束，為此他感到相當無力且絕望。賽後在帝國學園的足球場與圓堂碰面，並向他闡述了自己有多麼不甘，也認為自己的足球之路就這樣被殘酷的畫下了句點，在圓堂的鼓勵後才稍微振作起來。爾後邀請圓堂到自己家作客，並頭一次向外人說明自己踢足球的原因以及父母遺留下來的那本雜誌的事，同時他也因為圓堂差點打破家裡檯燈、和一些直白的對話，心態終於得以稍微放鬆一些。隔天他偷偷前往雷門中時恰巧被春奈發現，兩人一同到河堤廣場聊天，也提到帝國與世宇子的比賽一事。在兩人對話時豪炎寺突然出現，隨後鬼道和他在球場上進行了一番比試，同時被豪炎寺試探了他內心的想法，並提出「是否考慮過將背後託付給圓堂？」的問題，這句話使想要親自打敗世宇子的鬼道決定轉學加入雷門。
在與千羽山中學的比賽時首次穿上雷門的制服、並以雷門足球隊一員的身份上場比賽。賽中他透過對隊友的身體能力分析、精準指揮雷門的所有球員，也因此成功突破千羽山的防守並加強了全體的配合，成為這場比賽中最重要的一員。
威脅的侵略者篇
因為思考迴路與瞳子相當相似的緣故，在隊員們無法理解教練命令時都會在第一時間跳出來做說明，也因此很受到瞳子的重視。在圓堂因為吹雪的問題和風丸、栗松退隊的事情而深受打擊時，受到了瞳子的任命成為雷門的隊長，但卻被鬼道拒絕，並堅毅的表示雷門的隊長只會是圓堂一人，若瞳子打算丟下圓堂，自己與其他隊友也不會繼續跟隨她。
邁向世界的挑戰篇
被選為日本代表及日本代表候補B隊。背號14號。擔任代表候補B隊隊長，在和烈火飛龍戰中，圓堂坐板凳時擔任代理隊長。最初不相信久遠道也，但在和巨浪比賽中瞭解了他的能力，而很快發現他的戰術並且用來指揮整個球隊。
如上述，由於對不動一直有敵意，當他知道不動被選上日本代表候補選手時而相當動搖，似乎很不認同他的實力。但在烈火飛龍戰中知道了他的過去後，和他一起使出合體技「殺手封球」而接受了他。
在萊歐克特島中目撃到影山並和影山再會。在義大利代表決定戰中，為了和Mr.K(影山)隊伍一戰，而以「吟遊詩人」的助拳人身份參賽。護目鏡也是影山送給他，讓他能輕易解讀周圍的動態最後在和影山和解後而再度戴上去。這時，從以前就和不動一起練習的合體技「皇帝企鵝3號」也因為佐久間的協力幫助而完成。
- 佐久間 次郎

聲優：岸尾大輔、田野惠；林美秀；雷碧娜(TVB)、杜景煜(ViuTV)
男性。二年級生。位置FW，背號11。
有著淡藍色且留到肩膀的長髮，眼睛是橘色。在帝國學園時代中，戴著眼罩(右眼)，但在以真・帝國學園成員身份再度登場時，也能看到他受傷的右眼。
原是帝國學園的副隊長，鬼道轉學後擔任新的隊長。
帝國學園中，擔任鬼道的軍師來支持球隊。遊戲版中對鬼道會使用敬語，動畫中則是不用敬語。大多使用合體技「死亡區域」和「皇帝企鵝2號」等，主要是擅長合作打法(帝國的合體技裡一定有他)。
必殺技
- 個人技：「皇帝企鵝1號」。
- 合作技：「死亡領域」（洞面＆寺門）、「雙人衝擊」（鬼道）、「皇帝企鵝2號」（鬼道＆寺門）、「皇帝企鵝3號➙皇帝企鵝3號G2➙皇帝企鵝3號G3」（鬼道＆不動）。

劇情表現
明日之星足球大賽篇
4話中，和鬼道一起在雷門中學對尾刈斗中學的比賽中負責偵察。
威脅的侵略者篇
成為真・帝國學園成員時，因為太過於用皇帝企鵝1號3次而身負重傷，因此脫出比賽。第56話時還拿著枴杖，後來透過瞳子介紹的最新醫療技術治療，而順利回復健康。
邁向世界的挑戰篇
雖然一度沒被選上日本代表而要鬼道他們拿到世界第一，不過後來代替離開日本隊的綠川而被選上並且前往獅子神島，而以閃電日本隊隊員的身份向世界前進。由於過去的事情而對不動保有戒心。位置FW/MF、背號16號。在義大利代表決定戰中、為了挑戰Mr.K（影山）的隊伍而以「吟遊詩人」的助拳人身分參賽。比賽完後和不動和解。
- 源田 幸次郎

聲優：小西克幸、中村悠一；黃天佑；黃啟昌(TVB)、郭湛深(ViuTV)
男性。二年級生。位置GK，背號1。
遊戲版通稱為「源王」。有著全國No.1的實力，被稱為「King of Goalkeeper」(守門員之王)。有著茶色的頭髮和偏向右邊的髮型，會在臉頰上畫上油彩，但在以真·帝國學園成員身份再度登場時，可以看見他的頭髮變得更長，右眼多了兩條疤痕，而且臉頰上的油彩的畫法也不同了。
原是帝國學園的隊員，在佐久間擔任隊長後，擔任副隊長的職務。
必殺技
- 個人技：「力量盾牌」、「全力盾牌」、「灼熱狼牙」、「勁力鑽咀V2」。
- 合作技：「真・無限之壁」（牧谷＆鄉院）。

劇情表現
明日之星足球大賽篇
在明日之星大賽地區預賽決賽中，對於持續尋找影山陷阱的鬼道相當擔心，在世宇子之戰後，還會來慰問他等事情來看和鬼道的感情相當好。
威脅的侵略者篇
成為真・帝國學園成員時，因為使用了野獸魔牙而受傷，在動畫第56話中傷癒後，再次以帝國學園十一人身份登場，以守門員身份站立在球場上。
邁向世界的挑戰篇
以新生日本隊員身份登場，出現在圓堂他們面前和他們比賽。
- 大野 傳助

聲優：櫛田泰道；李錦綸
男性。二年級生。位置DF，背號2。
通稱「泰山」。有著一頭爆炸頭和戴著附有護目鏡的頭盔。
和雷門的壁山一樣，有著不像中學生的巨大體型以及能夠動搖地面的怪力。
- 萬丈 一道

聲優：陳廷軒
男性。二年級生。位置DF，背號3。
有著很厚的嘴唇和紅紫色的頭髪。擅用各種打法來安靜地搶球。
必殺技為「旋風射球」。
- 成神 健也

聲優：城雅子
男性。一年級生。位置MF，背號4。
紫色頭髮且有一頭刺蝟頭髮型。頭上的耳機可幫助他掌握節奏，會隨著節奏來玩弄對手。
FFI世界大賽篇中以新生日本隊隊員身份登場。出現在圓堂他們面前和他們比賽。
必殺技為「殺手飛剷・改」。
- 五條 勝

聲優：陸惠玲
男性。二年級生。位置DF，背號5。
有著棕色的頭髮，在額頭上有一根捲髮且帶著眼鏡。經常浮出無懼的笑容。一切經歷不明。不論是敵我方，會用陽奉陰違般的敬語口氣來說話。
於2010年人氣投票中，獲部分網民灌票成為第1名。在那之後時常在閃電十一人系列的投票中獨佔許多票數。
- 邊見 渡

聲優：金野潤；梁興昌；伍博民
男性。二年級生。位置MF，背號6。
有著一頭灰色頭髮和後梳型的髮型。對於帝國有相當強的自尊心，而很看不起其他球隊。動畫中，對鬼道會用敬語。雖然講話毒舌，但從和洞面七起救出被影山抓住的佐久間和源田等方面來看，有著關心隊友的一面。
必殺技為「死亡領域」（洞面＆佐久間）。
- 咲山 修二

聲優：伍博民
男性。二年級生。位置MF，背號7。
有著抹茶色且蓋住左眼的髪型，並且帶著過去不良少年印象中會出現的的口罩。遊戲版第二代，對鬼道會使用敬語說話，為了找尋佐久間和源田行蹤，還以手機和他聯絡。
- 洞面 秀一郎

聲優：西墻由香；錢欣郁；蔡惠萍
男性。一年級生。位置MF，背號8。
會在臉上塗上兩道油彩。有著像鳥翼形狀的髮型。雖然不是威力型選手，但腦筋相當好可以隨機應變來行動。在地區預賽總決賽中，洞面幫助了受傷的鬼道擦藥。遊戲版第二代中，和邊見一起幫助佐久間與源田進入真・帝國學園，但卻被不動擊敗。
必殺技為「死亡領域」（佐久間＆寺門）。
- 寺門 大貴

聲優：四宮豪；李世揚；馮錦堂
男性。二年級生。位置FW/DF，背號9（帝國）/5（新生日本）。
臉孔老成，有著後梳的辮子頭髮型。以他的長手長腳來踢球。和他那張嚴肅的臉相比，很遵守時間與規則。動畫中也有和鬼道、源田一起為影山卑劣的計畫向圓堂與響木道歉的場面。
FFI世界大賽篇中以新生日本隊隊員身份登場。
必殺技為「百烈射球」。
「雙重旋風」（鄉院）。
- 兵藤 雄平

男性。二年級生。位置GK，背號12。
有著茶色的頭髮和倒立的髮型。體型大速度也快，能一瞬間內擺脫對手。
- 椋本 圭

男性。一年級生。位置FW，背號13。
有著圓圓的鼻子，金色的瞳孔，嬌小的身材，在持球方面相當突出。
- 涉木 翔大

男性。三年級生。位置MF，背號14。
戴著墨鏡，是個臉上有著無數傷痕，外表看起來就像是不良少年的巨漢。但和外表不同的是擅長細膩的打法。
- 大楠 星士

男性。二年級生。位置FW，背號15。
有著茶綠色的頭髪和像狐狸般的臉。在危機時會相當投入，是個反覆熱烈打法的球員。
- 惠那 和樹

男性。三年級生。位置FW，背號16。
有著青綠色的頭髪和三七分的髮型。因為經常受傷而不能成為先發，但實力卻相當強。
- 影山 零治

聲優：島田久作、佐佐木誠二；梁興昌；潘文柏(TVB)、楊耀泰(ViuTV)
男性。帝國學園的總帥，角色造型酷似電影《少林足球》中的大反派強雄(謝賢飾演)，同樣帶著墨鏡並以惡名昭彰的小人行徑著稱。
相信「勝利是一切」。主要是在明日之星大賽編中，作為大反派來對抗閃電十一人，為了摧毀足球和雷門十一人而使用各種陰謀。
曾經設計讓櫻校木中學和帝國學園打架，讓櫻校木中學失去比賽資格。
小時候曾對作為職業選手的父親影山東吾懷抱著對足球有美好的憧憬，原本父親會被大眾看好一定會拿到代表權，但是被圓堂的祖父·圓堂大介為主出現了一批實力相當水準的年輕選手的崛起，因此當場落選為此受到打擊，之後表現越來越糟甚至變得莽撞而接連輸掉比賽，所以被粉絲們叫作「瘟神」就此失蹤目前下落不明，母親也因此生病過世。因為深信足球的求勝心和圓堂大介毀掉他的家庭，性格扭曲而成為對圓堂大介報仇的悲慘過去，於是策畫出圓堂大介過去率領的閃電十一人讓他的隊伍不但放棄比賽，後來還設計成讓圓堂大介遇到意外身亡。
劇情表現
明日之星足球大賽篇
與御影專農教練勾結・行使把土門及冬海以間諜身份送入雷門及在和雷門中的地區預選決勝的球場中，讓天花板的鐵架掉下來等數個卑鄙的策略，他那冷血殘酷的態度讓慢慢讓帝國學園的成員離開他，最終在鬼瓦的調查下遭到逮捕。但在因為證據不足而被釋放後，成為無名學校・世宇子中學的總帥，然後他也做出另一個計畫「Z計畫」而對世宇子足球隊隊員加以使用，並且讓他們在FF決戰中與雷門中對決。在激鬥的最後，世宇子中學遭到擊敗，而他對隊員的殘忍行為也因此曝光再次遭到逮捕。
威脅的侵略者篇
在運送途中被人所救而成功逃走並且在外星學園的幫助下，在愛媛建立真·帝國學園第三次和閃電十一人對決，結果以平手收場。在對鬼道說出他是自己最傑出的作品的話後，就隨著真·帝國學園的潛艇沉沒海底一起失蹤。
邁向世界的挑戰篇
在第90話中被鬼道、佐久間和不動看到出現在FFI舉辦的小島上，匿名為Mr.K並成立了「K隊」，然後揚言要取代音樂之神成為新的義大利代表隊，但真正目的卻是要毀了擁有鬼道等人的閃電日本隊。外表和以前有所差異，不但染了金髮而且穿著一套白西裝。第104話中知道影山過去的中田，將他父親的比賽DVD交給費狄歐並且讓他在閃電日本隊的比賽展露影山父親的踢法，使影山從錯誤的思想中獲得解脫，並且承認自己所追求的其實是父親影山東吾的足球方式，因此決定要以真正的足球贏過閃電日本隊。但在比賽結束後(106話)遭到鬼瓦逮捕，並被賈爾席多設計遇到車禍而身亡。生前要人不要把死訊告訴露雪，還把「RH程式」和巴西代表隊「足球帝國」的真正教練的列翁·薩姆斯的事告訴鬼瓦。
- 安西 勝

聲優：阪口候一；葉振聲
男性。帝國學園的教師。
臉長的像饅頭般，是個留著鬍子的光頭，左眼戴著單片眼鏡。動畫第12話中，因為影山被逮捕使帝國沒有教練，於是被鬼道找來半威脅式的請他擔任教練。
遊戲版第二代中、正式成為帝國學園足球社的教練。

##### 相關人
- 有人的養父

聲優：稻田徹；黃天佑；盧國權
男性。鬼道有人的養父、鬼道財閥的領導人。
為了找尋能夠繼承鬼道財閥的逸材而接受影山的推薦，將當時6歲住在孤兒院的有人接過來當養子。在有人面前以繼承人的身份，對於無論什麼事都要求第一的態度來對待他，並且認為有人個性纖細，對有人相當擔心他的狀況。
- 影山 東吾

男性。影山零治的父親、前日本代表選手。
鬼瓦調查出影山的過去後告訴圓堂等人有關影山的父親東吾的事。
東吾在五十年前不管是實力及人氣都達到最高峰頂端，本來會被大眾看好一定會被加入世界國家代表隊，是個能讓青少年對足球產生憧憬而且實力相當優秀的足球選手。可是因為圓堂大介及其他年輕選手的崛起，導致自己移出世界盃的代表名單中落選，因此變得莽撞而接連輸掉比賽，甚至被媒體報導指出是他帶來的霉運，也被人給批評為瘟神，不久後就失蹤目前下落不明，連妻子也因病過世的情況下導致影山的性格變的扭曲，經常對圓堂等人組成的閃電十一人進行復仇計畫的一切開端。

### 全國大賽

#### 戰國伊賀島中學
明日之星足球大賽決賽雷門第一回戰對決，似乎使用秘傳的忍術來鍛鍊選手。因為有著像是忍者般的快速行動，使雷門陷於苦戰。隊員的名字皆以日本戰國時代的歷史人物命名。此隊伍顯露了戰國時代的特有風格，就連必殺技也跟忍術有關。隊中有兩名女性經理。
- 霧隱 才次

聲優：佐藤健輔、小林由美子；錢欣郁；沈小蘭
男性。二年級生，戰國伊賀島足球隊隊長。位置FW，背號11。
有著和風丸同等的優異速度、是名優秀的忍者。動畫中，變成會任意行動、最初將豪炎寺視為對手、但被豪炎寺拒絕他的挑戰、而由代替豪炎寺的風丸接受他的挑戰並且將風丸視為對手。FFI篇中以新生日本隊隊員身份登場。位置MF。背號7號。
必殺技為「殘像」、「土達摩」。
- 百地 三太

聲優：謝潔貞
男性。三年級生。位置GK，背號1。
臉上被面具給蓋著。是名防守相當強的守門員、他的真面目就連隊友都沒看過。
必殺技為「旋龍」。
- 藤林 長門

男性。二年級生。位置DF，背號2。
頭髮很長、前髪將兩眼遮住。瞳孔是紅色、有著一對魚勾眼。是來福槍射擊的高手、就算是100m公尺遠的目標也不會錯過。
- 高阪 仁

聲優：金野潤；梁興昌；曹啟謙
男性。二年級生。位置DF，背號3。
戴著茶色的面具。有著很容易就熱情起來的體質、但似乎沒有特別活躍。
必殺技為「影縫」。
- 兒雷也 蟇助

男性。二年級生。位置DF，背號4。
體格巨大、頭上有著像是手裡劍型的髪飾。無論受到什麼傷，都會說出「蟾蜍的油最有效了」，無論是誰都會加以塗上去
必殺技為「四股踏」。
- 石川 五衛太

男性。三年級生。位置DF，背號5。
額頭上有傷。沒有偷不到的東西、只要不是有錢人就看不上眼。
必殺技為「四股踏」。
- 風魔 小平太

聲優：城雅子；林芷筠
男性。二年級生。位置MF，背號6。
是負責阻止霧隱隨意行動的人。會用同伴也都不了的話來加以指揮，是隊上的地下指揮官。
必殺技為「蜘蛛之絲」。
- 甲賀 幻

聲優：劉惠雲
男性。二年級生。位置MF，背號7。
頭髮上戴著像是手裡劍的髪飾。擅長使用幻術、會用像是讓對手的眼睛被遮蔽的行動來造成對手混亂。
必殺技為「分身假動作」。
- 猿飛 佐之助

男性。一年級生。位置MF，背號8。
和甲賀一樣、頭上戴著像是手裡劍的髪飾。有著像是猴子般能夠攀高的身體、無論什麼地方都爬得上去。
- 柳生 十郎

聲優：梁偉德
男性。三年級生。位置FW，背號9。
右眼帶著眼帶。擅長忍術和劍術、用眼帶來控制自己的力量。
必殺技為「分身射球」。
- 初鳥 伴三

聲優：日野未歩；郭馨雅；何璐怡
男性。二年級生。位置MF，背號10。
和風魔一樣、負責阻止霧隱的隨意行動。會決定指示攻撃、及守備的陣形，讓他比霧隱更像隊長。比起個人球技、是個更擅於團隊合作的人，所以是隊上的關鍵人物。
動畫中，姓氏變成服部。
- 伊賀島 仙一

聲優：李錦綸
男性。戰國伊賀島的教練。
雖然年紀很大，但也是現役的忍者。有過和閃電十一人在40年前的全國大會初戰對戰過的經驗、也認識響木。似乎從那時就已經擔任教練了。

#### 千羽山中學
雖然不擅長進攻、但卻有著像是銅牆鐵壁般的防守、到全國大會都是無失分獲勝。此隊伍的球員們皆是生活在鄉下農村，所以也展現了農人般的活躍和樸實，球員名字亦包含農家景物或是大自然景象。
- 原野 徹

聲優：田代有紀；林美秀；謝潔貞
男性。二年級生，千羽山足球隊隊長。位置MF，背號9。
留著平頭且有著紅色瞳孔。是會抓野鳥作成烤小鳥的野生孩兒。語尾會加上「呸」。
必殺技為「跑波跑」。
- 綾野 勇一

聲優：芝原千彌子；李世揚；陳琴雲
男性。二年級生。位置GK，背號1。
其合體技「無限之壁」有如銅牆鐵壁般的厲害、因此讓球隊到全國大賽都是無失分獲勝。不過遭到雷門中的必殺技「閃電爆裂」擊破其「無限之壁」、之後因此元氣大傷，無法擋住「神龍射球」而失分。
必殺技為「碎瓦手刀」。
「無限之壁」（牧谷＆鹽谷）。
- 炭野 詠輔

男性。一年級生。位置DF，背號2。
由於奶奶的要求而似乎會用木炭燒水來洗澡。
必殺技為「籠中鳥」。
- 芹澤 和憲

聲優：謝潔貞
男性。二年級生。位置DF，背號3。
不使用書包、而是用澡堂包包去上學的怪人。
必殺技為「籠中鳥」。
- 牧谷 寬

男性。二年級生。位置DF，背號4。
體格巨大、會在下巴和臉頰上塗上橘色的油彩。是農夫之子、似乎會早起來照顧雞和牛。在FFI中以新生日本隊隊員登場
必殺技為「無限之壁」（綾野＆鹽谷）、「真・無限之壁」（源田＆鄉院）。
- 鹽谷 英雄

聲優：劉惠雲
男性。三年級生。位置DF，背號5。
不使用手機，就算家中的電話很老舊也沒有不自由的感覺。
必殺技為「無限之壁」（牧谷＆綾野）。
- 山根 羊

男性。三年級生。位置MF，背號6。
總是戴著草帽。每天早上會喝自己養的山羊的羊奶而得到很健康的身體。
必殺技為「籠中鳥」。
- 育井 莊兒

聲優：林丹鳳
男性。二年級生。位置MF，背號7。
代替雙親照顧5個弟弟。
必殺技為「鼴鼠盤球」。
- 大鯉 昇

男性。二年級生。位置MF，背號8。
有著一頭紅色的亂髮、右眼有傷。每天早上都會沖洗瀑布來鍛鍊精神力。
- 根上 大地

男性。一年級生。位置MF，背號10。
有著一頭亂髮且頭上有著像是葉子的東西。喜歡在土地上走路、總是會赤腳走好幾遍。
- 田主丸 茂樹

聲優：陳琴雲
男性。一年級生。位置FW，背號11。
綁著馬尾、帶著耳機。似乎從深山中走看似不能通行的道路來上學。語尾會加上「靼貝」
必殺技為「閃亮射球」。

#### 木戶川清修中學
豪炎寺以前就讀的國中。是明日之星足球大賽決賽的常客。用「死亡三角洲Z」的強力招式突破上帝之手，其實力之強可見一般。
- 武方 勝

聲優：久保智史、古島清孝；黃天佑；李凱傑
男性。二年級生，木戶川清修足球隊隊長。位置FW，背號9。
戴著墨鏡，有著紫色頭髮。語尾會加上「就是這樣」。是三兄弟中的長男。遊戲版設定為三年級生。
在明日之星足球大賽篇中，對於去年豪炎寺的突然缺席懷恨於心，認為就是因為他的缺席才會造成木戶川的敗北，但實際上他也對自己感到相當憤怒，認為在豪炎寺不在的情況下仍然沒辦法幫助隊伍獲得勝利、因而意識到自己有多麼弱小與無能。在賽後從二階堂跟豪炎寺的對話中聽到豪炎寺的妹妹夕香在去年發生車禍的事情，對於自己強加責任在豪炎寺身上一事感到愧疚，因而和他道歉與和解。
在威脅的侵略者篇中，和木戶川清修的其他隊友們一同對抗第一次襲來的「雙子星風暴」但被擊倒並受重傷。
在邁向世界的挑戰篇中被選為日本代表候補，並被編列到A隊，但最終沒被選上。
必殺技為「逆向龍捲風」。
「死亡三角洲Z」（友＆努）。
- 武方 友

聲優：中村悠一；林美秀；陳卓智
男性。二年級生。位置FW，背號10。
有著粉紅色頭髮和三七頭的髮型。是三兄弟中的次男。實際待人相當親切、是全隊的談話對象。是三兄弟中說話最謹慎的人。遊戲版設定為三年級生。
在明日之星足球大賽篇中，對於去年豪炎寺的突然缺席懷恨於心，認為就是因為他的缺席才會造成木戶川的敗北，但實際上他也對自己感到相當憤怒，認為在豪炎寺不在的情況下仍然沒辦法幫助隊伍獲得勝利、因而意識到自己有多麼弱小與無能。在賽後從二階堂跟豪炎寺的對話中聽到豪炎寺的妹妹夕香在去年發生車禍的事情，對於自己強加責任在豪炎寺身上一事感到愧疚，因而和他道歉與和解。
在威脅的侵略者篇中，和木戶川清修的其他隊友們一同對抗第一次襲來的「雙子星風暴」但被擊倒並受重傷。
在邁向世界的挑戰篇中觀賞勝的選拔對比賽。
必殺技為「逆向龍捲風」。
「死亡三角洲Z」（勝＆努）
- 武方 努

聲優：四宮豪；梁興昌；梁偉德
男性。二年級生。位置FW，背號11（木戶川清修）/14（新生日本）。
有著綠色頭髮和龐克頭髮型。很憧憬哥哥們，讓他比誰都更加努力練習。
必殺技為「黑龍捲風」。遊戲版設定為三年級生。
在明日之星足球大賽篇中，對於去年豪炎寺的突然缺席懷恨於心，認為就是因為他的缺席才會造成木戶川的敗北，但實際上他也對自己感到相當憤怒，認為在豪炎寺不在的情況下仍然沒辦法幫助隊伍獲得勝利、因而意識到自己有多麼弱小與無能。在賽後從二階堂跟豪炎寺的對話中聽到豪炎寺的妹妹夕香在去年發生車禍的事情，對於自己強加責任在豪炎寺身上一事感到愧疚，因而和他道歉與和解。
在威脅的侵略者篇中，和木戶川清修的其他隊友們一同對抗第一次襲來的「雙子星風暴」但被擊倒並受重傷。
在邁向世界的挑戰篇中，被選為「新生日本」的一員。
「死亡三角洲Z」（勝＆友）
- 西垣 守

聲優：陶山章央；郭馨雅；劉惠雲
男性。一年級生。位置DF，背號2。
有著褐色的頭髮並將其編成雷鬼辮，頭上戴著藍色的頭帶。個性溫厚老實，比起血氣方剛的武方三兄弟，西垣似乎更受到二階堂的信賴。
和一之瀨、土門、秋是在美國一起長大的青梅竹馬。因為親人調職的緣故從美國移民到日本，並就讀木戶川清修。在豪炎寺轉學後才就讀木戶川，因此和他並不認識。幼時和一之瀨、土門、秋一起創造合體技「飛馬三重奏」。
在與雷門的比賽中為了阻擋「飛馬三重奏」，使用「螺旋剪刀腳」親自粉碎「飛馬三重奏」的攻擊。但攻擊卻因為一之瀨、土門、圓堂三人突破使「飛馬三重奏」進化為「鳳凰展翅」。
在威脅的侵略者篇中，和木戶川清修的其他隊友們一同對抗第一次襲來的「雙子星風暴」但被擊倒並受重傷。動畫第63話時以暗黑帝王隊隊員的身份再次登場。
在邁向世界的挑戰篇中觀賞勝的選拔對比賽。
必殺技為「螺旋剪刀腳」。
「飛馬三重奏」（一之瀨＆土門）。
- 軟山 弱

男性。三年級生。位置GK，背號1。
外表看起來很軟弱、但看到球後，臉會為之一變。因為擋不住一之瀨・圓堂・土門的「飛馬三重奏」而失分。後來用「堅硬防禦」把「神龍龍捲射球」彈開，但卻擋不住豪炎寺使出的「烈焰龍捲射球」而又失分。
必殺技為「堅硬防禦」。
- 女川 映日

男性。一年級生。位置DF，背號3。
臉上像是化了妝般的白、頭髮是紫色。追求最新的流行、所以喜歡穿名牌衣。有點自我陶醉、但沒有讓人有印象的活躍表現、不過比賽快要結束前，鏟到栗松的球而把傳給勝。
必殺技為「颶風之箭」。
- 光宗 團

男性。二年級生。位置DF，背號4。
體格巨大且有著一雙睡眼。認為睡覺是最幸福的事、因此常睡過頭而遲到。無法擋住染岡的招牌技「神龍龍捲射球」。
- 黑部 立樹

男性。二年級生。位置DF，背號5。
有著巨大的嘴唇。因為個人的體型、而被大家搞錯成牆壁。因為性格穩重而有點沉默。
- 跳山 段

聲優：加藤奈奈繪；錢欣郁；謝潔貞
男性。二年級生。位置MF，背號6。
有著從頭部留長髮到左邊的奇怪髮型。雖然體格嬌小、但體格卻很驚人。前半中盤時、從茂木那邊拿到球、但被急於得分的努把球搶去。
- 屋形 直人

聲優：西墻由香；李世揚；黃鳳英
男性。一年級生。位置MF，背號7。
有著像是猴子的臉。喜歡在屋頂上睡覺、所以老是從上面摔下來。個性有點輕浮。前半場終盤時、因為沒抓好傳球給勝的時機、而踢出界外把球權讓給雷門，即使他道歉、也被急於得分武方三兄弟給痛罵一頓。
- 茂木 沙樹都

聲優：黃鳳英
男性。二年級生。位置MF，背號8。
有著茶色頭髮。能力不高、但卻擅於助攻。好幾次能看到他傳球給隊友的活躍表現。
- 二階堂 修吾

聲優：山寺宏一；梁興昌；劉昭文
男性。木戶川清修足球隊的教練。
遊戲版和動畫版的設定有所差異。遊戲版中是個過去被選為日本代表的前職業足球選手、所以有著被春奈要簽名的場面。眼睛細長，第一人稱是「俺」。動畫中，外表和設定有變更、從前職業選手變成木戶川清修的老師。一年前的帝國學園明日之星大賽決賽中、可以推測是因為他拒絕影山的條件而讓豪炎寺的妹妹夕香發生車禍事故。受到隊員很深的信賴、豪炎寺也很欣賞他老實的個性、也對豪炎寺有全面的信賴。

#### 世宇子中學
作為特別推薦校而得以參加明日之星足球大賽，第一場比賽對上帝國學園並以壓倒性的勝利使帝國敗北，同時也給帝國的球員們造成許多身體上的傷害。後來被發現球員們都是透過飲用一個被命名為「神之水」的藥物才獲得如此強大的力量。
隊員的名字都與希臘神祇有關。校名「世宇子」也來自古希臘神話的眾神之王宙斯（Zeus）而命名。
- 阿芙洛蒂／亞風爐 照美

聲優：三瓶由布子；黃天佑；梁偉德、劉奕希（TVB）、王夢華（ViuTV）
男性。二年級生，世宇子足球隊隊長位置MF/FW，背號10（世宇子）/11（雷門）/9（火焰神龍）。
象徵神祇為阿芙羅狄忒。有著一頭秀麗的金色長髮，瞳色為深褐色，面容長的相當標緻。因為踢球的風格相當優雅、就連敵人都會看得出他是神。在動畫第81話時亞風爐自己說明他身為日韓混血兒的身份。
是個把自己看成神一般有著超級自信的人，能同時接下「神龍龍捲射球」和「雙人衝擊」還有著能將球門破壞掉的能力。在明日之星大賽中，以推薦招待校的身份登場並且以實際上的最後魔王的身份將雷門足球隊追到困境、但可惜地敗退。
必殺技
- 個人技：「天堂之時」、「傾聽神諭➙真・傾聽神諭」、「神之破壞」。
- 合作技：「混沌衝擊」(南雲＆涼野)

劇情表現
威脅的侵略者篇
在53話，和鑽石冰晶戰中為了打倒外星學園，想要幫助圓堂他們而加入雷門十一人。比起明日之星大賽時性格有比較和善一點、從會擔心無法踢球的吹雪這點來看，顯得相當溫柔。在與混沌紀元的比賽中、受到鋼卡和彭霸的集中攻撃而受傷、因此住院而退出。
邁向世界的挑戰篇
邀請南雲晴矢和涼野風介一起加入韓國代表隊「火焰神龍」。
- 出右手 豊

聲優：日野未步；林美秀；李致林
男性。二年級生。位置FW，背號9（世宇子）/15（新生日本）。
象徵神祇為得墨忒耳。戴著鐵頭盔。能正確掌握地形而自在地利用地面的踢法。邁向世界的挑戰篇受瞳子邀請，以新生日本隊隊員身份再登場。
必殺技為「超級反射」、「衝擊暴風」。
- 平良 貞

聲優：小平有希；雷碧娜
男性。三年級生。位置FW/DF，背號11（世宇子）/13（新生日本）。
象徵神祇為赫拉。額頭有傷、留著茶色的長髮。很會嫉妒別人、不予許有比自己優秀的選手及自己突出的踢法。邁向世界的挑戰篇受瞳子邀請，以新生日本隊隊員身份再登場。
必殺技為「分割之箭➙分割之箭・改」。
- 步星 吞一

聲優：四宮豪；李世揚；劉奕希
男性。三年級生。位置GK，背號1。
象徵神祇為波塞頓。並且因為什麼樣的攻擊都能守下來而被叫作「海神」。阿芙洛蒂曰，在明日之星大賽決賽，和雷門中的比賽裡，使出必殺技來擋住他們的攻擊。
必殺技為「神之海嘯」、「巨人之牆」。
- 阿保露 光

聲優：佐佐木日菜子
男性。二年級生。位置DF，背號2。
象徵神祇為阿波羅。體格嬌小且帶著髮箍。平常時相當開朗、但在比賽時為了要贏而會有冷酷的踢法。
必殺技為「制裁的鐵鎚」。
- 部灰 炎

聲優：加藤奈奈繪
男性。三年級生。位置DF，背號3。
象徵神祇為赫淮斯托斯。有著像是鞭子一樣的紫色長髮和褐色皮膚。氣勢相當強、會沉醉於自己的踢法。
- 荒須 亂

聲優：山本匠馬
男性。二年級生。位置DF，背號4。
象徵神祇為阿瑞斯。有著紅色頭髮且綁著馬尾。體格巨大且駝背。看起來像是成人一樣、比賽中能使出讓動手動彈不得的指揮。
- 手魚 激

聲優：中村悠一；陳卓智
男性。一年級生。位置DF，背號5。
象徵神祇為迪奧。是個震撼大地的巨漢。用像是噴發的火山一樣強的踢法來搶球。
必殺技為「超震盪」。
- 在手 實弓

聲優：倖月美和
男性。二年級生。位置MF，背號6。
象徵神祇為阿耳忒彌斯。帶著白色面具。有著就像是用弓箭射中目標的精確傳球和像是矛一樣強的射門。
- 經目 須商

聲優：奈良徹
男性。二年級生。位置MF，背號7。
象徵神祇為赫耳墨斯。有著像是小丑的臉、頭部刻著七的數字。是個擅長計算來推進比賽，令人無法大意的男人。
必殺技為「衝擊風暴」（遊戲版）、「天堂之時」（遊戲版）。
- 明天名 智

聲優：下野紘
男性。一年級生。位置MF，背號8。
象徵神祇為雅典娜。留著馬尾。是世宇子中的頭腦。行使各種像是神的智慧的戰術。
- 位家 路主

男性。二年級生。位置GK，背號12。
象徵神祇為伊卡洛斯。有著藍色頭髪並且蓋住左眼。擅長空中踢法、樣子就像是在天空中飛行的鳥一樣。
- 安藝 玲須

男性。一年級生。位置FW，背號13。
象徵神祇為阿基裡斯。雖然很有實力、但因為容易腳痛而甘願做後補。
- 經洛 玲州

男性。二年級生。位置DF，背號14。
象徵神祇為海克力斯。是個力量很強的粗暴者，但是對女性完全沒轍。
- 黑野 時夫

男性。二年級生。位置DF，背號15。
象徵神祇為克羅諾斯。光頭且頭上有無數傷痕。有著不看手錶也能正確掌握剩下的時間的踢法。
- 目戶 宇佐

男性。三年級生。位置MF，背號16。
象徵神祇為梅杜莎。有著像是蛇的髮形。會用他銳利的眼光、將對手變成像是石化般無法動彈。

## 外星學園
為第二季——威脅的侵略者篇中的主要反派。
是一群來自於「異形之星」、自稱為「星系使徒」的集團。出現在眾人的眼前，表示自己將以足球作為法則，藉此決定地球的存亡。總共被分為五個隊伍：雙子星風暴、極限零度、太陽火焰、鑽石冰晶、蓋亞。領導者為吉良星次郎。
隸屬於第一、第二層級隊伍的球員是透過異形之石進行強化、最終層級隊伍的成員們則是透過與前兩支隊伍的訓練、逐步得到超乎常人的力量。每過一段時間會在最終層級的三支隊伍中進行比試、最強者則會被賦予「創世紀」之名。
後期揭露所有隸屬於外星學園的「外星人」其實都只是普通的人類。所有孩童都來自於吉良財閥名下的機構：陽光育幼院所撫養的孤兒。

#### 相關人
- 吉良 星次郎

聲優：寶龜克壽；黃天佑；李錦綸
男性。吉良財閥的會長。吉良浩人與吉良瞳子的生父。(基山浩人等人的養父)
有著像大佛般的面孔，雖然看起來很溫和、但其實是個會為了達成目的會用不擇手段的人。是外星學園事件的的幕後黑手。起因於自己的兒子浩人在國外留學時遭遇事故不幸身亡，由於此事件的肇事者是該國政府高官的兒子加上害怕名聲因此受毀的該政府高官要求警方將此事視為意外事故來處理，無法知曉導致兒子離世的真正過程。此事一度讓自己失去生活重心、打算要放棄活著的念頭，後來女兒瞳子建議開立收留孤兒設施、並在孤兒們的身上獲得溫暖後才漸漸撫平心中的傷痕。直至五年前取得對隕石的研究權並將其命名為「異形之石」。發現隕石所蘊含的強大力量並逐漸受吸引。於是為了替兒子浩人復仇、並打造一個沒有政府、全世界只交由一人統治的世界而開始一切計畫。一手譜出「創世紀計畫」，並將自己營運的設施・陽光育幼院中所養育的孤兒們用異形之石加以強化、並培育出理想的戰兵。他創立「外星學園」並將孤兒們以「外星人」的身份送到日本各地進行侵略企圖用力量來威脅政府並掌握整個國家。直至在創世紀敗給女兒曈子率領的雷門十一人後，因為看見養女烏兒碧妲落淚的場景後終於意識到自己的行為給孩子們帶來多麼巨大的傷害。不再拘泥於替親生兒子浩人復仇的事，而是決定再次正視眼前的養子女們，最後向瞳子承認「創世紀計劃」的失敗並被鬼瓦逮捕。
- 研崎 龍一

聲優：成田劍；梁興昌；何承駿
男性。吉良星次郎的秘書。
有著一頭藏青色的短髮，身材高瘦、臉色慘白，上眼瞼塗著淡紫色的眼影。表面上是吉良的部下但卻在背地裡尋找掌握稱霸世界的機會、甚至暗自對異型之石進行更加深入的研究還成功利用其蘊含的能量製造出力量比「創世紀」高出好幾倍的高級士兵並建立「暗黑帝王隊」。最初將豪炎寺的妹妹夕香當作人質來威脅豪炎寺的幕後黑手也是他。在創世紀敗北後帶走部分的「異形之石」引爆外星學園在富士山的據點藉此趁亂離開獨自前往閃電鎮找到包括風丸在內的十一名足球隊員引誘他們使用「異形之石」獲得更加強大的力量來發洩他們對力量不足所引發的懷恨感，之後向全日本轉播暗黑帝王隊與雷門的比賽、打算讓暗黑帝王隊擊敗雷門藉此讓世人明白與體驗異型之石的真正力量，然而在圓堂成功解除風丸等人心中的黑暗後使「異形之石」因此石化而碎裂，最後與另外三名手下被鬼瓦給當場拘捕。
- 吉良 浩人

男性。星次郎的兒子、瞳子的哥哥。
故事開始前就已經過世，詳細的時間點不明。
有著一頭赤色的短髮及綠色的瞳孔，和浩人的長相極度相似。相當很熱愛足球，夢想成為一名職業選手，為了精進自己的實力而到國外留學，可是在留學期間遭遇事故不幸身亡，且因肇事者是該國政府高層的兒子，加上害怕自己的名聲因此受毀的該政府官員要求警方將此事視為單純的意外事故處理，導致真正的死因都不得而知，促使父親星次郎為了替自己復仇，決定打造出沒有政府、全世界只交由一人統治的世界而「創世紀計畫」的開端，雖然並沒有正式登場但卻是與第二季故事背景相關的關鍵人物。

#### 雙子風暴（GEMINI STORM）
第二層級的球隊。初登場於27話，為外星學園第一支登場隊伍。現身後便破壞許多所學校(其中也包括雷門)。在與圓堂等人會面過後便隨即現身於傘美野中學，並要求與其對賽。雖然分別在傘美野和奈良與雷門的對戰中雖然獲勝(第一場比賽並以極為懸殊的比分獲勝，第二場是因為瞳子的調度而在下半場獲得相當大的比數)。但是在第三場比賽位於北海道的白戀中學，因為強力隊員・吹雪士郎的加入而敗北，隨即被迪薩姆給放逐。
- 雷傑／綠川 龍次

聲優：小平有希；黃天佑；陳凱婷→袁淑珍（TVB）、楊樂瑤（ViuTV）
男性。雙子風暴的隊長，位置MF，背號10（雙子星風暴）/13（閃電日本）。
有著抹茶色的長髮，扮演「雷傑」時會把頭髮往上捲、且兩側鬢髮也會往左右兩側懸起，平常的髮型則是普通的綁著馬尾、以前梳上去的瀏海也會重新放下來。
以「雷傑」的身份登場時，個性相當冷酷且瞧不起弱者，認為敗者是毫無用處的人。和雷門比賽時會把球打在對手的身上。不過在68話以「綠川龍次」的本名再登場時，個性則是相當的開朗正向，偶爾也會犯蠢，甚至自己坦言覺得「雷傑」這個外星人名字很奇怪、還有他以前超努力的在塑造邪惡外星人形象的事。不管在任何場合都喜歡引用一些諺語，偶爾也有喜歡用手捲頭髮的習慣。
必殺技
- 個人技：「核爆」、「雷電加速」。
- 合作技：「銀河爆裂」（迪亞）。

劇情表現
威脅的侵略者篇
初登場於27話，透過黑色的足球，與莉姆、哥魯雷歐一同出現在圓堂等人面前。他將自己稱作「星之使徒」並向圓堂一行人闡述他們來到地球的目的。擁有極強的實力，能夠一腳把豪炎寺、染岡的神龍龍捲風踢回去並直接射門。帶領雙子星風暴和雷門經歷三場戰鬥。雖然分別在傘美野中學與奈良電視台中獲勝（20:0）、（32:0）。但是在白戀中學因為吹雪加入雷門導致戰敗（1:2）後被迪薩姆給放逐。63話中透過鬼瓦的對話能夠得知他在外星學園根據地被破壞後受到警方的保護並且平安。
在遊戲版裡被放逐後記憶會被消去並且徬徨在京都街上時，被當作危險的可疑人物而沒有人願意接近、不過受在到圓堂等人的幫助後對他們發誓要再次踢球並獨自離開。
邁向世界的挑戰篇
受到響木招聘以本名「綠川龍次」的身分被選為日本代表候補，正選決定賽時被分配到B隊。由於不動的影響而很執著於先發的位置，對其他人的競爭意識也很強烈，看到隊友們的成長時很容易感到焦急與慌張，曾經因為過度訓練而引起身體不適的問題。因為曾經隸屬的隊伍：雙子星風暴是在外星學園中排名最低的球隊而感到有些自卑、甚至在訓練陷入瓶頸時自暴自棄的批評自己，但在與浩人的談心後，回想起自己付出的努力、還有被選為日本代表名單時的成就感，之後開始慢慢調解自己的心態並在與「新生日本」的比賽中成功使出新的必殺技：電光衝刺。在通過亞洲預賽後、由於體力不足等因素而離隊。85話中和吹雪一起替閃電日本隊送行並且和浩人約定「一定會回來」。 最後和瞳子、砂木沼一起練球加強實力。
- 哥魯雷歐／五流 玲於

男性。位置GK，背號1。
身形高大，有著藏青色的捲髮和一字眉，皮膚相當的慘白。曾經放出「就算是隕石也能接住」的豪語。在和雷門中學的初賽裡，能看到他單手接住「閃電爆破」的實力。
必殺技為「黑洞吞噬」。
- 哥拉魯／珊瑚 義郎

男性。位置DF，背號2。
有著偏向藍色的皮膚和深藍色的頭髮，髮型就像是珊瑚般往四面八方伸展。幾乎沒有人知道他在想什麼、也不可能預測出他的行動。
- 基古／菊間 章介

男性。位置DF，背號3。
身形矮小，皮膚偏向紅色，留著龐克頭的髮型。經常生氣並且用這種憤怒轉變成能量來使用。
- 卡尼梅戴／蟹目 出郎

男性。位置DF，背號4。
體型相當高大，有著褐色皮膚的巨漢，頭髮為墨綠色且像是角一般往上豎起，嘴巴左下方長著獠牙。自稱過去是個美少年，但誰都不相信。
必殺技為「無形引力」。
- 卡隆／家祿 聰裡

男性。位置DF，背號5。
留著藍灰色的長髮且用眼罩遮著右眼。目光宛如地獄般，會讓任何與他對上眼的人喪失幹勁。
必殺技為「幻影閃光」。
- 潘朵拉／近畿 希望

聲優：西墻由香；郭馨雅；姜嘉蕾（ViuTV）
女性。位置MF，背號6。
皮膚白皙，把紫色綁成包頭，頭上戴著水藍色的吊飾，臉頰上畫有水滴狀的彩妝。有奇怪的傳言指出與她有牽扯的人都會發生意外。在傳球時有著個人習慣，會往自己將要傳球的方向吐舌頭，而這也被一之瀨看穿並加以利用。
- 葛林果／面月 宇宙

聲優：金野潤
男性。位置MF，背號7。
身型嬌小，一直戴著太空人頭盔並顯示出一張綠色的臉。個性是史詩級的冷漠，所以就連隊友都不知道怎麼和他相處。
- 伊歐／伊尾 駿太郎

聲優：佐藤美一
男性。位置MF，背號8，
有著一頭橘色的亂髮，平常都戴著面具和一對護目鏡。不怕任何兇猛的動物及毒蛇，但不知為何很怕瓢蟲。
- 莉姆／七風 理夢

女性。位置FW，背號9。
把淡粉色的頭髮綁成馬尾，有著深色的皮膚和厚唇，眼睛的周圍塗滿黑色的彩妝。個性慘忍，不會放過任何對手的弱點並其加以痛擊。
- 迪亞／三浦 大夢

聲優：日野未步
男性。位置FW，背號11。
有著一頭茶色的頭髮、並將其往後梳起。渴望遇見擁有很強的技能並能使自己驚訝的敵人。
必殺技為「銀河爆裂」（雷傑）。

#### 極限零度（EPSILON）
第一層級的隊伍。初登場於34話，在雙子風暴敗給雷門後將其放逐，並且隨即消失時告誡雷門不要輕忽外星學院的真正實力。36話時二次登場於漫遊寺中學並且擊敗漫遊寺中學足球隊，起初與雷門展開第一次比賽以1:0獲勝，要求雷門在十天的期限鍛鍊實力。後來在大阪的地下練習場再次出現和雷門進行第二次比賽並以1:1平手收局，不過也因為比分不被加賽爾與潘恩所接受因此不得不提升實力。後來以「極限零度・改」的名稱出現於沖繩的大海原中學，成員不但實力提升且瞳孔都變成紅色，不過仍在第三次比賽的下半場被歸隊的豪炎寺二度破門，以1：2的比分敗給雷門。比賽結束後全隊被加賽爾給驅逐。
- 迪薩姆／砂木沼 治

聲優：疋田高志；梁興昌；劉奕希（TVB）、簡懷甄（ViuTV）
男性。極限零度、新生日本的隊長。位置GK/FW/MF，背號1（GK）/11（FW）/10（新生日本）。
扮演「迪薩姆」時會將黑色的長髮纏繞在脖子上，瞳孔為橘色、但眼白的部分則為詭異的黑。作為「砂木沼治」時則是普通的綁著馬尾。身形高挑，外貌看似也相當的早熟。
作為「迪薩姆」初登場時和雷傑一樣把足球當成破壞的工具，但在與雷門的比賽中逐漸感受到其帶來的樂趣、就算是平手的狀態也能不慌亂的笑著、並單純享受著戰鬥的樂趣。雖然個性有些傲氣但也擁有極強的實力，面對吹雪的永恆暴風雪也絲毫不展露緊張，而是正當的接下他的每一個攻擊並予以他強者的肯定，不過相對的，他對於弱者毫無興趣。第三季時以本名「砂木沼治」再次登場，雖然個性並沒有太大的改變，但卻展現了他渴望成為日本代表的決心，他為了追上圓堂等人而進行了相當艱苦的訓練，展露出他相當堅強的意志力。
必殺技
- 個人技：「蟲洞」、「鑽頭毀滅者➙鑽頭毀滅者V2」、「永恆之槍➙永恆之槍V2」、「衝擊暴風V2」、「傾聽神諭・改」、「幻影盤球・改」。
- 合作技：「死亡三角洲Z・改」（瀨方＆伊豆野）。

劇情表現
威脅的侵略者篇
總共和雷門進行三次比賽，分別在漫遊寺中學（1:0）、大阪地下練習場（1:1）、大海原中學（1:2）。在大阪的比賽過途中逐漸感受到足球的樂趣。在大海原的比賽中為了追求戰鬥的樂趣而主動提出要與傑爾交換站位，也揭露自己原本是擔任前鋒的位置。在擔任前鋒時他以「永恆之槍」粉碎圓堂的「正義的鐵拳」，後來又為擋下豪炎寺的射門而回到守門員的位置，但卻敗給他的「爆熱風暴」。第三次比賽敗北後被圓堂要求握手言和卻被突然出現的加塞爾給打斷。在意識到自己和其他隊員將要被放逐時為了不波及到圓堂等人而主動退開他的身邊，隨即和極限零度的球員們消失。（遊戲版中自己則是老實認輸而離開）
第63話透過鬼瓦的對話得知他與其他隊友在外星學園根據地崩塌後受到保護並且平安。
邁向世界的挑戰篇
對於沒資格參與閃電日本隊成員選拔而感到心有不甘，於是尋求瞳子的幫助成為新生日本隊的隊長，向閃電日本隊挑戰日本代表的資格。雖然最後很可惜地輸球，但依然沒放棄成為日本代表選手的想法。相當注意閃電日本隊的表現，甚至在阿根廷戰後寄一封很長而且非常嚴肅的信針對此戰缺點訓話，最後與綠川和瞳子一起練球加強實力。
- 坎畢魯／比留間 健一

男性。位置DF，背號2。
有著白色皮膚和紅色頭髮，是個會諂媚強者，而對弱者狐假虎威的人。
- 邁露／森野 留美

女性。位置DF，背號3。
戴著像是防毒面罩的東西，上面裝有有少許空氣的瓶子，來提升自己的肺活量。
- 肯林／村田 圭介

聲優：古島清孝
男性。位置DF，背號4。
戴黑色帽有著綠色的頭髮且瀏海遮住右邊的眼睛。對於所有事物都保持懷疑的態度。
- 泰坦／丹波 太二

男性。位置DF，背號5。
隊裡唯一的巨漢，戴著像是護目鏡一樣的東西。仗著自己的巨大身體，會將眼前的東西加以完全摧毀。
- 法多拉／端東 虎彥

男性。位置MF，背號6。
有著褐色的皮膚，眼睛是白色的。是個只要能搗亂，不管足球或其他事情什麼都可以的危險男人。
- 古莉芙／九里 風子

女性。位置MF，背號7。
有著金色的頭髮和紅色的瞳孔。經常來回在對手的死角中，以想像不到的方式攻擊。對雷門說過要「徹底擊潰你們」。
必殺技為「流星雨群」(遊戲版)。
- 史安／牟禮田 蜂郎

男性。位置MF，背號8。
體格矮小，眼睛被像香蕉般的綠色頭髮遮住，能和植物說話，對於隊友的話都充耳不聞。
- 瑪裘雅／皇 真紀

聲優：小平有希；錢欣郁；陳凱婷
女性。位置FW，背號9。
有著一頭青藍色的頭髮、部分髮束被挑染成白色，把頭髮綁成像電風扇的樣子。第一人稱為「マキ」，雖然樣子可愛，但只要事情不順自己的意就會生氣。
必殺技為「流星雨」、「永恆之槍」(遊戲版)、「黑龍捲風」(遊戲版)。
「彗星撞擊」(傑爾＆烈多勞)。
- 麥特羅／武藤 論

聲優：金野潤；曹啟謙
男性。位置MF，背號10。
有著紫色頭髮，是極限零度中看起來比較像是地球人的人，會用動作來使對手陷入他的陷阱中。
必殺技為「流星雨」、「原子爆彈」（遊戲版）。
「彗星撞擊」(傑爾＆瑪奇雅)。
- 傑爾／瀨方 隆一郎

聲優：中村悠一；黃天佑；陳廷軒
男性。位置FW/GK，背號11（FW、新生日本）/1（GK）。
有著小麥色的皮膚和銀白色的頭髮。對於自己的能力有絕對的信心，也讓他和周遭的人都處不來。雖然對雷門有所猶豫的迪薩姆產生疑問，但在與雷門的第二次比賽中讓他感受到踢足球的樂趣。
FFI世界大賽篇被瞳子選為新生日本隊的一員。
必殺技為「木衛三磁場風暴」、「多重反射射門V2」、「蟲洞」。
「彗星撞擊」（瑪奇雅＆烈多勞）、「死亡三角洲Z．改」（砂木沼＆伊豆野）。

#### 太陽火焰（PROMINENCE）
高級組別的球隊。遊戲版中只有在烈火版這個版本才有跟他們隊伍的比賽。
- 潘恩／南雲 晴矢

聲優：古島清孝；李世揚；李凱傑（TVB）、郭浩勤（ViuTV）
男性。太陽火焰的隊長。位置FW，背號10（紅炎/卡奧斯/烈火飛龍）。
有著鮮豔的赤色頭髮、髮型則是像火種一般，瞳色為金黃。在扮演「潘恩」的時候會在臉頰上畫兩條線。
個性傲慢且唯我獨尊，喜歡和別人爭高下。相當擅長空中的攻擊，在他假扮成「火焰前鋒」和雷門進行測驗時幾乎一直都待在高空中。
在閃電大篷車來到沖繩時、假裝成火焰前鋒來接近雷門，但在被瞳子與古蘭給揭穿後離去。由於對古蘭的隊伍能得到「創世紀」的稱號很不服氣、而經常對古蘭冷嘲熱諷。動畫57話中、和加賽爾的隊伍一同組成「混沌紀元」，並且出現在雷門十一人的面前要來阻擋他們，最後因為古蘭介入而導致比賽被迫中斷，比分為11:7。
必殺技
- 個人技：「原子爆彈」。
- 合作技：「烈火冰風暴」（加賽爾）、「混沌炸裂」（亞風爐＆涼野）。

劇情表現
邁向世界的挑戰篇
受亞風爐照美的邀請，而以「南雲晴矢」的身份，被選為韓國代表「火焰神龍」的一員。背號10號。
- 葛蘭特／大岩 藏人

男性。位置GK，背號1。
有著紅色的肌膚和黑色的眼睛，灰藍色的頭髮綁成了辮子並披在右肩上。因為戴著面具的關係、其他人無法意識到他兇惡的神情。
必殺技為「回避殲滅」。
- 貝拉／薔薇園 華

女性。位置DF，背號2。
身形嬌小，有著紫色的長髮並分岔成兩束，戴著青色的蝴蝶結和藍框眼鏡。喜歡可愛的東西、有著會為了想要的東西而不擇手段的性格。
必殺技為「點火搶球」。
- 帕谷雷／葉隱 幸太郎

男性。位置DF，背號3。
有著茶色的頭髮且戴著棕色的墨鏡。雖然性格開朗、但是墨鏡裡的眼睛是不笑的。動畫中未登場。
- 薩托斯／佐藤 數男

男性。位置DF，背號4。
有著像角一般的灰紫色的短髮和亮紅的眼睛是個頭腦派，不過似乎常常因為想太多而胃痛。動畫中未登場。
- 波斑／本場 激

聲優：平井善之；梁興昌
男性。位置MF，背號5（太陽火焰）/4（混沌紀元）。
體型巨大，有一頭金色的蓬鬆亂髮並戴著藍色的髮箍。是個擁有如火燄般熱烈鬥志的強大戰士、並以他獨特的頭帶聞名。
必殺技為「點火搶球」。
- 席特／厚石 茂人

聲優：梶裕貴
男性。位置MF，背號6（太陽火焰、混沌紀元）/12（新生日本）。
有著米白色的刺髮，右邊的臉頰上有一道傷痕。和潘恩從小交情就很好，幼時體弱多病但靠著特訓強化自己的身體
FFI世界大賽篇以「厚石茂人」的身份，被瞳子選為新生日本隊的一員。
- 蕾安／蓮池 杏

女性。位置MF，背號7。
有著橘色的短髮、瀏海如漩渦一樣斜向左側。夢想成為宇宙最強的足球選手。動畫中未登場。
- 波尼托娜／仁藤 穗香

女性。位置MF，背號8。
有著青色的波浪長捲髮且戴著眼鏡。她會運用自己性感的外表來玩弄對手、讓因此大意而受傷的對手不斷出現。動畫中未登場。
- 賽坦／祭殿 丞

男性。位置FW，背號9。
有著灰色的長髮，是個長的像是惡魔的巨漢。他會用自己銳利的眼神來讓對手恐懼。似乎每天都會健身。動畫中未登場。
- 尼帕／熱波 夏彥

聲優：柳原哲也；林美秀；林丹鳳
男性。位置MF。背號11。
有著茶色的頭髮，頭上一直戴著有火焰圖案的頭帶。任誰都摸不透自己到底在想什麼。有著能夠打破亞風爐照美的天堂之時、輕易閃開一之瀨的火燄之舞的超強實力。對於自己身為「太陽火焰」的一員而感到驕傲，相對的也很看不起其他隊伍的隊員。在混沌紀元與雷門對戰時，為了證明就算沒有「鑽石冰晶」的助力、「太陽火焰」也能成為第一而故意忽視「鑽石冰晶」的球員。不過這個舉動被鬼道看破讓雷門的球員們能夠趁虛而入連續獲得許多的分數。在看到潘恩和加塞爾的聯手攻擊後才願意變的相信冰晶的隊友並使的混沌紀元再次取得優勢。

#### 鑽石冰晶（DIAMOND DUST）
高級組別的球隊。遊戲版中只有在寒冰版這版本才有跟他們隊伍的比賽。
- 加賽爾／涼野 風介

聲優：瀧本富士子；錢欣郁；蔡惠萍（TVB）、梁瑞芬（ViuTV）
男性。鑽石冰晶的隊長。位置FW，背號10（冰晶）/9（混沌紀元）/11（烈火飛龍）。
有著一頭銀白的刺髮，雙眸為青色。扮演外星人時外貌幾乎沒有改變，只有稍微壓低一點聲音講話而已。習慣會把兩手的袖子捲起來，因此在「冰晶」擔任隊長的時候並沒有綁著隊長臂章。
能夠操縱像是結凍的冰塊般的足球、認同贏過極限零度・改的雷門可以作為自己的練習對手(遊戲版中只有暴雪版有出賽)。和潘恩同樣很不喜歡古蘭、而經常想要從古蘭的身上奪去「創世紀」的稱號。動畫56話中，和潘恩組成「混沌紀元」，並且出現在雷門十一人的面要來阻擋他們，卻因為古蘭介入而導致比賽被迫中斷。
必殺技
- 個人技：「北極衝擊」。
- 合作技：「烈焰吹雪」（潘恩）、「混沌衝擊」（亞風爐＆南雲）

劇情表現
邁向世界的挑戰篇
受亞風爐照美的邀請，以「涼野風介」的身份被選為韓國代表「烈火飛龍」的一員。出現在圓堂他們面前和他們比賽。
- 貝魯卡／白井 一角

聲優：宮野真守；梁興昌；馮錦堂
男性。位置GK，背號1。
眼睛被遮住、有著藍色的肌膚。雖然看起來相當酷，但似乎內心藏著熱烈的情感。
必殺技為「冰壁防禦」。
- 艾庫／凍地 修兒

聲優：小平有希
男性。位置DF，背號2。
有著藍色的頭髮且戴著眼鏡。他在平常就相當用功、IQ被說是超過了1200。將計算的結果告訴妹妹艾希而讓她作出正確的決定。
- 可拉拉／倉掛 可拉拉

聲優：高垣彩陽；梁少霞
女性。位置DF，背號3（鑽石冰晶）/5（混沌紀元）。
有著藍色的頭髮、頭髮兩旁綁著黃色的髮圈。用空虛的笑容說出冷淡的話語、但似乎也有很多這樣很好的聲音出現。
必殺技為「凍結搶球」。
- 綱卡／極川 寒太郎

聲優：金野潤；黃天佑；張錦江
男性。位置DF，背號4（鑽石冰晶）/3（混沌紀元）。
是個巨漢且有著兇惡的眼神及有角的藍色髮型。 有著極惡的相撲球員的稱號、會用他巨大的身體來奪球。
必殺技為「冰凍抄截」。
- 艾希／凍地 愛

聲優：加藤奈奈繪
女性。位置MF，背號5。艾庫的妹妹。
有著紫色的長髮和細長的眼睛。雖然體格嬌小、但反射神經卻很優秀，而足以防守鬼道發起的的「閃電爆破」。
必殺技為「冰凍抄截」。
- 柏倫／鳥羽 蓮

聲優：田野惠
男性。位置MF，背號6。
對於自己可愛的臉孔有相當的情結、而用口罩遮住嘴巴、似乎化妝後會做出恐怖的表現。
- 杜羅爾／角路 徹

聲優：宮野真守；袁淑珍
男性。位置MF，背號7（鑽石冰晶/混沌紀元）。
有著綠色的頭髮且戴著面具。有著永遠學不乖的性格。
必殺技為「水幕爆破」、「冰凍抄截」。
- 莉奧妮／栗尾根 由紀

聲優：北西純子
女性。位置MF，背號8（鑽石冰晶/混沌紀元）。
有著橘色的包包頭髮型。化著像是面具的妝來蓋住自己的臉、在講話時即使嘴巴不動也能從她臉上的妝來判斷、不過實際上卻是難以確定。笑臉意外地相當可愛。
必殺技為「水幕爆破」。
- 布羅烏／旋風野 冬司

男性。位置FW，背號9。
有著像是山一樣的茶色髮型。
- 夫羅斯特／御冰 零

男性。位置FW，背號11。
有著像綠色結晶一樣的髮型。是隊中內心最冷淡的人。

#### 混沌紀元（CHAOS）
由最高級別的「太陽火焰」及「鑽石冰晶」聯手組成的球隊。由於潘恩與加賽爾對古蘭再次獲得「創世紀」的名號而感到很不滿，為此兩人打算先聯手將雷門擊倒藉此奪去「創世紀」的稱號。與雷門比數到11：7後，卻因為古蘭的介入而導致比賽被迫中斷。
- 潘恩／南雲 晴矢

參考太陽火焰。
男性。混沌紀元的隊長。位置FW，背號10。
- 加賽爾／涼野 風介

參考鑽石冰晶。
男性。混沌紀元的副隊長。位置FW，背號9。
- 葛蘭特／大岩 藏人

參考太陽火焰。
男性。位置GK，背號1。
- 貝拉／薔薇園 華

參考太陽火焰。
女性。位置DF，背號2。
- 綱卡／極川 寒太郎

參考鑽石冰晶。
男性。位置DF，背號3。
- 波斑／本場 激

參考太陽火焰。
男性。位置MF，背號4。
- 可拉拉／倉掛 可拉拉

參考鑽石冰晶。
女性。位置DF，背號5。
- 席特／厚石 茂人

參考太陽火焰。
男性。位置MF，背號6。
- 杜羅爾／角路 徹

參考鑽石冰晶。
男性。位置MF，背號7。
- 莉奧妮／栗尾根 由紀

參考鑽石冰晶。
女性。位置MF，背號8。
- 尼帕／熱波 夏彥

參考太陽火焰。
男性。位置MF。背號11。

#### 創世紀（THE GENESIS）
最高層級的球隊之一。原來的隊伍名稱是「蓋亞（GAIA）」。
- 古蘭／基山 浩人

聲優：水島大宙；梁興昌；陳凱婷、雷碧娜（劇場版）（TVB）、周倚天（ViuTV）
男性。創世紀的隊長，位置FW/MF，背號11（創世紀）/18（閃電日本）。
有著綠瞳、紅髮和相當白皙的皮膚。在扮演「古蘭」的時候會把頭髮往上梳起。作為「基山浩人」的時候則是留著普通的短髮，瀏海兩側還會稍微翹起。
平常的個性溫和有禮，但是在為了父親而戰鬥時也會脫口說出嘲諷敵人的話語。在和閃電日本的隊友們相處時也都表現得非常有禮貌，也特別照顧同為孤兒的木暮。和其他外星學園的孩子們一樣，原先也是在「陽光育幼園」裡面生活的孤兒。因為外貌神似吉良星次郎已故的兒子——吉良浩人，而被吉良星次郎稱作「浩人」，本名不詳。
- 個人技：「流星之刃➙流星之刃V2➙流星之刃V3」、「天空墜擊」。
- 合作技：「超新星」（烏兒碧妲＆維茲）、「太空企鵝」（烏兒碧妲＆維茲）、「烈火巨炎➙烈火巨炎G2」（豪炎寺＆虎丸）、「再生力量」（吹雪）、「大霹靂」（鬼道＆吹雪）。

劇情表現
威脅的侵略者篇
初登場於36集，並和圓堂有簡短的對話。在雷門抵達陽花戶中時再度登場，主動向圓堂提議要讓自己的隊伍與雷門進行一場友誼賽，後來被證實他的隊伍就是外星學園最高層級的隊伍——創世紀。在這場比賽中創世紀以20：0獲勝還給吹雪、風丸、栗松帶來極大的傷害和壓力。
58集和瞳子的對話被夏未等人給聽到揭露自己和瞳子的姊弟關係。60集帶領的創世紀開始了與雷門的最終戰。在比賽逐漸趨於劣勢時因為不願意接受吉良的解除限制的命令，於是將指揮權被轉交給烏兒碧妲。最後以3：4敗給雷門認同他們相信夥伴的力量。
邁向世界的挑戰篇
以「基山浩人」身份被選為日本代表及日本代表A隊。背號18號。隊中的第四隊長。由於入隊的緣故讓他能好好享受足球的樂趣。
察覺到同樣是外星學園出身的綠川的苦惱、在76集使他回復精神。對阿根廷戰中，由於第三隊長風丸受傷而擔任隊長工作來指揮球隊。
在離開日本前與綠川約定好會等他歸隊。112集和土方、鬼道和圓堂潛近賈爾薜特的住處，並得到賈爾薜特企圖征服世界的資料。在决賽中，唯一一人用單人必殺技(天空墜擊)擊破洛可可的黃金神掌X，因此可推斷他的實力在豪炎寺之上。
- 烏兒碧妲／八神 玲名

聲優：日野未步；錢欣郁；梁少霞（TVB）、王夢華（ViuTV）
女性。創世紀的副隊長，位置MF/FW，背號10。
有著青色瞳孔、水藍色的長髮及兩束白色鬢髮。在扮演外星人的時候和原本外貌差異不大。穿著創世紀的制服時，她的右手手套上會綁著兩條和隊長臂章相同顏色的綁帶，顯示她是創世紀的副隊長。
個性冷靜、鮮少有情緒波動。與古蘭不同，她為了吉良奮戰的信念更加強烈，對於解開身體限制或傷害對手的行為沒有太大的猶豫與反彈。儘管在扮演「烏兒碧妲」的時候顯得相當冷漠且無情，但根據部分畫面顯示，她在作為「八神玲名」生活的時候個性相比起來開朗的許多也比較會露出笑容。
必殺技
- 個人技：「天體爆裂射門」（遊戲版）、「流星雨群」（遊戲版）。
- 合作技：「超新星」（古蘭＆維茲）、「太空企鵝」（古蘭＆維茲）。

劇情表現
威脅的侵略者篇
初登場於44話，烏兒碧妲隨著其他創世紀的成員與雷門展開對賽，比賽期間不斷替古蘭做球、幫助他進攻球門，賽後則隨著其他失望的隊友們離去。
在外星學園的根據地中數度和古蘭有過簡短的對話，並質問他到底是如何看待圓堂他們的。比起隊友，兩人的關係更像是競爭對手一般，就如同古蘭和潘恩、加塞爾的關係。
在創世紀與雷門的最終決戰中，以烏兒碧妲和古蘭為核心組成了進攻的陣容、並數度突破立向居的防守。在比賽中盤，因為不願意解開限制的關係，由於星次郎將隊伍的指揮權交給自己。聽從星次郎的指示在明知會傷害自己身體的前提下仍然率先解除限制、帶領其他隊友並使比賽風向一度趨於優勢。在後衛群和守門員的防守陣被「地球之歌」打破後，和古蘭一起上前試圖阻擋得分。賽後因為無法替父親獻上勝利而不甘心的落淚，這樣的行為讓星次郎認知到「創世紀計畫」的失敗、並主動向瞳子等人承認錯誤。卻認為他的話等於否定創世紀、甚至外星學園全體的存在、還有這些日子以來他們為他付出的心力以及覺悟，為此感到相當憤怒的她把手邊的球用力踢往星次郎卻被古蘭擋下。聽完古蘭的話後，回想起星次郎對幼時的他們的照顧和曾經的過往，因此在星次郎再次給她攻擊的機會以作為彌補的時候沒有選擇下手，而是跪倒在地、痛哭起來。後來與創世紀的其他隊友們一起聽完星次郎悲傷的過去並隨著瞳子、古蘭離開。
邁向世界的挑戰篇
僅登場於動畫第76話，出現在綠川和浩人的記憶中。能夠看到玲名與其他隊友們一起踢球的模樣。
- 尼羅／根室 君之

聲優：瀧本富士子；林美秀；雷碧娜
男性。位置GK，背號1。
是個綠髮、紅眼且皮膚白皙的嬌小少年。有著可怕的跳躍力而可以跳起來射門。擁有不使用必殺技就能擋住莉香的「通天閣射球」及吹雪的「永恆暴風雪」的實力。
必殺技為「天狼之網」、「時空之壁」。
- 蓋爾／鯨井 隆則

聲優：加瀨康之
男性。位置DF，背號2。
有著焦茶色的頭髮且留著馬尾及像是爬蟲類的眼睛。會用緊盯的視線來觀察對手的動向。
- 基普／紀伊布 美子

女性。位置DF，背號3。
有著紫紅色的頭髮和褐色的皮膚。會用像是跳舞般的不可思議的動作來讓對手陷入混亂。
- 佐漢／石平 半藏

男性。位置DF，背號4。
戴著鐵面具。用透過格鬥來加以鍛鍊的強壯體格而矗立在球門前。因為戴面具的關係，所以說話都是「茲茲茲」、只有柯曼能知道他講什麼。邁向世界的挑戰篇中被選為新生日本隊的一員。
必殺技為「大地震」
「狩穫飛剷」（鄉院）。
- 哈扎／羽崎 剛太

聲優：金野潤
男性。位置DF，背號5。
紅臉且有著巨大的身體。利用身體的彈力、而可以向想像不到的地方衝刺。
- 柯曼／駒澤 恭馬

聲優：梶裕貴
男性。位置MF，背號6。
有著混有金髮的茶色頭髮、眼睛細長。會設置多重的陷阱來誘使對手產生失誤。是隊中唯一能理解佐漢說什麼的人。
- 蓋兒／久井 露露

女性。位置MF，背號7。
體格嬌小。有著像是兔子耳朵的紫色頭髮。雖然看起來像在發呆、但誰都無法預測她的動作。遊戲版中的語尾會加上「波」。
- 亞古／阿久津 聖

聲優：四宮豪
男性。位置MF，背號8。
銀髮且戴著頭盔及紅色的墨鏡。能一瞬間看穿球通過的路徑。
必殺技為「雷電加速」（遊戲版）。
- 維茲／伊豆野 由宇

聲優：宮野真守；劉昭文
男性。位置FW，背號9。
是個巨漢、有著一張兇惡的臉及留著長到腰部的白色頭髮。是個只要射門就能用球把對手給吹走的危險人物。邁向世界的挑戰篇中被選為新生日本隊的一員。
必殺技為「陽電子炮」（遊戲版）。
「超新星」（古蘭＆烏兒碧妲）、「太空企鵝」（古蘭＆烏兒碧妲）、「死亡三角洲Z・改」（砂木沼＆瀨方）。

## 跟外星晶石相關的隊伍

### 真·帝國學園
初登場於37話，為影山零治在愛媛成立的學園，外觀如淺水艇一般，平時隱沒在海中。
- 不動 明王

聲優：梶裕貴；李世揚；李致林（TVB）、梁皓翔（ViuTV）
真·帝國學園足球隊隊長。男性。位置MF，背號10（真·帝國學園）/8（閃電日本）
髮色為褐色，留著龐克頭。初登場時頭上還塗著紅色的油彩，且戴有異形之石做成的項鍊。第三季作為日本代表候選再度登場，頭上的油彩已經塗掉、頭髮也有一部份被挑染成白色。
個性相當傲慢、看不起除了自己之外的人，也時常會說話諷刺他們。行為舉止相當的我行我素，因為家庭背景的關係而會為了勝利不擇手段。足球的實力相當厲害、和鬼道不相上下，另外他的頭腦也很清晰，在閃電日本隊時也很常擔任司令塔的位置。思路和久遠教練相當雷同，雖然前期幾乎沒有被派上場，但卻能理解久遠的每一個指令的意義並將其完美達成。
似乎和吉良星二郎有某種聯繫，希望得到他的認可、藉此拿到更多異形之石的力量。為此他也主動找上影山，並假意幫他招募了「真·帝國學園」的選手們。
幼年時的家庭環境不好，他的父親因為替上司背鍋而被解聘、背負大筆債務，而他的母親也無法諒解丈夫的行為，甚至直接向幼年時期的不動說出「要成為偉大的人、讓所有人見識見識。」的寄望，這段話也對不動的人格造成巨大的影響。
必殺技
- 合作技：「殺手封球」（鬼道）、「皇帝企鵝3號➙皇帝企鵝3號G2➙皇帝企鵝3號G3」（佐久間＆鬼道）。

劇情表現
威脅的侵略者篇
初登場於37話，借用響木的電子郵件名義將影山越獄的消息通知雷門十一人前來愛媛，當雷門十一人在便利商店稍作休息時主動出現在他們面前，甚至馬上把球踢在圓堂身上，但是曈子從響木得知有人借用其名義用電子郵件傳播消息讓她很在意直接揭穿他的謊言。後來帶著眾人前往真・帝國學園，並在那裡與雷門進行比賽。比賽前半段與鬼道有相當激烈的爭球，並且他在得到射門機會時並不會選擇自己得分、而是刻意傳球給佐久間，藉此讓他使用「皇帝企鵝1號」。因為「翼龍暴風雪」讓源田無法使出「野獸魔牙」，而對染岡進行了危險的剷球。雖然自己拿到黃牌，但也成功限制住他的行動。在比賽結束後和影山會面、並把平手的原因推給因過度使用禁斷絕招三次深受重傷的佐久間，認為他和源田太弱又沒用而無法幫助自己贏下比賽。但是自己的目的卻已經被影山看破，反過來被後者給嘲諷一番。
曾經為了招攬源田和佐久間加入真・帝國學園而闖入了他們的病房、並對他們進行一番嘲弄與挑釁，激起了兩人對鬼道背叛他們的不滿和輸給世宇子的不甘。
邁向世界的挑戰篇
被選為日本代表，以閃電日本隊隊員的身份向世界前進，但因為之前在真・帝國學園發生的事和他的個性關係，而老是和其他隊友產生衝突。總是獨自一個人訓練。在亞洲預賽時完全沒有被派上場，為此不動對久遠感到有些不滿。在和韓國代表隊「烈火飛龍」的比賽中首次被派上場內，但因為隊友對他的不信任而使傳球無法連續，後來因為圓堂的一番話而讓他和風丸等人關係稍微好轉了一些。
進入世界賽後，通常會在上半場保留實力與體力、下半場再全力發揮。無論是英國的「無敵之槍」、美國的「搖滾雷擊」、義大利的「十字聯防反擊」都能看出破綻並加以突破，成為閃電日本在世界賽中很重要的司令塔之一。
是第一個在萊奧國多島發現影山的人。不動和影山的巧遇被鬼道、佐久間視為他們的私下會談，但他也不直接否決、而是用模糊不清的態度回應，讓那兩人感到相當不滿。原先打算只靠自己的實力打破影山的計謀，但因為鬼道、佐久間、圓堂的加入而和他們合作，和義大利代表「音樂之神」共同對戰K隊。在比賽中責罵因為影山的因素而無法專心的鬼道、間接幫助他破除心魔。賽後和鬼道、佐久間說出了自己原本的計畫、三人正式和解。
FFI世界大賽過後，轉入帝國學園並且和其他人觀看圓堂等人的畢業比賽。
- 佐久間 次郎

參見帝國學園項。
男性。位置FW，背號11。
以經過更多磨練的參謀身份來幫助這隻新生的隊伍。外貌和整體氣質與在帝國時不同，眼罩已經破掉，且因為受不動的影響對獨自離開帝國的鬼道抱有恨意。與雷門比賽時因為使用禁斷的絕招「皇帝企鵝1號」三次而身受重傷入院。
- 源田 幸次郎

參見帝國學園項。
男性。位置GK，背號1。
有著超越王稱號的「守門員皇帝」。外貌和整體氣質與在帝國時不同，右眼帶有傷痕、頭髮留長且凌亂、臉上的油彩也有變。與雷門比賽時一度使用禁招「灼熱狼牙」而使身體受到很大的影響。
- 帶屋 曆人

男性。位置DF，背號2。
有著很藍、紫相間的頭髮，粗眉、眼白部分為黑色。就算是在潮濕的地板也能安穩著走著。
- 彌谷 劍五

男性。位置DF，背號3。
有著一頭灰色的刺髮並綁著紫色的頭巾。會發出讓對手討厭的高音。
- 鄉院 猛

聲優：東地宏樹
男性。位置DF，背號4。
身型壯碩，有著深紫色的頭髮。會用強力的踢法將對手推開來搶球。動畫第三期中，被瞳子選為日本代表候補隊「新生日本隊」的一員，隊中合體技幾乎少不了他。
必殺技為「真·無限之壁」(源田＆牧谷)、「雙重旋風」(寺門)、「狩穫飛剷」(石平)。
- 竺和 了

男性。位置DF，背號5。
臉很長、有著淡紫色的頭髮。能自在地使用快速的迴轉，很快地找到要跑方向。
- 目座 相鬥

男性。位置MF，背號6。
戴著像是單眼相機面罩、臉的下半部則用白布遮著。有著對於對手動向可以正確追蹤的令人害怕的眼睛。
- 日柄 美照

男性。位置MF，背號7。
戴著畫有詭異笑容的藏青色面具。是全場跑不停不需要水份補給的頑強之男。
- 小鳥遊 忍

聲優：佐佐木日菜子
女性。位置MF，背號8。
有著粉紅色的頭髮，且會將自己的頭髮當作眼帶一樣來蓋住左眼。是個天才選手、被譽為「中場的皇后」。遊戲版中進入後半段的比賽時、當她得分而贏球時會說出「蛤？我還沒有進入狀況耶！」等令人不高興的話。
- 比得 呂介

男性。位置FW，背號9。
臉會塗成白色，嘴唇會塗上紅色、像是小丑般的化妝。會用眼花繚亂的動作來擾亂對手的心。
- 片倉 慈音

男性。位置GK，背號12。
臉白有著黑色長髮，留著後梳型的髮型。會施展到劍術中的不可思議的借力使力動作來擾亂對手。
- 相馬 善鬼

男性。位置FW，背號13。
戴著紅色的帽子。用像是雜技的動作來運球切入。
- 少貳 曉

男性。位置DF，背號14。
有著銀藍色的頭髮、綁著黑色的頭帶。擅長眼神的交會、不用任何指示就能正確移動。
- 戶次 弘佑

男性。位置MF，背號15。
有著紅紫色的頭髮、戴著墨鏡。有學過任何運動的經驗並且加以應用在足球上。
- 一色 真砂士

男性。位置MF，背號16。
體型肥胖、戴著像是劊子手的面具。平常懶洋洋的、但當他認真時能發揮驚人的力量。

### 暗黑帝王隊（DARK EMPERORS）
初登場於動畫63話。為研崎龍一所組成的隊伍，成員主要由離開雷門足球隊的成員構成、另外也有待在閃電鎮的幾位隊員。
研崎透過話術挖掘出了每個球員心中的不甘與與對力量的渴望，使其接受外星晶石。藉由外星晶石的強化、全員都擁有超強的能力，能和打敗創世紀的雷門十一人比的不相上下。因為隊員們內心的黑暗被挖掘出的關係，他們踢球的風格變得相當危險與兇暴。
比賽後段，因為圓堂的話讓所有隊員們想起對足球的初衷和曾經身為雷門一員時與夥伴間的情感，因此破除了所有人的心魔、進而讓他們不再想依靠外星晶石，外星晶石隨即石化而碎裂。
- 風丸 一郎太

參考雷門中學項。
男性。暗黑帝王隊的隊長，位置FW，背號10。
他的眼神變得兇惡，頭髮並沒有綁起來而是披在背後，瞳孔變得較細。
因為外星晶石的強化而得到超越人類的速度，另外也擁有能輕易將壁山的「大岩壁」破壞的強勁腿力。因為一直待在雷門的關係而知道圓堂他們大部份人的弱點和習慣，風丸也藉此一度壓制住雷門十一人。
- 杉森 威

參考御影專農中學項。
男性。位置GK，背號1。
受異型之石影響，變成只在乎勝利的士兵。比賽前中盤，和影野的合體必殺技「雙重強擊」能夠把豪炎寺的「爆熱風暴」輕易擋住，後半盤在將綱海的「海嘯衝擊」用「火箭雙拳」彈開後、被吹雪的「狼牙傳說」得分。之後、再遭到豪炎寺和吹雪的「交叉火焰」突破「火箭雙拳」而讓雷門再次得分。
- 西垣 守

參考木戶川清修中學項。
男性。位置DF，背號2。
因為外星晶石而力量強化。他能夠透過「螺旋截擊」擋下一之瀨、土門及圓堂的「鳳凰射球」。　
- 闇野 影斗

參考雷門中學項。
男性。位置FW，背號3(遊戲版中是9)。
受外星晶石影響而自稱為「從影子誕生出來的黑暗戰士」並與黑暗有很深的關聯。用「暗黑龍捲射球」將綱海、木暮及立向居給吹跑後率先得分。
- 影野 仁

參考雷門中學項。
男性。位置DF，背號4。
受到外星晶石影響，和在雷門時比較、外表沒太多變化。不過被前髮所蓋住的眼睛瞳孔變得相當黑。和杉森能輕易擋住豪炎寺的「爆熱風暴」、還嘲諷豪炎寺。
- 栗松 鐵平

參考雷門中學項。
男性。位置DF，背號5。
受到外星晶石影響，和在雷門時比、鬢髮伸長且暴牙更突出、笑聲也變成「嘎哈哈」。
- 半田 真一

參考雷門中學項。
男性。位置MF，背號6。
和在雷門時比、頭髮倒立、眼睛稍微上揚。受到外星晶石影響而相信實力普通的自己改變了。能輕易搶走豪炎寺的球。連續三次使用「革命旋風V」，造成雷門在防守時相當的困難。
- 少林寺 步

參考雷門中學項。
男性。位置MF，背號7。
和在雷門時比、頭髮有留長，講話也變得比較成熟。受外星晶石影響、而讓他的身體動作及腳法超越原來的極限、變得更加靈活。
- 宍戶 佐吉

參考雷門中學項。
男性。位置MF，背號8(遊戲版中是3)。
和在雷門時比、他的爆炸頭變得更蓬鬆。受到外星晶石影響而得到了不輸給任何人的自信。
- 松野 空介

參考雷門中學項。
男性。位置MF，背號9(遊戲版中是8)。
和在雷門時比、他的毛帽左耳部分有稍微的破掉、眼神也變得較兇惡，不過是少數個性和講話方式沒什麼變化的人。受外星晶石影響、讓他在控球時變的難以阻擋。
- 染岡 龍吾

參考雷門中學項。
男性。位置FW，背號11。
外表上幾乎沒有變化，只不過眼睛的輪廓變得更加明顯。曾經發出無論什麼防守都能突破的豪語、還有著可以把圓堂及壁山全都給踢飛的高強實力，也將試著說服他的吹雪給踢飛出去、用「飛龍射球」輕易突破立向居的「無限之手」後得分。

## 威脅的侵略者篇・其他登場隊伍

### SP護衛隊
為了保護日本總理——財前宗助而組成的隊伍。成員除了塔子之外都是成人，且穿著的制服並非運動衫、而是正式的西裝，背後也沒有背號。
隊員的名字反映出了他們各自的任務性質與專長。
- 財前 塔子

聲優：高垣彩陽；錢欣郁；鄭麗麗（TVB）、石梓晴（ViuTV）
女性。二年級生，SP護衛隊的隊長。位置DF，背號8。
有著粉紅色的頭髮，瞳色為暗灰色，頭上時常戴著一頂藍色的帽子。外貌可愛，但性格卻相當好勝，言行舉止也很不拘小節，甚至不太在意男女之間的差異。足球實力很強、在閃電大篷車的隊伍裡直到最後都擔任先發位置活躍著。
喜歡熱情的男人，所以相當喜歡圓堂、在外星學園事件解決後，還開了要和圓堂一起開章魚燒店做生意的玩笑。反過來她比較不喜歡弱氣的男孩、和吹雪相遇時稱他為「纖細男」來諷刺他。
必殺技
- 個人技：「落雷高塔➙落雷高塔V2」。
- 合作技：「夢蝶凌舞」（莉香）、「完美巨塔➙真・完美巨塔」（木暮＆綱海）。

劇情表現
威脅的侵略者篇
因為想知道雷門的實力，而故意把圓堂他們當作外星人來挑戰。之後為了拯救父親、打倒外星學園而加入閃電大篷車。因為風丸、栗松的脫隊，位置從MF變成DF，擁有優秀的防守而和壁山一起擔任防守工作而活躍著。
邁向世界的挑戰篇
因為是女孩子而無法參加FFI，於是和莉香一起幫閃電日本隊加油，還幫閃電日本隊送行。由於莉香借住在她家的關係，每晚都要聽她說一堆笑話所以都不能好好睡覺。3代遊戲中則是以女子選拔隊隊長和圓堂進行練習賽。另外和二代不一樣的是、只要滿足條件就能在閃光版中讓他成為選手比賽。
動畫版107話中和莉香一起前往萊歐克特島。擁有閃電日本隊的制服，背號105。從謎之老人那邊得到「傳承之鑰」，但因為不喜歡而讓給春奈。在「閃電日本」與費狄歐等人的練習賽中被分配到圓堂所在的紅隊，並在之後一起前往「天堂花園」救回莉香。在與「闇黑天使」的對決結束後和莉香一起繼續擔任「閃電日本」的啦啦隊。
- 鐵壁 堅

聲優：古島清孝；李世揚；古明華
男性。位置GK，背號1。
有著像是特警隊風格的打扮和強壯的身材。是被說是在他面前無法犯罪的鐵壁之男。
必殺技為「安全防衛」。
- 五洋 武

男性。位置DF，背號2。
體格嬌小、暴牙且帶著特警隊的頭盔。家族從江戶時代開始就一直從事補快的工作，只要被他盯上的犯人就絕對逃不出他的手掌。
必殺技為「具體護盾」（角巢＆疾風）。
- 疾風 隼人

男性。位置DF，背號3。
帶著特警隊的頭盔。其追趕犯人的速度沒有人能出其右。
必殺技為「具體護盾」（角巢＆五洋）。
- 櫻多 聞

聲優：四宮豪；黃天佑；古明華
男性。位置DF，背號4。
有著嚴厲的臉和像是鐵壁的身材。是個如果為了日本的和平、會不辭辛勞的正義之男。在隊中是二把手。意外的很怕動物，過去曾因為被鹿追著跑而不得不放下警備工作的難堪經驗。
必殺技為「資訊空間」。
- 角巢 英二

聲優：稻田徹；梁興昌；劉奕希
男性。位置DF，背號5。
外表看起來像是黑人。被他盯上的人，無論到那裡都像是被作記號一樣而能追上。是隊中的首領而受財前總理的重用。雖然從外表看不出來，但他卻很怕坐雲霄飛車。
必殺技為「具體護盾」（疾風＆五洋）。
- 極火 務

聲優：金野潤；李世揚；李致林
男性。位置DF，背號6。
帶著一頂帽子。無論多難的任務、他都會在沒人知道的情況下解決掉。
必殺技為「合氣道」（館野）。
- 館野 舞

聲優：城雅子；郭馨雅；許盈
女性。位置MF，背號7。
一頭金髮且綁在後面。是護身術的天才、無論怎麼樣的攻擊都能華麗的反擊。
必殺技為「合氣道」（極火）。
- 先手 勝

男性。位置MF，背號8。
銀色頭髮且戴著墨鏡。經常先讀到犯人的動向、而預防整個事件。
- 加賀美 法子

女性。位置FW，背號9。
有著深色的膚色，清澈的青色眼眸和墨綠色的頭髮。能依犯人的心情來加以推理。
必殺技為「空飛爆炸」（木曾）、「保安射球」（木曾）。
- 木曾久 順

男性。位置FW，背號11。
有著茶色頭髮且戴著墨鏡。只要上司的命令，無論多困難都會服從。
必殺技為「空飛爆炸」（加賀美）、「保安射球」（加賀美）。
- 彈倉 擊

男性。位置GK，背號12。
戴著墨鏡。是個成為世界大賽的日本代表的酷帥狙擊手。
- 特部 遂行

男性。位置DF，背號13。
戴著頭盔、右眼戴著紅色鏡片。是個受過各種特別訓練的特務。
- 電受 集

男性。位置MF，背號14。
有著像是M字的髮型且帶著墨鏡。是負責接收犯人電話和郵件的竊聽隊的隊長。
- 日影 琳達

女性。位置FW，背號15。
紫色頭髮、眼睛很銳利。是個會秘密調查犯人情報的女間諜。
- 身邊 保

男性。位置DF，背號16。
銀色頭髮、戴著墨鏡的巨漢。被他保護的人可以保證絕對安全。

### 白戀中學
位於北海道的國中。因為天氣寒冷的關係，幾乎所有的成員都穿著厚重的防寒衣。因為影山的關係被奪去明日之星足球大賽的出賽權。在雷門與暗黑帝王隊比賽時，成員們透過電視觀看了比賽的全程直播並幫雷門聲援。
- 吹雪 士郎

聲優：宮野真守、折笠富美子（幼年）；林美秀；黃鳳英（TVB）、成樂怡（ViuTV）
本作的第四男主角。
男性。二年級生。白戀中學足球隊的隊長。位置DF/FW，背號9。
有著銀白色的短髮和墨綠色的瞳孔，經常圍著因為意外而身亡的弟弟敦也的白色圍巾、就算是處在炎熱的沖繩也不會拿下來。擁有能把染岡的射門輕易擋下來的高超實力、還擁有能用一顆球在深厚的雪原中踢出一條直通到白戀中學的道路的強健腳力。
基本上是個性格溫和的人、但偶爾也有點毒舌。因為很拘泥幼時和敦也一起許下的「一起成為『完美』」的約定，所以在敦也過世後便從自己的身上製造出一個「敦也」的人格而成為多重人格。但是閃電大篷車的成員們都沒有注意到、只認為吹雪是因為「比賽時的氣氛的改變而使得性格變得比較激烈」而已。另外因為意外的創傷、讓他對於像是雪崩聲的聲音會相當害怕。
因為帥氣的長相和溫柔的性格而大受女孩子歡迎，就算是與其他學校的女生也能和樂的聊起來，不過也有像大海原的喜屋武一樣不擅長應付的類型。除了足球外，也擅長滑雪等雪地運動，因為招式相當華麗，遊戲中有「白戀中的女子，全部都被他迷得神魂顛倒」的對話。另外因為有「弒熊的吹雪」等傳言而說出「誤會自己是孔武有力的人也很多」。
必殺技
- 個人技：「永恆暴風雪」、「冰天雪地」、「狼人傳奇」、「雪天使➙真・雪天使」。
- 合作技：「翼龍暴風雪」（染岡）、「皇帝企鵝2號」（鬼道＆一之瀨）、「聖十字火焰➙聖十字火焰・改」（豪炎寺）、「地球之歌」（豪炎寺＆圓堂）、「迅雷猛獸➙迅雷猛獸・改」（土方）、「颶風射球」（風丸）、「再生力量」（浩人）、「大霹靂」（鬼道＆浩人）。

劇情表現
威脅的侵略者篇
初登場於31話，因為一個人站在下雪的路邊而引起古株的注意，後來和圓堂等人一起行動了一小段時間，期間甚至幫助巴士脫離陷在雪中的輪子、還擊退了在外頭的野熊。
在雷門抵達白戀中學後他也恰巧回到學校，並終於向圓堂等人介紹自己的名字。爾後在白戀和雷門進行了一場友誼賽，賽後他藉由滑雪等運動替雷門的隊員們設計了一連串的訓練菜單，幫助他們提升實力。之後他也答應了瞳子的邀請，成為閃電大篷車的一員。剛開始時因為染岡無法接受豪炎寺外的其他人擔任王牌前鋒，而與他之間互動有些疏遠，不過也隨著時間兩人關係逐漸變得友好。
在大阪和極限零度的比賽中，「士郎」和「敦也」兩個人格之間的平衡逐漸瓦解，開始認為圓堂等人需要的是擁有強大實力的前鋒吹雪敦也、而不是身為後衛的自己。在陽花戶中學與創世記的對決後因受傷入院，並在昏迷的時間經由瞳子教練向圓堂等人告知了他有雙重人格的事情。
在沖繩和極限零度・改的比賽中段、「敦也」再度開始暴走使其失去掌控權，後又因為被迪薩姆徒手接住永恆暴風雪的射門，加上被其說不需要他時感到絕望，認為自身的存在——連同敦都被完全否定，並陷入心神喪失的狀態，被從先發球員換成候補選手。在那之後心裡狀態來到最糟糕的時期，甚至因為恐懼而無法對練習時鬼道送來的傳球有所回應。
之後，他感受到了亞風爐在與「混沌紀元」比賽時展露出的勇氣與自信，並打算振作起來。
在與「創世紀」的最終決戰中，吹雪一度因心態不穩而喪失了一次進攻機會，在那之後豪炎寺將球踢到他的身上，並對他進行了一番喝斥。這個對話使吹雪領悟了父親對「完美」的定義並非只局限於「士郎與敦也」的合作，而是要他們兩人結合旁人的力量、透過團體的合作來展現他們的強大。想通了這件事的吹雪終於破除長久以來的心魔，兩個人格也統一成為了真正的「吹雪士郎」，並在之後發揮了他真正的實力，透過「狼人傳奇」得下了寶貴的一分。
邁向世界的挑戰篇
為日本代表，以閃電日本隊隊員的身份向世界前進。在與「火焰神龍」的比賽中，因對方的必殺戰術「完美區域組合」與綱海產生碰撞並因此弄傷右腳，後來也因此暫時退隊，留在日本養傷。在「獨角獸」賽前取代栗松歸隊。121話中、很感謝圓堂幫他找回自我、並且在得到寫在筆記本上的心之話後向鬼道、基山提出新的必殺技。然後在與「小巨人」比賽中與鬼道、基山一起使出「大霹靂」而得分。
- 荒谷 紺子

聲優：後藤沙緒裡；錢欣郁；林元春（TVB）、姜嘉蕾（ViuTV）
女性。二年級生。位置MF，背號6。
身材嬌小，留著棕色的短髮，一直戴著像斗笠一般的草帽。喜歡雪，在積雪的庭院遊玩時會盡情的大笑。似乎常常跟在吹雪的身邊，在他被積雪落下的聲音嚇到的時候也負責安慰他。動畫三期，為了觀看日本代表選拔賽而前往雷門中學。
- 函田 鐵

男性。二年級生。位置GK，背號1。
戴著毛帽。有著一張嚴厲的臉、是個喜歡夜景的浪漫主義者。
- 真都路 珠香

女性。二年級生。位置DF/FW，背號2。
戴著一頂有尾巴的毛帽。位置常常和吹雪對換。擁有強盛的體力和意志力，即使被打倒也會很快的爬起來。動畫三期，為了觀看日本代表選拔賽而前往雷門中學。
- 押矢 萬部

男性。一年級生。位置DF，背號3。
戴著橘色帽子、經常留著鼻水。喜歡吃帆貝、比賽時也會吃著醃帆貝。
- 目深 宗司

男性。二年級生。位置DF，背號4。
戴著墨鏡和白色帽子。就算在激烈的暴風雪中，將帽子蓋著緊緊的也能夠比賽。
- 雪野 星也

聲優：金野潤；李世揚；陳卓智
男性。一年級生。位置DF，背號5。
戴著紅色頭巾、身體肥胖且留著鼻水。喜歡雪的結晶、觀察筆記還寫了三十本。是目金的粉絲、還用有沾著鼻水的手和他握手。另外、從會將圍巾給怕冷的目金來看、是個個性溫柔的人。動畫三期，為了觀看日本代表選拔賽而前往雷門中學。
- 居屋 真降

聲優：日野未步；郭馨雅；陸惠玲
男性。二年級生。位置MF，背號7。
戴著橘色的雪鏡和耳罩。無論怎麼斜的斜面都能用雪板直直滑下去。動畫三期，為了觀看日本代表選拔賽而前往雷門中學。
- 空野 禮文

聲優：小林沙苗；郭馨雅；曹啟謙
男性。二年級生。位置MF，背號8。
戴著耳罩、前髪將右眼蓋住。從日本最北端過來。喜歡吃鯡魚。
- 冰上 烈斗

聲優：古島清孝；黃玉娟
男性。二年級生。位置FW，背號10。
額頭上戴著雪鏡、頭上積著像是雪的東西。即使在冰上踢球也能順暢地移動身體。
- 喜多海 流

男性。二年級生。位置FW，背號11。
嘴巴被蓋起來、將圍巾圍著緊緊的。是個到了冬天時、突然來到隊上的神秘旅人。
- 炭谷 達磨

男性。二年級生。位置GK，背號12。
體格嬌小。無論是房間的爐子或料理都用一根炭。動畫中未登場。
- 白熊 冰司

男性。二年級生。位置DF，背號13。
長相嚴厲、平頭且留長長的鬢毛。是個有著戰勝白熊的傳說的男人。動畫中未登場。
- 濕原 然

男性。二年級生。位置MF，背號14。
有著茶色的亂髮、眼睛很差。因為在濕原鍛鍊而有相當好的腰力和腳力。動畫中未登場。
- 五稜 武揚

男性。二年級生。位置DF，背號15。
長相嚴厲且有著厚嘴唇。用在歐洲學的戰術來施展華麗的踢法。動畫中未登場。
- 地平 廣大

男性。二年級生。位置FW，背號16。
眼睛很銳利、有著黑色頭髮且前髮是倒立著。經常使用看著遠方來觀測全體的踢法。動畫中未登場。

### 漫遊寺中學
位於京都的佛教學校。有著能和帝國學園匹敵的實力，普遍被認為是明日之星全國大賽的「地下優勝學校」，但因為對競技不感興趣而沒有出場，只將足球視為鍛鍊身心的運動。校內將足球社部稱作「蹴球道場」。因為極限零度的關係一部份的校舍被破壊。在雷門與暗黑帝王隊比賽時，成員們透過電視觀看了比賽的全程直播並幫雷門聲援。
隊員的名字呼應了佛教中的典故。
- 木暮 夕彌

聲優：宮原永海；錢欣郁；沈小蘭（TVB）、楊樂瑤（ViuTV）
男性。一年級生。位置DF，背號12（漫遊寺）/6（雷門、閃電日本）。
有著一頭水藍色的刺髮和金色的瞳孔。個性頑皮且很會記仇，因為不相信除了自己之外的人的關係，他幾乎不和任何人親近。屬於有話直說的類型，對隊友也會毫不猶豫吐槽。
幼年時被母親遺棄在火車站，感受到了被至親背叛的痛苦後，讓他不願意再次相信別人，也時常將別人的好意解讀成惡意。因為他的個性的緣故，漫遊寺隊友們將他安排至後補選手名單裡，不只禁止他練球、還常安排他去做擦地等雜事，希望他能先好好休養自己的心靈、並且體悟到協調性的重要。然而木暮認為這是所有人刻意對他的排擠，因此常常在校內設計陷阱或是做些惡作劇去惡搞隊友們。雖然一直以來的表現都相當孤僻，但曾經被春奈點出，其實他的內心也是很想要相信別人的。
因為常常被安排去打雜的緣故，他的耐力很好、腳力強勁、身體也很靈活，能做出很多高難度的動作。
和春奈的關係不錯，對於能夠信任自己的她也回應了同等程度的信賴。雖然很常因為惡作劇的關係被她訓話、而且木暮偶爾也會把惡作劇的對象設為春奈，但她仍然是少數木暮願意打開心房的人。他曾經一度想要放棄的訓練新的必殺技，但在經過春奈的鼓勵後才願意再次挑戰、最後成功。另外，他與同樣身為孤兒的浩人關係也不錯，相比其他學長，他更願意與浩人溝通。
三年級時成為漫遊寺中學足球隊隊長。
必殺技
- 個人技：「旋風陣➙真・旋風陣」。
- 合作技：「完美巨塔➙真・完美巨塔」（塔子＆綱海）。

劇情表現
威脅的侵略者篇
初登場於動畫35話。當時的木暮看到了恰巧經過的雷門而起了惡作劇的念頭，他在部分的木製地板上塗抹蠟油、讓包括圓堂在內的8個人因此滑倒，後來又引誘塔子讓她跌進他挖的坑裡面。後來他擦天花板樑柱的方法無意間被春奈看到，也引起了她的注意。在夜晚，木暮為了隔日的惡作劇而開始準備陷阱時又被春奈撞見，因此被她責罵了一番。隔日清晨木暮與古株先生進行了一些比試，發現他除了體力好、平衡感極佳、腳力強勁外，在足球方面幾乎等同於新手。
在漫遊寺的隊伍被極限零度打敗後，他因為春奈的推薦而暫時頂替目金成為雷門的第十一名球員。比賽期間，他因為畏懼和對比賽的不熟悉的關係而一直在躲球，但在比賽最後，他無意間擋下了迪薩姆的強力射門，潛力被所有人看到。在雷門即將離開漫遊寺、春奈前來向他道別時，兩人都稍微談起了各自的過去，後來木暮為了答謝春奈能讓他踢到足球的事情而想向她握手，但實際上是為了拿青蛙嚇她。在閃電大篷車駛離漫遊寺後偷偷躲在車上一起離開，爾後受到瞳子的許可、正式成為雷門的一員。
或許是因為過去經歷的關係，他對陌生人的直覺很敏銳。在沖繩便向春奈表示了對南雲的不信任、直覺認為他不是一個好人。
在與創世紀的對戰過後，他也因為再次感受到了夥伴的情誼與人之間的信賴，對雷門的所有人表示自己很慶幸能加入這個隊伍。
邁向世界的挑戰篇
在萊歐克特島中對立向居說出「你只是在模仿圓堂而已」讓他因此感到苦惱。之後被春奈斥責、為了讓立向居完成新必殺技而與壁山、栗松、綱海一起幫他進行必殺技的特訓。
- 垣田 大將

聲優：金野潤；李世揚；陳廷軒
男性。漫遊寺蹴球部隊長。位置GK，背號1。
有著很高的身材和一張老臉、頭上包著橘色的頭巾。雖然沒有實力、但因為很會教球而受大家仰慕。雖然因為木暮的事情感到困擾、但似乎也很在意他、為了鍛鍊他的身體和精神而讓他負責掃地及整理運動場。動畫3章中、為了觀看日本代表選拔賽而前往雷門中學。
必殺技為「火炎放射」。
- 悟裡 開

男性。位置DF，背號2。
光頭、經常閉著眼睛。會用毫無困惑的踢法來阻擋對手。
- 寶玉 光

男性。位置DF，背號3。
光頭且有著紅臉頰。因為得到不可思議的寶珠，讓他的足球實力變得相當強。
- 福見 觀邑

男性。位置DF，背號4。
光頭且頭上有大大的傷痕，也有著很大的耳朵。似乎碰到他的耳朵能夠招來幸福。
- 真假名 井承

男性。位置DF，背號5。
是隊上的巨漢、頭上包著白色的布。雖然是選手但也負責隊上的伙食。
必殺技為「四肢踏」。
- 高夢 宗一

男性。位置MF，背號6。
通稱虛無僧。就像名字一樣、頭上帶著深斗笠而遮住臉。是個會吹尺八且一直在旅行的迷之男。
- 學舎 一筋

男性。位置MF，背號7。
帶著眼鏡、平頭且留著馬尾。是個已經在大學讀書的天才。
- 市川 太衛門

男性。位置MF，背號8。
短髮且眼睛細長。是時代劇有名演員的兒子。本人似乎也時常會演出。
- 天神 阿太郎

男性。位置FW，背號9。
頭髮為紅棕色，臉上戴著赤鬼的面具。是吽助的哥哥。兄弟倆默契絕佳、和吽助合作時常常負責由他切入敵方陣營。動畫3期中、為了觀看日本代表選拔賽而前往雷門中學。
必殺技為「龍捲旋風」、「功夫連擊」。
- 影田 巡

聲優：古島清孝；黃天佑；曹啟謙
男性。位置FW，背號10。
有著墨綠色的長髮並將其綁成辮子，頭上還有一束黃色的頭髮。是守護京都的秘密團體的後裔，會使用不可思議的武術。當初為了遵守「足球是為了鍛鍊身心的運動」的信念而拒絕和極限零度比賽，但因為極限零度的恐嚇和挑釁、為了保護學校而勉強答應賽事，但卻因為實力差距過大而輸了比賽。動畫第3期中、為了觀看日本代表選拔賽而前往雷門中學。
- 天神 吽助

聲優：西墻由香；郭馨雅；沈小蘭
男性。位置FW，背號11。
頭髮為藏青色，臉上戴著青鬼的面具。是阿太郎的弟弟。兄弟倆默契絕佳、和阿太郎合作時常常由他負責最後一擊。動畫3章中、為了觀看日本代表選拔賽而前往雷門中學。
必殺技為「功夫連擊」。

### 大阪辣妹CCC
大阪當地的女子足球隊。在日本的中學女子球隊中算是強隊。隊名的「CCC」分別代表cute（可愛）、chic（時髦）、cool（酷）。每個隊員都很有個性，常常運用話術和不同風格的控球技巧把對手耍的團團轉、藉此掌握比賽的節奏。意外的發現了極限零度在遊樂園地下的隱密練習場，誤以為該地沒有人使用而在那裡展開訓練。在雷門與暗黑帝王隊比賽時透過電視觀看轉播，並替雷門聲援。
- 浦部 莉香

聲優：瀧本富士子；郭馨雅；黃玉娟（TVB）、馮詠恩（ViuTV）
女性。二年級生。大阪辣妹CCC的隊長，位置FW，背號10（大阪辣妹CCC）/7（雷門）。
有著一頭水藍色的及肩長髮、膚色是小麥色。習慣會把衣服的下襬綁起來、露出肚子。
個性爽快且表裡如一，言行舉止都充滿著大阪的熱情，不過生氣起來的話很可怕。她自己坦言不太會應付嚴肅的環境，所以總是表現的很愉快且聒噪。另外她非常的八卦，是個很熱愛戀愛話題的人，在沖繩時誤以為塔子喜歡綱海而有意要搓合他們兩人、後來也把冬花的關心誤解成對圓堂的好感而安排讓他們兩個去約會。
母親在商店街經營大阪燒店，她偶爾也會去幫忙。母女倆關係很好、偶爾還會互相鬥嘴。
必殺技
- 個人技：「噴射玫瑰」、「通天閣射門」、「熟女的邀請」（遊戲版）。
- 合作技：「夢蝶凌舞」（玲華／塔子）。

劇情表現
威脅的侵略者篇
初登場於40話，在大阪的遊樂園中恰巧看到了一之瀨並對他一見鍾情，後來以「知道你正在找的東西的所在地」為由把他引誘到自己家裡的大阪燒店，在對方不知情的情況下讓他吃下被自己當作訂婚證明的「特製龍蝦大阪燒」。為了留下一之瀨而帶領大阪辣妹CCC的隊友們和雷門展開比賽，最後以1:4落敗。稱一之瀨為「Darling」。後來帶著雷門的眾人前往她和隊友們在遊樂園底下發現的秘密訓練場，也在那裡加入雷門、幫助他們與極限零度的戰鬥。和塔子作為唯二兩個女性球員、因此兩人的關係很好。在吹雪被精神問題感到困擾著的時候，由莉香代替他成為先發前鋒。
邁向世界的挑戰篇
因為是女孩子而不能參加FFI，於是和塔子一起幫閃電日本隊加油。在亞洲預賽期間，沒有回到大阪的家而是借住在塔子家。在閃電日本隊前往世界時和塔子一起到飛機場幫他們送行。3代遊戲中則是以女子選拔隊一員和圓堂等人進行練習賽。另外和二代不一樣的是，只要滿足條件就能在閃光版中讓他成為選手比賽。
動畫版107話中和塔子一起前往萊歐克特島、並且從謎之老人那邊得到「傳承之鑰」，結果被天空使徒抓走。在天堂花園時因受到天使們無微不至的照顧而有些放下戒心，但後來被揭露自己是被當作「魔王的新娘」時也極力反抗，但卻被以腳鍊囚固著。在白隊與天空使徒的比賽過後非常關心艾德卡。擁有閃電日本隊的制服，背號728(浪速)。另外似乎被一之瀨以電話來分手，因此對他的態度不再積極。
- 御堂 玲華

聲優：須藤茉麻；錢欣郁；曾秀清
女性。二年級生。位置FW，背號11。
有著褐色的長髮並將其梳成雷鬼頭、綁著高馬尾的女孩。雖然是大阪當地代表公司的大小姐，但絲毫沒有傲氣、對人相當和善。使用著芭蕾般的動作踢球來玩弄對手。在與雷門的比賽中數度對上風丸，透過使眼色和招式來擾亂他，讓他心跳不已。在雷門與極限零度進行比賽時和堀、萬兩人被教練強行留下，幫忙大阪燒店的生意。
必殺技為「熟女的邀請」。
「夢蝶凌舞」（莉香）。
- 土洲 戀

聲優：森谷里美；林美秀；林元春
女性。二年級生。位置GK，背號1。
有著巨大的體型。雖然是女相撲日本冠軍、但卻有點愛哭。有著溫柔的個性，只有在吃東西時會變得相當可怕。在圓堂等人在地下練習場進行練習時，還專門送食物過去給他們。
必殺技為「花吹雪」。
- 虎濱 甲子

女性。二年級生。位置DF，背號2。
體格嬌小、有著褐色肌膚，戴著髮箍且留著爆炸頭。是個沉默且沒什麼表情的人。親子3代都是職業棒球的球迷、只要一到球季的話就緊盯電視。和雷門中的比賽完後、看上目金而一直纏著他。
必殺技為「耍球小丑」。
- 堀 道子

聲優：清水佐紀；郭馨雅；許盈
女性。一年級生。位置DF，背號3。
有著粉紅色頭髮和雙馬尾的髮型。做事大方，但講話速度卻慢的讓人忍不住打瞌睡。說話時使用敬語、且語尾會提高聲音。有著像是特技般的華麗的傳球技巧。在圓堂等人與極限零度進行比賽時和御堂、萬兩人被教練強行留下，幫忙大阪燒店的生意。
- 梅田 陽海

聲優：田野惠；謝潔貞
女性。二年級生。位置DF，背號4。
有著橘色的短髮、是隊中最高的人。主張大阪的時尚感不輸東京而會和東京人加以競爭著。
- 串田 香津世

聲優：日野未步；林美秀；沈小蘭
女性。一年級生。位置DF，背號5。
有著紅紫色的長捲髮，胸部發育好。是人氣串燒店的看版小姐。
- 萬 博美

聲優：高垣彩陽；何璐怡
女性。二年級生。位置MF，背號6。
身型嬌小、戴著紅色眼鏡及綠色的頭巾。語尾會加上「是也」。是個偶然找到珍貴的女用裝飾品、而經常戴著它的名人。在圓堂等人與極限零度進行比賽時和御堂、堀兩人被教練強行留下，幫忙大阪燒店的生意。
- 蛸谷 紀子

女性。二年級生。位置MF，背號7。
有著像章魚的臉和健康的小麥色皮膚。喜歡吃章魚燒、每天放學時都會買來吃。
- 浪川 花子

聲優：森谷里美；張頌欣
女性。二年級生。位置MF，背號8。
有著小麥色的皮膚、頭上戴著像是花的裝飾。是典型的吐嘈角色、當別人沒有好好耍呆時會痛扁他一頓。
- 天王寺 萬里

聲優：西墻由香；陸惠玲
女性。二年級生位置MF，背號9。
把頭髮盤在頭上、前髮則剃成特異的形狀。假日時會在公園進行街頭表演。
- 根切 友惠

女性。二年級生。位置GK，背號12。
有著厚嘴唇、頭上戴著白帽。是個能在百貨公司殺價到七折的高手。在動畫版中未出賽、而是在板凳上看著理香她們的比賽。
- 通天 光裡

女性。二年級生。位置DF，背號13。
金色頭髮且留著雙馬尾。有著綠色的瞳孔和嬌小的體型。是個只要有高塔就一定會去爬的高塔迷。在動畫版中未出賽、而是在板凳上看著理香她們的比賽。
- 船場 銀子

女性。二年級生。位置MF，背號14。
通稱阿銀。有著金色頭髮和細長的眼睛。算錢是大阪第一、似乎還被大銀行用優厚的待遇聘請。在動畫版中未出賽、而是在板凳上看著理香她們的比賽。
- 岸和田 祭

女性。二年級生。位置MF，背號15。
有著茶色的短髮。一聽到跟祭典相關的事就會興奮到失控。在動畫版中未出賽、而是在板凳上看著理香她們的比賽。
- 難波 花枝

女性。二年級生。位置GK，背號16。
有著茶色頭髮且戴著髮帶、體型肥滿。目標是要成為日本第一的相聲藝人，而在白天休息時會進行表演。在動畫版中未出賽。
- 莉香的母親

聲優：津田匠子；許盈(TVB)、楊婉潼(ViuTV)
女性。大阪嬌嬌女CCC的教練。
浦部莉香的母親，本名不詳。和莉香一樣有一頭水藍色的頭髮，不過還會戴著紅色的頭巾。個性不拘小節，會毫不留情的批評莉香的射門、也直接稱呼圓堂他們是東京佬。平常經營大阪燒店，成員們也時常到這裡吃飯。和老公別居而與女兒住在一起。據莉香所說：她的父親當初似乎是被嚇到逃走的。

### 陽花戶中學
位於福岡的學校。是圓堂大介的出身校。在雷門與暗黑帝王隊比賽時，球員們用透過電腦觀看轉播、並替雷門聲援。
隊員的打扮和名字呼應了許多會在日本祭典時出現的物品。
- 立向居 勇氣

聲優：立花慎之介；黃天佑；林芷筠（TVB）、廖欣怡（ViuTV）
男性。一年級生。位置GK/MF，背號1（陽花戶、雷門GK）/5（雷門MF）/20（閃電日本）。
有着一頭栗色的短髮，雙眼為灰藍色。性格非常的認真老實、為人低調，以至於整個人給人的感覺比較內向，偶爾還會對自己感到自卑。和任何人說話都會用敬語。非常崇拜圓堂，在第一次和圓堂碰面時還因為太過緊張、走路變成同手同腳，甚至因此被壁山揶揄了一番。雖然立向居有著稍顯弱氣的個性、但他卻和綱海意外的合拍。
原本的位置是中場，但自從他看到圓堂在明日之星足球大賽中的精彩表現後對他相當憧憬、轉而改當守門員。有著堅強的意志力及相當大的潛力，他透過觀看圓堂在比賽時的錄影帶而自學完成了「黃金神掌」、且也得到了圓堂本人的認可。在雷門停留於陽花戶中學的期間他也順利完成了「魔神的右手」。意外的很能吃辣，所以對木暮的惡作劇免疫。
三年級時成為陽花戶中學足球隊的隊長。
必殺技
- 個人技：「黃金神掌」、「魔神的右手」、「無限之手➙無限之手G2➙無限之手G3➙無限之手G4➙無限之手G5」、「魔王的巨掌➙魔王的巨掌G5」。

劇情表現
威脅的侵略者篇
初登場於43話，和陽花戶中學足球隊的其他隊員們一起迎接前來造訪的雷門。因為能見到自己相當憧憬的圓堂而顯得非常的緊張，在隊長戶田的引薦後、向圓堂展示了自己練成的「黃金神掌」。在雷門和陽花戶的練習賽中嘗試使出「魔神的右手」、但以失敗收場。雷門與創世紀比賽時、立向居在旁觀看了整場比賽，吹雪受傷的時候還幫忙聯絡了醫院。後來不斷的反覆練習「魔神的右手」，並在雷門即將離開之際將其完成。立向居不放棄的表現讓在旁邊觀看的圓堂從失落中振作，也讓雷門的大家更加凝聚。在瞳子的許可後加入雷門。進入雷門後最一開始的站位是中場，但在與「鑽石冰晶」比賽過後，接受瞳子的調度成為新的守門員。為了完成「無限之手」而展開訓練，期間受到了綱海、亞風爐等人的協助。在與「創世紀」的最終比賽期間不斷讓「無限之手」進化、並一次又一次的擋下了古蘭、烏兒碧妲等人的射門。後來由他開啟、在與所有隊員的串連之下，完成了「地球之歌」並成功擊敗創世紀。
迎戰「暗黑帝王隊」時因為手腕受傷的關係，和圓堂交換位置，回歸中場的位置。
邁向世界的挑戰篇
被選為日本代表，以閃電日本隊隊員的身份向世界前進。在與「閃電日本」與「女王騎士」的比賽後向圓堂表達了對異次元之手的驚嘆，卻被同樣在場的木暮譏諷「立向居並沒有屬於自己的必殺技」，才意識到自己一直以來的守門技都是來自於圓堂、就連無限之手也同樣出自於圓堂大介的筆記，並因此陷入迷惘。在那之後開始想要創造自己的必殺技、但卻幾乎沒有想法，以至於他只能花比其他人更多的時間特訓，就連久遠教練特別放行的一天假期也都沒有好好休息與玩樂。在某次團體訓練完後獨自離開並意外吸引了春奈的注意，在海邊訓練場與追上來的春奈談心、述說了自己的煩惱，但卻因過於悲觀、急於走出與圓堂截然不同的道路的思考模式而被春奈訓斥了一頓，也意外的供出當初譏諷自己的人就是木暮。在春奈逼迫木暮向他道歉後很快就表示不介意，後來變與追來的必壁山、栗松等人開始討論必殺技的訓練，最後促成了一年級組一同幫助立向居訓練的組合。後來因為訓練未能有新的突破、春奈又找來了擁有射門技巧的綱海助陣，而綱海也提供了立向居對於新必殺技的「想像」、並幫他取了「魔王的巨掌」的名字，而立向居也以此作為新招式的目標前進。在與「南美王者」的對戰中，因為圓堂、久遠教練等人的缺席而被迫頂著外完成的招式及過量的期待上場，在場中兩度失分並開始喪失信心，直到飛鷹的鼓舞後才極力放出自己的潛能、成功完成了「魔王的巨掌」並保護閃電日本的球門。
在動畫126話出席了雷門中學足球社的畢業球賽中，隸屬於新隊員的B隊，且已經成長到能夠接下豪炎寺的射門。與圓堂同樣在未失分的情況下結束最終的球賽。
- 戶田 雄一郎

聲優：古島清孝；梁興昌；李凱傑
男性。陽花戶中學足球隊隊長。位置FW，背號10。
有著茶色頭髮且綁著頭巾。雖然體格嬌小但因為長相俊秀的關係、而受到歡迎。喜歡吃牛雜鍋，似乎每天都會吃的樣子。動畫三期，為了觀看日本代表選拔賽而前往雷門中學。
- 筑紫 國光

聲優：田野惠；錢欣郁
男性。位置DF，背號2。
有著土黃色的短髮，頭上綁著藍白相間的頭帶，外貌俊美、也因此對自己的長相很有自信，在看到風丸後燃起了競爭意識。很頻繁的會前往各國進行短期交流，因此很暸解國際情勢。
必殺技為「封鎖競技場」（石山）。
- 大濠 滿敬

男性。位置DF，背號3。
有深色的肌膚、是獅子般豎立的金色頭髮。假日時喜歡到公園划船，但沒有人陪他。
- 玄界 波人

聲優：古島清孝
男性。位置DF，背號4。
身形高大，梳著類似飛機頭造型的綠色頭髮，下巴帶著一點鬍渣。會用像是雷霆般的鏟球來防守。
- 石山 防仁

聲優：長嶝高士；梁興昌 ；蔡惠萍 
男性。位置DF，背號5。
是一名巨漢、有著偏深的肌膚和厚唇，髮色為藍色。目標是擁有不輸給外國人、像石壁一般堅強的防守。幫助立向居進行「魔神的右手」的特訓、積極地踢球給他練習。動畫三期，為了觀看日本代表選拔賽而前往雷門中學。
必殺技為「封鎖競技場」（筑紫）。
- 志賀 金印

聲優：加藤奈奈繪；郭馨雅；陳凱婷
男性。位置MF，背號6。
體格嬌小，髮色為紅色，雙眼的眼神有些兇狠。是陽花戶中足球部中最矮的人。他家的花園裡似乎埋藏著許多珍貴的古董文物。動畫三期，為了觀看日本代表選拔賽而前往雷門中學。
必殺技為「二人三足」（松林）、「封鎖競技場」（道瑞）。
- 道端 詠

聲優：疋田高志；劉昭文
男性。位置MF，背號7。
身型瘦高，綁著辮子頭且戴著墨鏡。週末時，總是在路旁唱歌逗行人開心。
必殺技為「封鎖競技場」（志賀）。
- 笠山 走

聲優：沈小蘭 
男性。位置MF，背號8。
光頭、頭上綁著頭帶。常常在抱怨肚子餓。遊戲版中不屬於陽花戶中學足球部、而是為了偵查雷門的情報而潛入。
- 祭利田 我暑衣

男性。位置MF，背號8。
身形肥胖，替著平頭、且頭上綁著紅白相間的頭帶。喜歡祭典。動畫中未登場。
- 黑田 槍道

聲優：金野潤；黃天佑；何承駿
男性。位置FW，背號9。
有著一頭銀色的刺髮，頭上綁藍色頭巾，雙瞳為鮮豔的赤紅色。他的生活非常簡樸，並且喜歡一切井然有序。
- 松林 躍

聲優：日野未步；林美秀；陳琴雲
男性。位置FW，背號11。
體格嬌小，雙眼為亮橘色、髮色為茶色且頭上綁著頭巾。語尾會加「咻呼～」。一年會進行一次無視於隊友們輩份的宴會，而和前輩們一起盡情跳舞。動畫三期，為了觀看日本代表選拔賽而前往雷門中學。
必殺技為「彩虹射球」。
「二人三足」（志賀）。
- 陽花戶中學校長

聲優：長嶝高士；李世揚 
男性。陽花戶中學的校長。
本名不詳，和圓堂大介是從國中開始就認識的老朋友。手上持有一本大介的筆記，並在雷門造訪後將其交給了圓堂守、間接讓立向居學習了其中的傳奇必殺技之一「無限之手」。

### 大海原中學
位於沖繩的學校。在沖繩地區是一等一的強校，沒辦法在全國賽出場的原因只是單純的因為賽事被教練忘記了。球員們都相當享受生活、並將快樂作為一切行動的最優先考量，也因此幾乎無時無刻都鬧哄哄的。動畫第二季尾端，球員們透過電視觀看雷門與暗黑帝王隊的比賽、並替雷門聲援。
隊員的名字和打扮都呼應了海洋中的景色或物種。
- 綱海 條介

聲優：阪口周平；梁興昌；梁偉德（TVB）、張振熙（ViuTV）
男性。三年級生，大海原中學足球隊的隊長。位置DF，背號4。
有著深色的皮膚和粉色的亂髮，頭上一直都戴著蛙鏡。他的個性豪爽且相當的隨和，心胸也很寬大。因為比隊內大部分人年長一年的關係、老是會像大哥一樣的照顧別人。意外的和立向居很合拍，在他因為缺乏自信而沮喪時常常給予他支援。
他相當熱愛大海，開始踢足球前最常從事的運動項目便是衝浪。很常透過海、波浪等來做比喻。是個會說出「沒有我衝不上去的浪」的熱血男兒，塔子也以「海洋版圓堂」來形容他。有著一塊上面寫著273的衝浪板。很討厭坐飛機，在閃電日本隊即將前往萊歐克特島的時候不斷大吼大叫的表達抗議。另外，他很討厭吃胡蘿蔔。
必殺技
- 個人技：「海嘯衝擊」、「颱風強襲➙颱風強襲V3」、「管浪衝」。
- 合作技：「完美巨塔➙真・完美巨塔」（木暮＆塔子）。

劇情表現
威脅的侵略者篇
初登場於47話，在他目睹了目金墜海的意外後毫不猶豫的下水救人，並且不留情面的對他訓了一番。後來在雷門練足球的場地附近衝浪，因為球不小心往綱海的方向飛去時、他靠著絕佳的平衡感成功把球踢回，引起了鬼道的注意。在鬼道的激將法後，他便開始嘗試踢球，不過除了射門之外的技巧都生疏到無可救藥，綱海在知道了自己的弱點後，決定直接從己方的禁區射門、甚至成功打敗了圓堂的「正義的鐵拳」。當晚他帶著自己捕來的旗魚拜訪圓堂等人暫居的小屋，並且首次揭露自己作為三年級生的事情。後來他和雷門眾人在沖繩本島再遇，並邀請他們一起和大海原的球隊進行友誼賽。似乎是因為綱海是三年級生的關係、他在加入大海原中學足球部後便直接擔任隊長，不過隊伍實際上是由音村指揮。友誼賽過後受到圓堂的請託教導他衝浪，並以「大海並不像你想像中那麼溫和」作為警語。在雷門與「極限零度・改」的比賽之中作為助力正式加入雷門十一人，並在那之後一起與他們行動。
邁向世界的挑戰篇
被選為日本代表，以閃電日本隊隊員的身份向世界前進。對於澳洲代表隊「蔚藍巨浪」有很強的對抗心、在和他們的比賽中也學會新技「颱風強襲」。
在萊歐克特島上、聽聞了春奈等一年級生要幫立向居學會新必殺技後感到相當感動，並決定和他們一起幫忙特訓，在訓練正式開始之前還替立向居塑造了新必殺技的想像、幫他取了「魔王的巨掌」的名字。
- 音村 樂也

聲優：山寺宏一；林美秀；曹啟謙（TVB）、袁德基（ViuTV）
男性。二年級生，大海原中學的原隊長。位置MF，背號7。
有著藍色頭髮且帶著眼鏡、耳機。認為這個世界的一切全都是由節奏構成的。有著超越常人的節奏感、善於分析每個隊伍的足球節奏並向隊友下指示，屬於頭腦派的足球員。和鬼道同為隊伍中的司令塔，在練習賽過後兩人也以彼此的分析理論開啟話題，似乎還挺投緣的。音村的節奏理論也使鬼道在之後與「混沌紀元」的對戰中發揮重要的功用。動畫三期，為了觀看日本代表選拔而前往雷門中學。
- 首裡 巖

男性。二年級生。位置GK，背號1。
長的像是石獅的巨大之男。就像石獅一樣對於要射進球門的球都會加以彈開。
必殺技為「大枱阻撓」。
- 平良 潛

男性。二年級生。位置DF，背號2。
通稱潛水夫。穿著潛水裝、是個能很快潛入一百公尺的天才潛水夫。家裡開海苔店。
必殺技為「無處藏身」（宜保＆赤嶺）。
- 宜保 兼勝

男性。一年級生。位置DF，背號3。
有個大大的鷹勾鼻且鼻子上有傷。會在沖繩的海邊撿垃圾來保持海邊的乾淨。似乎毎天都坐父親的船。
必殺技為「無處藏身」（平良＆赤嶺)、「爆裂獵鷹」（古謝＆池宮城）。
- 赤嶺 宏昭

聲優：金野潤；劉奕希
男性。一年級生。位置DF，背號5。
臉頰上塗著紅色的油彩。在心情高興時、會隨著三味線而開始跳舞。
必殺技為「無處藏身」（平良＆宜保）。
- 渡具知 雅洋

聲優：梶裕貴；梁興昌；陳琴雲
男性。二年級生。位置MF，背號6。
有著紅色頭髮且右半邊是辮子頭、左半邊是平頭、戴著墨鏡。喜歡燒烤料理。
- 喜屋武 梨花

聲優：佐佐木日菜子；鄭麗麗
女性。二年級生。位置MF，背號8。
頭上戴著巨大的扇貝。個性嬌小、但卻是個力氣不輸給綱海的怪力女。喜歡收集貝殼、能說出大部分貝殼的名字。在遊戲版中被捲入漩渦並被豪炎寺所救，為了感謝他而秘密地把他藏在燈塔裡。動畫三期，為了觀看日本代表選拔賽而前往雷門中學。
- 古謝 秀範

聲優：古島清孝；黃天佑；張錦江
男性。二年級生。位置FW，背號9。
臉上塗著藍色的油彩。做事不太準時、對他來說不遲到一小時以上似乎不會滿意的樣子。
必殺技為「爆裂獵鷹」（池宮城＆宜保）。
- 東江矢 須雄

聲優：田野惠；李世揚；高可慧
男性。二年級生。位置MF，背號10。
有著會讓人想到像是波浪的藍色頭髮和眉毛、鼻子上有貼著OK繃。喜歡搭訕從日本來到沖繩玩的女孩子。很會開耕耘機。動畫三期，為了觀看日本代表選拔賽而前往雷門中學。
- 池宮城 波留

聲優：小林沙苗；錢欣郁；劉惠雲
男性。二年級生。位置FW，背號11。
通稱衝擊。有著像是鯊魚的翅的水藍色髪型。會像鯊魚一樣拿到球後就緊緊不放。動畫三期，為了觀看日本代表選拔賽而前往雷門中學。
必殺技為「爆裂獵鷹」（宜保＆古謝）。
- 安室 幹生

男性。位置GK，背號12。
有著一頭金黃色的短髮和黝黑的肌膚。因為很怕熱的關係，幾乎一直都待在冷氣房裡。動畫中未登場。
- 親泊 永星

男性。位置DF，背號13。
有著褐色的頭髮並留著龐克頭。家裡經營一間民宿，因此常常會有很多人。動畫中未登場。
- 瑞慶覽 禮人

男性。位置MF，背號14。
有著紫色如海草一般的頭髮並帶著墨鏡。是個肉食主義者，要靠著吃肉才能獲得能量。動畫中未登場。
- 知念 直輝

男性。位置MF，背號15。
身形壯碩，留著土黃色的短髮。做出來的甜甜圈非常好吃，但總是會自己一個人吃掉。動畫中未登場。
- 謝花 珊瑚

女性。位置FW，背號16。
有著小麥色的肌膚和綠色的波浪捲髮，下眼睫毛很長。來到沖繩的遊客都很喜歡她用珊瑚做出來的首飾。動畫中未登場。
- 大海原中教練

聲優：稻田徹；黃天佑；梁志達
本名不詳。頭上包著毛巾且戴著墨鏡、平時都穿著夏威夷花襯衫。個性相當豪爽、是個享樂主義者，過去曾因為要準備祭典而直接忘掉明日之星足球賽的地區預賽決賽的事情，結果讓球隊輸球。貌似對瞳子很感興趣、並在雷門眾人造訪沖繩時不斷說些花言巧語想追求她，但老是一直出槌。

### 其他登場人物
- 財前 宗助

聲優：中村悠一；李世揚；梁偉德（TVB）、鄧晟均（ViuTV）
男性。現任日本的總理大臣，塔子的父親。
有著深色的皮膚及朝向左邊的深藍色頭髮，擔任總理時相當年輕。因為很喜歡足球、這也是讓外星學園會用足球進攻的原因之一。曾經被外星學園綁架到位於富士山的據點，當時的他拒絕了吉良星次郎所提出的極限戰兵計畫、在被消除記憶後釋放，因此不記得被綁架時的一切資訊。
3期中擔任FFI的亞洲預賽的主席，還為閃電日本隊加油。遊戲版中在賈爾薛特的壞事曝光後，聚集全世界的領袖下命將他逮捕。
- 吹雪 敦也

聲優：小林沙苗；錢欣郁；曾秀清
男性。吹雪士郎的雙胞胎弟弟。已故。
有著一頭橘紅色的短髮，瞳孔顏色為跟士郎一樣的暗灰色。和雙親在雪崩意外中身亡，後來吹雪常圍的白色圍巾是他的遺物。
相較於士郎溫厚的性格，敦也的個性明顯較為強勢，對於在比賽中失誤的士郎會毫不猶豫的批評，但也希望能和哥哥一起變得完美。
生前和哥哥同屬於少年隊、位置FW。擅長由後衛的士郎搶球並且把球交給前鋒的敦也來射球的合作攻擊。在意外發生前和哥哥士郎約定要「兩人一起成為『完美』的球員」，但卻意外讓士郎為此而痛苦了許多年。
發生意外後雖然已經死亡，但因為士郎執著於當初和他一起訂下的約定，於是心中某部分的自又己分裂出了一個敦也的人格。
在遊戲版中，「狼人傳奇」被設定成敦也和士郎兩人一起想出來的必殺技。
必殺技為「永恆暴風雪」。
- 土方 雷電

聲優：櫻塚雅弓；黃天佑；梁志達（TVB）、譚漢華（ViuTV）
男性。三年級生。位置DF，背號12。
體格相當的健壯，有著茶色的長髪、瀏海部分則為金色，留著小鬍子。喜歡足球、實力也很強。遊戲中的位置是MF。
個性相當豪放且不拘小節，同時也因為家庭的關係很會照顧年幼的孩子，平常給人的形象也是很值得依靠的大哥。和綱海一樣是個熱血男兒。出生於九口的大家庭，因此身為長兄的他平時需要花很多時間照顧自己的六位弟妹，以至於無法全力把心力花在足球上面。對待弟妹相當的溫柔，在聽到他們的哭聲後會毫不猶豫的穿著圍裙跑過一整個公園過來安撫弟妹們。
必殺技
- 個人技：「重量級相撲」、「鋒刃攻擊」。
- 合作技：「迅雷猛獸➙迅雷猛獸・改」（吹雪）。

劇情表現
威脅的侵略者篇
初登場於48話，因為聽到弟妹的哭聲而穿著圍裙一路從家裡跑來並撞見了圓堂等人。土方誤以為圓堂他們搶走了弟妹的球，因此對他們沒有好的第一印象，甚至直言鬼道戴著的蛙鏡很可疑。在誤會解開之後短暫的與雷門一同行動，並打算幫助他們尋找「火焰前鋒」。在南雲自稱為「火焰前鋒」時率先對他提出質疑，當著眾人的面說出自己從來沒有在沖繩看過南雲、對他的真實身份感到懷疑。
在雷門與極限零度・改進行比賽時，他帶著弟妹和豪炎寺一起出現在比賽現場。後來揭露土方受到了鬼瓦的請託，而把豪炎寺藏在自己的家中，一直等待著時機要讓他擺脫外星學園的威脅。當豪炎寺借住在他家的期間，土方也幫助他進行足球的訓練，讓他完成了「爆熱風暴」。在接獲豪炎寺的妹妹夕香已經被移往安全的地方後、土方和豪炎寺離開了比賽會場前往森林中，用計讓負責監視跟威脅豪炎寺的三人被警方逮捕，並且成功讓他回歸雷門隊伍。在雷門離開沖繩時替他們送行。
邁向世界的挑戰篇
被選為日本代表，以閃電日本隊隊員的身份向世界前進。原先照顧弟妹的工作被暫時交給了隔壁的阿姨。和吹雪練習新的必殺技、在對火焰神龍隊戰中展露新技「迅雷猛獸」。
在足球帝國隊比賽前，看到羅尼喬思念他的家人的樣子與自己相同、於是與圓堂、鬼道、浩人一起潛入賈爾薛特的住宅時、以他的怪力將窗戶打開(不過也讓他們因此曝光差點被抓)、對於鎖上的門也會強行撞開。然後在足球帝國隊戰時回應了交給鄰居阿姨照顧的弟妹的思念、而對被賈爾薛特的威脅而動搖的羅尼喬加以喝斥，讓他重新復活。比賽後與羅尼喬握手言和，並且約定要讓他教自己和他的弟妹們跳森巴舞。

## FFI世界大賽出賽隊伍

### 日本

#### 日本正選代表「閃電日本」（INAZUMA Japan）
代表日本出賽的正選隊伍。教練為久遠道也，隊長為圓堂守。
在亞洲預賽中被分配為1-A組，並在激鬥中一一突破對手獲得亞洲預賽的優勝、且成為亞洲區域的代表進軍世界。
在FFI大賽中被分配到A組，最終以兩勝一敗一和的成績、以積分7分排名第二進入準決賽。
在最終賽程中依序打敗了「足球帝國」及「小巨人」，最終獲得了世界第一。
閃電日本的必殺戰術
「天空之路（ルート·オブ·スカイ）（ROUTE OF SKY）」
不透過地面而將球送到球門面前。是為了對付「完美區域組合」才想出的戰術。
「雙重颱風（デュアルタイフーン）（Dual Typhoon）」
有鬼道與不動兩名天才指揮才能使用的戰術，以持球的人為中心，而由4名選手組成旋渦狀互相傳球來玩弄對手，並製造空隙而交由持球的人來突破
- 圓堂 守

參考雷門中學。
閃電日本的隊長。位置GK，背號1。
- 風丸 一郎太

參考雷門中學。
閃電日本的第三隊長。位置MF，背號2。
- 壁山 塀吾郎

參考雷門中學。
位置DF，背號3。
- 綱海 條介

參考大海原中學。
位置DF，背號4。
- 栗松 鐵平

參考雷門中學。
位置DF，背號5。「南美王者」賽後因腳傷退隊。
- 木暮 夕彌

參考漫遊寺中學。
位置DF，背號6。
- 不動 明王

參考真·帝國學園。
位置MF，背號8。
- 吹雪 士郎

參考白戀中學。
位置FW/DF，背號9。「烈火飛龍」賽後因腳傷退隊、於「天馬」賽前歸隊。
- 豪炎寺 修也

參考雷門中學。
位置FW，背號10。
- 土方 雷電

參考威脅的侵略者篇·其他登場人物。
位置MF/DF，背號12。
- 綠川 龍治

參考雙子風暴。
位置MF，背號13。「烈火飛龍」賽後因身體因素退隊。
- 鬼道 有人

參考帝國學園。
閃電日本的副隊長。位置MF，背號14。
- 佐久間 次郎

參考帝國學園。
位置MF，背號16。「烈火飛龍」賽後作為替補球員入隊。
- 染岡 龍吾

參考雷門中學。
位置FW/DF，背號17。「烈火飛龍」賽後作為替補球員入隊。
- 基山 浩人

參考創世紀。
閃電日本隊的第四隊長。位置FW/MF，背號18。
- 立向居 勇氣

參考陽花戶中學。
位置GK/MF，背號20。
- 宇都宮 虎丸

聲優：釘宮理惠；錢欣郁；劉惠雲（TVB）、梁倩蘅（ViuTV）
男性。小學六年級生。位置FW/MF，背號11。
留着藍色短髪，臉龐和其他人相比顯得稚氣未脫。很憧憬雷門十一人，73話中對母親說出特別憧憬豪炎寺，並誇下豪口說要贏過豪炎寺。似乎除了守門員外的任何位置都能踢。
也是學校內有名的選手，經常因為由他一個人大量得分不被隊友高興而遭到孤立，從那以後就不再射門而會把球傳給隊友來讓他們射門，在加入日本閃電十一人時也是以「為了幫助前輩」、「不應該太過出風頭」的理由不由自己起腳射門，盤球至敵方球門前時卻往回傳。但是在和沙漠之獅戰中，因為受到豪炎寺的喝斥和圓堂等人的叱咤，而將封印起來的必殺技「猛虎蹴擊」展現出來。另外家裏是在車站前的餐廳「虎之屋」，他也經常代替虛弱的母親一個人在店內幫忙。因此讓他說出不在自己的房間就睡不着的話，所以不住在宿舍而是會回家住。
之後變得相當有自信，還會說出自己還沒開始認真起來的豪語，而被鬼道說他的個性改變了。雖然以前會和隊友保持距離，但在74話和解後，對他們就變得比較調皮及有點自大。有着和國中生相提並論的實力，但還是有坐着閃電噴射機從空中遠眺時，變得相當興奮的小學生的一面。
101話中，從信裏知道母親身體變差後，而無心於練球並且遷怒隊友，但在和飛鷹的抄球比賽中受到激勵，於是拜託來到獅子神島的乃乃美照顧母親並且再次發誓要取得優勝。發表在小學畢業後，絕對要進入雷門中學的宣言並且在最後進入雷門中學就讀以及加入雷門足球部。
必殺技
- 個人技：「猛虎蹴擊」、「短劍弧擊➙真·短劍弧擊」、「RC射球」。
- 合作技：「猛虎風暴」（豪炎寺）、「大地烈火➙大地烈火G2」（豪炎寺＆廣）、「疾電風暴」（圓堂＆豪炎寺）。

- 飛鷹 征矢

聲優：峰暢也；黃天佑；關令翹（TVB）、唐浩民（ViuTV）
男性。二年級生。位置DF/MF，背號7號。
有着紫紅色且頭髮左右兩邊像是翅膀一樣分開的飛機頭髮型、時常拿出梳子梳頭。因為沉默且難以捉摸的個性而散發出獨特的氣氛，遊戲版中則是很有禮貌且講話相當慎重。
以前是有着數百個小弟的老大，被人稱為「無影腳飛鷹」而讓人所害怕。後來遇到響木教練，為了改過自新而開始踢球。另外因為是個初學者所以不太會踢足球，於是背後拚命地接受響木的訓練。當初對於很擔心他和隊友處不來的圓堂抱持着警戒心，不過之後順利和解，而和圓堂一起開始訓練。由於小弟們都希望他回來，而被響木警告他如果打架的話就要讓他離隊。
在與韓國烈火飛龍戰中，受到擋住唐須等人搗亂的鈴目們認同他可以繼續踢球，而決定重新開始，但在比賽中一直出現接球失誤的問題。不過在圓堂的威嚴下而讓他復原狀並且將亞風爐的「混沌衝擊」擋了下來。其必殺技真空魔是一招藉由飛鷹的強大腳力扭曲球周圍的空氣，讓球的周圍呈現真空狀態的必殺技，在日本代表選拔賽時曾以此破壞了影子的「暗黑龍捲風」，之後在與新日本隊的比賽時，亦以此破壞了對方的強力必殺射門「三角射球·改」。(從鈴目的話來看，飛鷹在加入日本閃電十一人隊之前，可能就已經會使用真空魔了，只是使用的地方不同罷了)
在對王國風采隊戰中，為了回應因為心臟病而動手術的響木的答案，而將「真空魔」強化成「真空魔V2」並且擋下了「森巴直擊V3」，而再次發誓要取得優勝。
必殺技
- 個人技：「真空魔➙真空魔V2➙真空魔V3」。

- 木野 秋

參考雷門中學。
球隊經理。
- 音無 春奈

參考雷門中學。
球隊經理。
- 雷門夏未

參考雷門中學。
球隊經理。原小巨人隊經理，與小巨人隊的最終決賽之前回到閃電日本。
- 久遠 冬花/小野 冬花

聲優：戶松遙；錢欣郁；羅杏芝（TVB）、王夢華（ViuTV）
女性。二年級生。閃電日本隊經理。
有著一頭淡紫色長髮，雙眸為深藍色。外貌清秀、講話聲音也很輕柔，是一個如大和撫子般的少女。個性恬靜且待人相當溫柔，對於閃電日本的隊員們有都一直默默的細心觀察，不過偶爾也會展露出直言且毒舌的一面，特別是對目金。大部份時候被隊友們以名字稱呼，圓堂則會以幼時的綽號「冬小花」來叫她，而她則會使用「阿守」來稱呼圓堂。
舊姓氏為「小野」，同時也是圓堂在小學一年級時的青梅竹馬，過去常常一起踢球、玩耍，但因為使用了催眠治療的關係，冬花在初登場時並沒有這段記憶，一直到後期才逐漸恢復。
曾經與自己的生父生母一同生活，並且聽父親小野正隆說過很多關於圓堂大介的事情，也因為他常常讀大介的筆記本給冬花聽的緣故、她能夠閱讀部分的字跡。在車禍意外導致她失去雙親後，幼時的冬花因心理創傷過大而無法振作、甚至連進食等基本生理需能都無法滿足，直到當時她的班導師——久遠道也決定讓她接受催眠療法、改變了過去的記憶後才終於回復正常人的生活，不過也因此喪失了親生父母和圓堂的相關記憶。
初登場於動畫第68話，站立在足球場邊觀看雷門足球隊的練習，雖然被圓堂認了出來，但冬花卻表示不記得圓堂這個人物，會看他們練習只是因為自己喜歡足球，認為是他記錯人了。
後來代替了離隊的夏未成為第三位閃電日本隊的經理。因為圓堂對待自己的態度較為特殊的關係，她也特別在乎對方，但這個關心被莉香誤會成為愛慕，還曾因此要湊合他們兩個。
在與圓堂的相處時間逐漸拉長的過程中，過去被覆蓋的記憶逐漸甦醒、並時常盤據在她的腦中，也因此在萊歐克特島上時常做惡夢，常常因此被道也關心。在動畫第102話時因為記憶完全回復的關係，她的心理創傷再次覆蓋她的意志而昏迷，雖然道也想要再次使用催眠療法來救她，但卻被甦醒後本人阻止，並親自向他表示自己並不想忘記這些年來擔任他父親的道也和閃電日本的夥伴們。後來也在道也、圓堂的陪伴下，逐漸正視過去的陰影，但也因此想起了部分關於大介的情報。
在遊戲版中，受到學校裡的壞孩子欺負、並被圓堂救下，兩人因此結識。後來圓堂背著她到鐵塔廣場上並且做下了要再次帶她回到這裡的約定。
在閃電日本隊獲得世界第一之後，轉入雷門中學就讀，並成為雷門足球社的經理。
遊戲版中也能錄用成選手，位置是DF。
- 目金 欠流

參考雷門中學。
記錄員。
- 久遠 道也

聲優：東地宏樹；李世揚；陳廷軒、劉昭文（動畫123到125集）（TVB）、梁皓翔（ViuTV）
男性。閃電日本的教練。
有着深紫色頭髪、左眼被前髪蓋住。經常是沉默且沒什麼表情，就連日本閃電十一人隊的隊員都覺得他很嚴格。有着比賽不能只靠「熱血」就會贏的自負和現實的個性，和感覺型的響木及瞳子不一樣，會對隊伍下達經過完美計算的戰術。
過去是櫻咲木中學的教練，但在決賽前由於他所引起的事件而讓學校被迫退賽。因此有着「被詛咒的教練」的傳言，實際上是因為櫻咲木中學的隊員是和帝國學園的隊員打架(影山所策畫)，在事實曝光前，為了不讓隊員不能再踢球，於是他扛起教練的責任以自己引起事情為理由，而從足球的舞台上消失了十年，不過對於足球仍然沒有失去熱情，而繼續研究著。
事件後，到冬花所上的小學擔任她班上的導師，這時冬花的雙親也剛好因為車禍過世。他為了讓冬花不要繼續受到驚嚇，因此透過醫生的建議而對她進行催眠使她忘掉這件事並將她收養為自己的孩子。
121話中認為自己的教練角色已經結束，還要把日本閃電十一人隊的教練一職交還給響木，但被他請求作為教練就要守護到最後而繼續擔任。決賽後，讓圓堂等人第一次看到他的笑容並且也在獲得優勝後，成為雷門中學教師。

#### 日本代表候補「新生日本」（Neo Japan）
代表日本的候選隊伍。教練為吉良瞳子，隊長為砂木沼治。
在吉良瞳子負責率領、從全國各地選出球員的隊伍，目標是取代「閃電日本」成為日本代表並前往世界。
- 砂木沼 治

參考極限零度。
新生日本隊隊長。位置MF，背號10。
- 源田 幸次郎

參考帝國學園。
位置GK，背號1。
- 成神 健也

參考帝國學園。
位置DF，背號2。
- 石平 半藏

參考創世紀。
位置DF，背號3。
- 鄉院 猛

參考真·帝國學園。
位置DF，背號4。
- 寺門 大貴

參考帝國學園。
位置DF，背號5。
- 下鶴 改

參考御影專農。
位置MF，背號6。
- 霧隱 才次

參考戰國伊賀島。
位置MF，背號7。
- 幽谷 博之

參考尾刈斗中學。
位置MF，背號8。
- 伊豆野 由宇

參考創世紀。
位置FW，背號9。
- 瀨方 瀧一郎

參考極限零度。
位置FW，背號11。
- 厚石 茂人

參考太陽火焰。
位置MF，背號12。
- 平良 貞

參考世宇子中學。
位置DF，背號13。
- 武方 努

參考木戶川清修。
位置FW，背號14。
- 出右手 豐

參考世宇子中學。
位置FW，背號15。
- 牧谷 寬

參考千羽山中學。
位置DF，背號16。
- 吉良 瞳子

參考雷門中學
教練。

### 亞洲預賽

#### 澳洲代表隊「巨浪」（Big Waves）
代表澳大利亞出賽的隊伍。教練為羅貝爾特．克萊薩，隊長為尼斯．多爾芬。
在亞洲預賽中被分配為1-B組。
和韓國代表「烈火飛龍」同樣被視為優勝候補。隊員們都相當熱愛海洋且個性熱情，被以「海上男兒」稱呼。
巨浪的必殺戰術
「甕中之鱉防守法（ボックスロックディフェンス）（BOX LOCK DEFENSE）」
被譽為只要被四人包圍就絕對無法脫逃的最強防守戰術。
- 尼斯・多爾芬

聲優：佐藤健輔；李世揚；劉奕希
男性。蔚藍巨浪的隊長。位置FW，背號9。
有著褐色的肌膚、金色中長髮和綠色的瞳孔。是個作風相當華麗的海上貴公子。個性溫和有禮、非常關心隊友的狀況。尼斯同時擔任隊中策劃戰略的角色。
- 約翰・貝卡

男性。位置GK，背號1。
深褐色的肌膚、留著灰色短髮，但瀏海較長還會稍微遮著右眼，瞳色為深藍色。被譽為澳洲最強的守門員，也因此擁有「波賽頓」的綽號。在比賽前段擋住了吹雪的「狼牙傳說」和豪炎寺的「爆熱風暴」，但後來被綱海的「海洋颶風」、豪炎寺的「爆熱龍捲射球」突破。
必殺技為「大堡礁」。
- 德比特・瓦特曼

男性。位置DF，背號2。
有著一頭粉紫色刺髮，臉上帶有雀斑。原來是澳式足球選手，不過因為憧憬世界比賽而參加。
- 夏伊・皮區

男性。位置DF，背號3。
身型嬌小，有著茶色的短髮和鮮紅色的眼睛。無法忍受海灘被弄髒，因此每天都會去撿垃圾。上半場中盤和塔尼耶魯交換。
- 凱梅伊・柯拉

男性。位置DF，背號4。
身形肥胖，髮色為赤紅、但頭頂區塊則為綠色。繼承著澳大利亞古代遺留下來的藝術傳統。
- 克拉克・肯

男性。位置DF，背號5。
有著土色的捲髮，眼睛上吊，臉頰上也有著雀斑。希望可以保護那些只存在於澳洲的稀有物種。
- 修利・普林斯頓

聲優：瀧本富士子；陳琴雲
男性。位置MF，背號6。
身形矮小，髮色為青綠色。是個善於挖掘礦物的天才，只要看一下地形就能知道該地蘊含的礦物。
- 馬特・安格爾

聲優：稻田徹；梁興昌；陳廷軒
男性。位置MF，背號7。
身材高瘦，有著深色肌膚和淡金色的雞冠頭，戴著黑框眼鏡。擁有堅毅的個性而可以等待到機會的到來，來加以反擊。為「甕中之鱉防守法」的施令人，也透過此技讓閃電日本陷入苦戰。
- 薩夫・維達斯

男性。位置MF，背號8。
有著水藍色頭髮並戴著黃色的蛙鏡。是世界知名的衝浪好手，因為不想錯過好浪而總是一直看著大海。
- 利夫・漢米爾頓

男性。位置MF，背號10。
外貌美麗，有著綠色的長髮和碧綠的眼眸。擅長抓熱帶魚、為此也常常到珊瑚礁區域潛水。
- 喬・瓊斯

聲優：宮野真守；黃天佑；陳卓智
男性。位置FW，背號11。
是個有著藍色頭髮，眼睛塗黑且臉頰塗上藍色油彩的巨漢。會靜靜的潛到對手旁邊，當有機會時會一口氣加以突襲。用「史前巨鯊」率先得分。
必殺技為「史前巨鯊」。
- 昆西・赫斯特

男性。位置GK，背號12。
外表中性，有著金色的中長髮且戴著黑色鴨舌帽。為了找尋新金礦場而時常到荒野中旅行。動畫未登場。
- 霍利・沙曼茲

聲優：西墻由香；林美秀
男性。位置MF，背號13。
有著淡褐色的長髮、瀏海部分遮住了左眼。喜歡冬天，每年聖誕節都會兼差當聖誕老人，但因為澳洲位處南半球，而讓他很羨慕那些能在冬天過聖誕節的人。前半中盤時從板凳上被派出去。
必殺技為「袋鼠射球」。
- 克拉普・西薩斯

男性。位置MF，背號14。
髮色為淡褐色、留著山羊鬍。擅長在對手間做切入攻擊。為了防住「海洋颶風」而被派上場。在對綱海一對一盯人時嘗試要擋住他，但還是被他突破。
- 塔尼耶魯・巴拉克

聲優：阪口周平；梁興昌
男性。位置DF，背號15。
身材高大，留著深藍色的頭髮並剪成平頭造型，眼睛為黑色。努力要讓家裡養的澳洲牛成為世界第一。上半場中盤和在場上的夏伊交換。
必殺技為「墳石之路」。
- 布魯斯・馬林

男性。位置FW，背號16。
有著亮金色的短髮，額頭上帶著護目鏡。有著像是袋鼠一般的特殊布法、並藉此切入敵營。
- 羅貝爾特・克萊薩

男性。蔚藍巨浪的教練。
有著白皙的皮膚、金色短髮和碧綠的瞳色，長相斯文並帶著眼鏡。比賽中除了透過戰術「甕中之鱉防守法」、也會頻繁的交換選手以增加比賽變數和應付各種情況。

#### 卡塔爾代表隊「沙漠之獅」（Desert Lion）
代表卡塔爾出賽的隊伍。教練為埃莉沙．瑪諾，隊長為比翁．凱伊爾。
在亞洲預賽中被分配為2-B組。
因為母國卡塔爾位處沙漠地帶的關係，隊員們對環境的耐熱度都相當高，且因常在沙漠中訓練的緣故，他們的體力及腳力都相當驚人。
並沒有正式命名他們的戰術。通常會在比賽前半刻意消耗對手的體力，並在後半段全力進攻。
- 比翁・凱伊爾

聲優：加藤木賢志；梁興昌；胡家豪
男性。沙漠之獅的隊長，位置DF，背號3。
有著褐色的皮膚和深綠的長髮且蓋住左眼，瞳孔是綠色且眼睛下有著像是熊的標誌。動畫版和遊戲的個性有所差異，動畫版中講話和行為都有點恐怖，遊戲版中則是會使用敬語並且帶著神秘氣氛的人物。
必殺技為「幻象射球」。
- 納賽爾・穆斯塔法

聲優：梶裕貴；錢欣郁；馮錦堂
男性。位置GK，背號1。
有著褐色肌膚和頭髪，有著粗大的眉毛和鬍子。前半段中盤時被風丸的「香蕉射球」突襲而率先得分，又被廣的「流星劍」跟著得分，之後用「暴風騎士」擋住吹雪的「狼牙傳說」、豪炎寺的「爆熱風暴」。不過遭到虎丸的「猛虎蹴擊」突破。
必殺技為「暴風騎士」。
- 法魯・法魯克

男性。位置DF，背號2。
頭上綁著綠色的頭帶且體型肥胖。擅長將椰棗製作成各種甜點。
- 賈梅爾・賈曼托

男性。位置DF，背號4。
有著像是駱駝的眼睛，留著紅茶色頭髮。體型嬌小而且綁著頭帶。企圖以觀光的力量讓國家可以變成不用依賴石油的國家。
- 穆薩・薩伊拉

男性。位置DF，背號5。
留著濃密的大鬍子，長相嚴厲且身材巨大。思考要如何不用石油而能活化卡達的工業。
- 柯斯夫・穆哈迪

男性。位置MF，背號6。
褐色肌膚而且嘴巴有鬍子，眼睛也很細，頭上戴著頭巾。生於重視傳統的部落。
- 史萊伊・史萊伊曼

男性。位置MF，背號7。
褐色肌膚，擁有黃綠色頭髮並且戴著延伸到嘴角的頭巾，思考著要如何用最便宜的方法讓海水變成自來水。
- 賽多・阿爾曼多

男性。位置MF，背號8。
留著綠色的頭髮，長出從眉毛到下巴的鬍子。很擔心國家要靠石油才能發展的事情。
- 梅薩・賈西姆

男性。位置MF，背號9。
褐色肌膚，平頭且留著綠色頭髮，身材纖戲。是個擅於找天然珍珠的名人。
- 札克・阿普多拉

聲優：峯暢也；李世揚；巫哲棋
男性。位置FW，背號10。
褐色肌膚，頭上戴著藍色頭巾，是沙漠之獅隊中的雙前鋒之一，擅長照顧部落裡的駱駝。隊上的王牌前鋒，過人技巧優異、體力驚人。下半場利用頭垂射門攻卸閃電日本的球門，使得兩隊同分。對閃電日本有著莫大的威脅，才剛開場就表現搶眼，不斷搶球、射門來製造得分的機會，和隊友默契極佳，會配合隊友腳步來傳球。
- 瑪吉地・伊斯瑪艾爾

聲優：日野未歩；林美秀
男性。位置FW，背號11。
褐色肌膚而且頭髮顏色是茶白色各半。擅長空中戰，沙漠之獅隊中的雙前鋒之一，也是位抓大蜥蝪的名人。
- 塔拉爾・哈曼托

男性。位置GK，背號12。
褐色肌膚並且戴著橘色頭巾的巨漢，夢想進入中東第一的新聞台而向世界播報新聞。
- 海珊・阿梅托

男性。位置DF，背號13。
褐色肌膚，用頭帶分出中分的髮型。是個有著卡達之鷹綽號的優秀前鋒。
- 哈爾梵・吉普利爾

男性。位置DF，背號14。
茶色頭髮且留著後梳型髮型，是個有著黑眼圈還張出鬍子的巨漢。想要守護伊斯蘭的美術品。
- 拉賈普・伊斯麥爾

男性。位置MF，背號15。
頭上戴著淡藍色的頭巾，想要寫小說告訴大家卡達的社會問題。
- 阿提爾・希迪克

男性。位置FW，背號16。
褐色肌膚而且嘴唇很厚，戴著墨鏡。希望拍出讓卡達民眾喜歡的電影。
- 埃莉紗・瑪諾

女性。沙漠之獅的教練。
褐色肌膚，留著水灰色的頭髮而像是俄羅斯人般，等待圓堂等人的體力耗盡後開始使用攻擊戰術。

#### 韓國代表隊「烈火飛龍」（Fire Dragon）
代表韓國出賽的隊伍。教練為利進臣，隊長為崔正秀。
在亞洲預賽中被分配為3-A組。
和澳洲代表「巨浪」同樣被視為優勝候補。在金正秀精準的指揮以及各隊員完美的配合之下取得相當優異的戰績，而被視為奪冠的最熱門隊伍。
烈火飛龍的必殺戰術
「完美區域組合（パーフェクトゾーンプレス）（PERFECT ZONE PRESS）」
由任意數量隊員繞圈包圍敵對帶球的球員並形成兩個包圍網，然後因應情況逐步將範圍縮小，最後成功搶球。缺點就是只能針對球在地面的情況下搶球。
- 亞風爐 照美

位置MF，背號9。
參考世宇子中學
- 南雲 晴矢

位置FW，背號10號。
參考外星學園。
- 涼野 風介

位置FW，背號11號。
參考外星學園。
- 崔燦秀

聲優：奈良徹；梁興昌；黃啟昌（TVB）、郭湛深（ViuTV）
男性。烈火飛龍的隊長，位置MF，背號7。
一頭黑色的爆炸髮是他的特徵，喜歡用敬語而且眼睛經常閉著，只有豪炎寺及虎丸一起使出的猛虎風暴進球時才睜開眼睛。有「龍之操控者」之稱，能夠巧妙的控制比賽，和鬼道都是戰術專家。
曾經一度壓制閃電日本隊，但在82集被閃電日本隊的全新戰術「天空之路」破解。
必殺技為「地獄深淵」。
- 趙忠洙

聲優：桜塚やっくん；張錦江
男性。位置GK，背號1。
是個皮膚白皙而且頭上有幾條紅髮造型的巨漢，為了提升韓國的足球而想要參加世界賽。
必殺技為「大爆發推手」。
- 黃陰陽

男性。位置DF，背號2。
擁有黃綠色頭髮，臉則像黑白郎君一樣黑白分明。由於是大財團的少爺而接受精英教育。
必殺技為「著地火焰」。
- 洪斗允

男性。位置DF，背號3。
眼睛細長，嘴唇有點厚而且體型嬌小。因為怕辣，讓他在吃東西的方面很麻煩。
- 曹明浩

男性。位置DF，背號4。
黄綠色頭髮而且有紫色的嘴唇和黑色的肌膚。是個跆拳道高手、運用強勁的腳力來踢球。
必殺技為「著地火焰」。
- 高晟煥

男性。位置DF，背號5。
臉長而且有橘色的鼻子和藍色的頭髮。喜歡足球和棒球，所以為了要成為那個運動的職業選手而困擾著。
必殺技為「著地火焰」。
- 朴白永

男性。位置MF，背號6。
平頭而且有著褐色肌膚，還戴著圍巾。因為討厭讀書，所以以擅於踢球而入學。
- 金恩龍

男性。位置MF，背號8。
有著紫色的左右對稱鬍子和粉紅色肌膚的巨漢。是職業遊戲選手而得到許多大獎。
- 許真安

男性。位置GK，背號12。
戴著抹茶色的毛帽，由於出身南部而怕冷讓他在首爾過得有點辛苦。
- 薛賢大

男性。位置DF，背號13。
長得高而且留著平頭的選手，希望將來能夠拍電影來得到奧斯卡獎。
- 李清尹

男性。位置MF，背號14。
留著藍色平頭，還有綠色的瞳孔。是很尊敬長者的人，大人們總是相當喜愛他。
- 盧成准

男性。位置FW，背號15。
眼睛細長，還有一頭橫分的黑髮。夢想成為世界有名的演員。
- 車鐘元

男性。位置MF，背號16。
眼睛細長，戴著紅綠色眼鏡。夢想是將自己設計的電器賣到全世界。
- 李進成

男性。烈火飛龍隊教練。
眼睛銳利而且留著雞冠頭，由於都將戰術部分交給金正秀負責而沒有任何指示的行動。

### 世界大賽

#### 英國代表隊「女王騎士」（Knights Of Queen）
代表英國出賽的隊伍。教練為亞隆．亞當斯，隊長為艾德卡．帕奇納斯。
在歐洲預賽中遇上法國代表「玫瑰獅鷲」並獲勝。
在FFI世界大賽中被分配到A組，並以一勝三敗、積分3分的成績排名第五。
為歐洲地區中歷史相當悠久的強隊，隊員們崇尚騎士精神以及如紳士般的優雅氣質。隊徽為英國傳統的劍與盾。
女王騎士的必殺戰術
「騎士列陣（アブソリュートナイツ）（Absolute Knights）」
不斷針對敵隊持球者進行抄球的防守戰術。
「無敵之槍（無敵の槍）（Muteki no Yari）」
由四人組成，以艾德卡為中心排列成長槍般的陣型來進行突擊。弱點在於此隊形在最後為了讓艾德卡成功射門、排列在前方及兩翼的球員會在球門前散開並形成防守上的空洞，破解方法就是在艾德卡射門之前成功截球。
- 艾德卡．帕奇納斯

聲優：杉田智和；梁興昌；伍博民（TVB）、楊耀泰（ViuTV）
男性。女王騎士的隊長。位置FW，背號10。
有著一頭水藍色的雙瞳與長髮，瀏海蓋住了右眼，後髮則將部份梳成馬尾、剩下則是披在背後。外貌及平常顯現出來的個性都顯得相當紳士且溫柔，但實際上卻相當自傲的且容易瞧不起他人。為英國頂尖的球員，是各國職業球團都相當看好的人才。必殺技「誓約勝利之劍」屬於距離越遠威力越強的射門招式。
在英國和日本的比賽前一天，以「女王騎士」隊長的身份對「閃電日本」全員寄出邀請函，希望他們出席晚上的派對。派對的目的表面上是為了增進兩隊的友好氛圍，但實際上卻是艾德卡為了與圓堂單挑、並當眾羞辱其的鋪陳。在派對中向冬花搭話，也主動贈送圓堂一套全新的西裝、也給木野準備了新的高跟鞋。派對中透過輕浮的話語偷偷嘲諷表現不得體的圓堂等人引起了他們的不滿，之後主動提出與圓堂的一對一對決，且以「石中神劍」輕鬆擊敗了圓堂的「憤怒之鐵鎚」。
在「女王騎士」和「閃電日本」的比賽中數度與隊友配合實行必殺戰術、且透過「石中神劍」帶給日本隊強力的威脅。但在圓堂學會了新的招式「異空間之手」後敗北。
在A組的比賽完全結束、確定由「吟遊詩人」和「閃電日本」晉級之後，艾德卡和特雷司、麥克、迪蘭、費狄歐等人一同出現在「閃電日本」的訓練場，並決定與他們一起練球，被編列在圓堂所在的紅隊。在練習賽開始沒多久後和眾人目睹了聖和戴斯達的闖入，爾後前去「天國花園」拯救被抓走的莉香。在與「天空使徒」的對賽中表示就算會弄傷自己的腳也要成功保護莉香、似乎非常看重她。賽中使用「誓約勝利之劍」將些恩的「天國命射」直接踢回敵方球門，並拿下了致勝的關鍵分數。賽後回應莉香的關心，向她表示自己的腳沒有受到太大的傷害。以「淑女（Lady）」來稱呼莉香。
必殺技
- 個人技：「誓約勝利之劍」、「騎士王蹴擊」。

- 傑克·邁可恩

聲優：四宮豪
男性。位置GK，背號1。
平頭而且看不到瞳孔的巨漢巨漢。很憧憬間諜的工作，將來想要加入英國秘密情報局。
必殺技為「格拉丁之劍」。
- 強尼·卡斯康

男性。位置DF，背號2。
遊戲版中通稱「強尼G」。皮膚白皙而且留著光頭造型，右側頭部有黑色的刺青。有著喜歡把舌頭吐到左邊的習慣。很喜歡龐克文化，但實際上很膽小。
- 大衛·貝金漢

男性。位置DF，背號3。
戴著英國士兵的高禮帽並且蓋住眼睛。是個只要是王室用品就會收集的王室用品的蒐集狂。在「女王騎士」與「閃電日本」的派對中對春奈追逐木暮的行為感到不屑。
- 蘭斯·羅登

聲優：奈良徹；黃天佑
男性。位置DF，背號4。
打扮成像是西洋騎士一樣。有著很重視道德為一切的個性，常會為了別人而行動。遊戲版中看到圓堂和鬼道後，發出「在日本是不是要一邊帶頭巾或護目鏡及披風才能踢球？」的感嘆。名字取自蘭斯洛特。
必殺技為「巨石牢獄」。
- 艾吉·利帕

男性。位置DF，背號5。
長的高而且留著銀色長髪，嘴角和右眼有塗油彩，是溫布頓網球錦標賽樂團的歌手，在海外有很高的人氣，不過個性卻很沉默。
- 彼得·柯爾

男性。位置MF，背號6。
體型嬌小而且戴著藍色的墨鏡，對於英國娛樂界的訊息相當精通。
- 蓋瑞·林克斯

聲優：梶裕貴
男性。位置MF，背號7。
留著紫色龐克頭並且向前垂下來，他所作的司康餅能搭配任何英式紅茶。
- 保羅·阿魯普頓

聲優：日野未步
男性。位置MF，背號8。
有著米色蘑菇頭的頭髮，想要創立可以在歷史留名的樂團。
- 艾瑞克·帕普魯頓

聲優：西墻由香
男性。位置MF，背號9。
皮膚白皙而且眼睛下垂，绑著頭巾。本來是溫布頓公開賽的網球知名選手，但因為手受傷而改踢足球。
必殺技為「超能月亮」。
- 菲利浦·歐文

男性。位置FW，背號11。
髮色為灰色而且鼻子很高。想要成為廚師，但似乎只能做到能讓人不能說完全不好吃的地步。性格相當重視社交關係，遊戲版中和鬼道還熱烈討論英國足球的事。
- 賈列斯·帕雷德

男性。位置GK，背號12。
一頭金髪而且前髮還綁成三結。出身管家世家。
- 馬丁·史考路

男性。位置DF，背號13。
有著橘色頭髮並且戴著頭巾的巨漢，本人則是親手調教過冠軍馬的訓練師。
- 尼克·伍德蓋特

男性。位置FW，背號14。
一頭茶色頭髪，是哈利波特的粉絲並且認真地想著要在英國開設魔法學校。
- 麥奇·理查斯

男性。位置MF，背號15。
皮膚白皙而且長的高，留著後梳型髮型。對於套裝的知識和技術是國中生第一。
- 彼特·史瑪許

男性。位置MF，背號16。
體型嬌小而且戴著紅色拳擊帽，因為擅於打橄欖球所以老是會不小心用手碰球。
- 亞隆·亞當斯

聲優：奈良徹；黃天佑
男性。女王騎士隊教練。
穿著風格很像英國紳士，戴單眼鏡，手上拿著足球形狀的拐杖。是個完美主義者，稱自己的隊員為「騎士」。

#### 阿根廷代表隊「南美王者」（The Empire）
代表阿根廷出賽的隊伍。教練為丹尼爾．史塔賓，隊長為特雷司・多路耶。
在FFI世界大賽中被分配到A組，並以兩勝兩敗、積分6分的成績排名第三。
是一隊在防守方面特別突出、從地區預賽開始就一直保持零失分晉級的隊伍。特徵是以特雷司為中心的鐵壁防守、以及能夠完全信任後衛群並全力專精於攻擊的強力前鋒。
帝王的必殺戰術
「安帝斯流沙地獄（アンデスのありじごく）（Andes no Arijigoku）」
己方大部份球員會前去繞圈包圍住敵對帶球的球員、藉此改變對方的前進方向並將其誘導至特雷司的正面使其防守技能發揮作用。
- 特雷司・多路耶

聲優：間島淳司；李世揚；葉振聲（TVB）、杜景煜（ViuTV）
男性。帝王的隊長，位置DF，背號2。
有著一頭墨綠色的長捲髮和赤紅的雙眼、身型壯碩且手臂相當寬厚。有著「安帝斯攻不陷要塞」之稱，聞名於無法被突破的強力防守。有著一身怪力、聽說可以一肩扛起人一般大小的巨大木桶。很喜歡吃牛排。對於被自己認定為弱者的人興致缺缺，但相反的當他碰上強者時則會相當尊敬對方，並且能夠友好相處。另外他也有毒舌且直白的一面。
因為過去參與世界賽的經驗，本來就和麥克、迪蘭、費狄歐等人熟識，並且認可他們的實力、相當看重他們，然而對於初出茅廬的「閃電十一人」和圓堂守則是不感興趣，還為了省去和他互動所會耗費的體力與心思，在五人的小型練習賽時都刻意忽略他並從來都不射門。對於圓堂離開前留下的「我玩得很開心」感到相當不解。
在「帝王」和「閃電日本」的比賽中靠著自身頂尖的守備能力和隊友的強力攻擊而獲得優勢，但在「安帝斯流沙地獄」和「銅牆鐵壁」連續被破解後就開始欣賞「閃電日本」的成員。
在A組的比賽完全結束、確定由「吟遊詩人」和「閃電日本」晉級之後，特雷司和艾德卡、馬克、迪蘭、費狄歐等人一同出現在「閃電日本」的訓練場，並決定與他們一起練球，被編列在鬼道所在的白隊。在練習賽開始沒多久後和眾人目睹了聖和戴斯達的闖入，爾後前去「惡魔之門」拯救被捉走的春奈。在比賽中注意到鬼道為了救出春奈陷入焦躁並失去過往的冷靜，因此靠著自身的力量重整氣勢，並和馬克、迪蘭展現各自的頂尖能力，提醒「閃電日本」的隊員們不應該只追求團體合作的強大、也要精進個體的實力，使日本隊的成員獲得新的觀點，並成為隊伍能夠贏下「魔界軍團Z」的最重要功臣。在賽中以銅牆鐵壁阻止戴斯達使出黑暗物質、以身體力量反制沙塔納托斯的墮入地獄，以及以單人牽制著敵方四人的活躍表現也影響到同為後衛的飛鷹和綱海，讓他們意認知到世界級的後衛所該具有的能力。
必殺技
- 個人技：「銅牆鐵壁」。

- 豪爾赫·奧爾特加

男性。位置GK，背號1。
是名有著一張嚴厲的臉孔而且留著後梳型髮型的巨漢。喜歡遊擊戰的方式，由於特雷司強大的防守能力因此沒太多需要他表現的機會。在對閃電日本隊的比賽中雖贏得比賽，但也因無法擋住必殺射門「大地烈火」而首度出現失分。
必殺技為「百萬之手」。
- 胡利奧·阿克斯塔

男性。位置DF，背號3。
是名擁有橘色的爆炸頭而且眉毛和鼻子的位置很靠近的巨漢。喜歡喝瑪黛茶，就連參加世界賽也會攜帶著。
- 歌德·迪亞茲

聲優：四宮豪
男性。位置DF，背號4。
皮膚白皙的巨漢。家裡是釀葡萄酒的農家子弟，
必殺技為「犬牙烈火」。
- 拉蒙·瑪丁內斯

男性。位置DF，背號5。
黑髮且皮膚白皙。興趣是在布宜諾斯艾利斯一邊找尋歐洲風的建築一邊散歩。
- 厄斯特萬·卡洛斯

男性。位置MF，背號6。
綠色瞳孔，有著栗子色的捲髮。擁有在安地斯山脈鍛練出來的好腰力及腳力。
- 賽爾希奧·佩雷斯

男性。位置MF，背號7。
皮膚白皙而且眉毛很粗。由於立志成為阿根廷文學中的文豪而一直在寫小說。
- 羅貝爾托·托雷斯

男性。位置MF，背號8。
眉毛粗，有著三角型髮型的巨漢，一直在找尋傳說的黃金都市。
努力要讓阿根廷製的葡萄酒成為世界第一。
必殺技為「力犬狂奔」。
- 巴古洛·卡斯提奧

男性。位置MF，背號9。
留著藍色捲髮而且戴著髮圈，有一張精悍的臉孔。喜歡繪畫出阿根廷的風景而且讓許多人能看到，被風丸說跑步的姿勢和速度就像一匹狼。
- 萊奧禮·帕迪戈

男性。位置FW，背號10。
金髮綠眼，阿根廷南美王者隊的王牌射手。由於體力好能自在踢球而被稱作「禿鷹」。在與閃電日本隊的比賽中，就靠著他的必殺射門下兩分。
必殺技為「地獄之火」。
- 迪亞哥·歐羅

男性。位置FW，背號11。
細目而且有褐色肌膚，粗眉毛及一頭爆炸頭而且體格嬌小的選手。在聖誕節和新年時似乎會在室內放煙火。
- 萊昂內爾·克魯茲

男性。位置GK，背號12。
褐色肌膚而且身材纖細，還留著藍色的爆炸頭。擅長作香腸、就連假日也在作香腸。
- 馬利奧·薩維歐拉

男性。位置FW，背號13。
留著橘色爆炸頭的巨漢，由於父親是狂熱的足球迷而對他說沒贏的話就不要回來。
- 埃爾南·特維斯

男性。位置DF，背號14。
有著茶紅色的頭髮而且戴著髮圈。講話喜歡拐彎抹角，在當地的廣播台幫忙足球賽的播報。
- 赫爾曼·薩姆埃爾

男性。位置MF，背號15。
留著綠色的爆炸頭，中間還留著一點黃色而有著充滿個性的的小選手。喜歡灑鹽搭配烤牛肉來吃。
- 李卡多·阿圭羅

男性。位置FW，背號16。
褐色肌膚，臉孔嚴厲，有著赤紫色的捲髮。因為在巴塔哥尼亞的強風地帶特訓，所以有著不怕任何風的身材。
- 丹尼爾·史塔賓

男性。帝王的教練。
身材巨大且臉孔深遂，指示特雷司負責截擊而且發動必殺戰術「安帝斯流沙地獄」造成「閃電日本」的苦戰。

#### 美國代表隊「獨角獸」（Unicorn）
代表美國出賽的隊伍。教練為麥可・斯克德，隊長為麥克・古爾格。
在FFI世界大賽中被分配到A組，並以一勝兩敗一和、積分4分的成績排名第四。
每個球員都擁有相當優秀的個體能力，在一之瀨與土門回到美國後更是重現了多年前美國青少年球隊的鼎盛狀況。
獨角獸的必殺戰術
「搖滾雷擊（ローリングサンダー）（ROLLING THUNDER）」
由四個隊員守在後衛附近、同時不斷朝著後衛群射門。四名球員會透過各自精準的射門威力間接控制球反彈後的方向，以達到傳球給另外幾位隊友的效果，並以此連接起四名球員的射門，使被包圍住的後衛群的體力急速消耗。
- 馬克・庫卡

聲優：中村悠一；黃天佑；李凱傑（TVB）、李家傑（ViuTV）
男性。天馬的隊長，位置MF，背號9。
有一頭金黃色的頭髮。是個能撐起球隊的王牌選手，與費狄歐、特雷司是老友關係。在一之瀨因為要接受手術而回到美國後，與南美王者進行一場無怨無悔的比賽。
動畫版107話中，在與閃電日本隊進行紅白練習賽時因為受到天空使徒和魔界軍團Z的襲擊，於是加入對付魔界軍團Z的鬼道隊。位置是MF，於賽中以個人技巧接連突破魔界軍團z的後衛群，雖然過程當中一度與魔界軍團z後衛貝利艾魯發生擦撞，但依然成功將球傳給前線的迪藍。
必殺技
- 合作技：「飛馬進襲」（迪蘭）、「巨狼傳說」（迪蘭＆一之瀬）、「蘇菲展翅」（土門）

- 迪蘭・基斯

聲優：鈴木千尋；林美秀；巫哲棋（TVB）、簡懷甄（ViuTV）
男性。位置FW，背號10。
戴著藍色的墨鏡並且留著後梳型的髮型，與馬克關係相當要好，什麼事情都和馬克在一起。天馬的王牌前鋒，是有著「Mr.GOAL」稱號的球隊得分王。第一人稱為「Me」，講話喜歡混雜著英文，有著容易興奮的個性。
動畫版107話中，在與閃電日本隊進行紅白賽時因為受到天空使徒和魔界軍團Z的襲擊，於是加入對付魔界軍團Z的鬼道隊。位置是FW。在面對魔界軍團Z的守門員阿斯塔洛斯時以假動作騙到他而得分。
必殺技
- 合作技：「飛馬進襲」（馬克）、「巨狼傳說」（馬克＆一之瀬）。

- 一之瀨 一哉

參考雷門中學項。
位置MF，背號7。
- 土門 飛鳥

參考雷門中學項。
位置DF，背號5。
- 比利·拉派德

聲優：峯暢也；梁興昌
男性。位置GK，背號1。
遊戲版中的愛稱是補手。戴著紅色圍巾，打扮成像是神槍手一樣。由於目標是要成為西部片的帥氣神槍手而一直在鏡子前面表演。
必殺技為「閃光上衝拳」。
- 泰德·布萊恩

男性。位置DF，背號2。
褐色肌膚且留著平頭，用圍巾罩著嘴巴且體格嬌小。夢想是要在矽谷中建立IT公司成為億萬富翁。
- 東尼·史托萊達斯

男性。位置DF，背號3。
金髪且留著平頭，左額上塗有星星的油彩的巨漢。喜歡吃牛排，只要一天不吃到一塊就會很失落。
- 戴克·戴那摩

男性。位置DF，背號4。
黑髪且留平頭，褐色肌膚且右額有傷，臉孔凶惡的巨漢。有著空手制伏水牛的傳聞。
- 史蒂夫·伍德麥

男性。位置MF，背號6。
紅髮且留著後梳型髮型，頭上戴著墨鏡。雖然夢想成為美國總統，但好像只是說說而已。
- 尚恩·皮亞斯

聲優：西墻由香
男性。位置MF，背號8。
金髮且戴著眼鏡。皮膚白皙且有著綠眼睛，雖然只是個中學生，但卻是個了解金融商業的天才。
- 米凱爾·賈克斯

聲優：立花慎之介
男性。位置FW，背號11。
褐色肌膚，眼睛就像是熊一樣。雖然是中學生但卻是個出道十年的天才童星。
- 艾力克斯·霍克

男性。位置GK，背號12。
打扮成森巴風的造型，似乎能和大自然對話而可以預測天氣。
- 羅勃·帕克

男性。位置DF，背號13。
黒髪且留著平頭，右臉頬塗有紅色油彩。努力要用足球達成自己的美國夢。
- 鮑伯·波比斯

男性。位置DF，背號14。
體型肥胖，是個能夠一邊拿著洋芋片一邊拿著可樂來看電視的懶人族。
- 桑米·迪普西

男性。位置MF，背號15。
黑皮膚，並且留著暴牙且體格嬌小。將自己的身體當作發條一樣地努力著。
- 艾迪·哈瓦杜

男性。位置FW，背號16。
金髪且向左旁分，皮膚白皙。因為無法在美式足球中出頭而改行踢足球。
- 麥可·斯克德

聲優：加瀬康之
男性。天馬的教練。
似乎知道一之瀨的身體如何。是個戴著紅帽子和墨鏡，留著鬍鬚且體型巨大的男性。在和日本隊的比賽中察覺到一之瀨的狀況後而讓他坐板凳。

#### 義大利代表隊「吟遊詩人」(Orpheus)
FFI大賽A組隊伍之一。由於被影山(Mr.K)領導的K隊取得代表權，於是和他們進行賭上代表權的比賽並且讓受傷的選手先離隊。因此由圓堂、鬼道、佐久間和不動當助拳人來幫他們比賽。在預賽A組中最終成績2勝2和得8分（遊戲版是2勝1敗得6分）以第1名成績進入準決賽。但在準決賽中以0:8的懸殊比數輸給小巨人。
- 吟遊詩人的必殺戰術

十字聯防反擊 (CATENACCIO COUNTER)
原文意指鑰匙，是以影山的父親影山東吾的踢法為基礎發展的一種戰術。使用該戰術時，球要一直保持隊伍的正中心，還要有掌握全場的視野加上強韌的體力。擁有不管什麼樣的攻勢都可以破解，並且也能在一瞬間反擊的優點，是個攻守兼具的反擊戰術。
- 費狄歐・阿德納

声 - 下野紘／香港：張頌欣（TVB）、唐浩民（ViuTV）／台灣：錢欣郁
男性。音樂之神的副隊長，位置FW，背號10。
有著一頭棕色的短髮和深藍色的瞳孔。是歐洲最頂尖的球員之一，有著「白流星」的美名。有著華麗的技巧和過人的速度，且指揮能力也屬於一流，能夠隨時注意場上的變化並且對隊友提出建議。
是圓堂在萊歐克特島上第一個認識的外國選手。某次在路上和圓堂巧遇時因為足球不小心掉到了洛可可和其教練的車子上而和圓堂一起追趕，一路上展現了他出色的反應能力和身體素質，並在之後成功追上洛可可的車。當時因車上的輪胎意外滑落、而圓堂成功將其擋下而對他相當欣賞。後來稱呼他為「阿守」。
在Mr.K替代前教練帕烏羅成為新任的「吟遊詩人」的教練時，努力調和隊友和Mr.K之間的不合。在「吟遊詩人」和「閃電日本」的比賽前收到中田寄給他的錄影帶，並觀看了影山東吾過去的比賽畫面，也因此悟出了「十字聯防反擊」的必要條件。在賽中開始模仿影山東吾的技法和踢球方式，成功將「十字聯防反擊」再現並且串連起了一系列的攻擊。雖然成功完成了「十字聯防反擊」，但卻被Mr.K怒斥、甚至不允許他模仿影山東吾的踢球方式。後來費狄歐點出了K對自己父親既抗拒卻又帶有崇拜的心情，並且要他正視自己的父親和曾經的一切、拒絕了他的要求，此舉也間接幫助影山破除自己的心魔。在被Mr.K問為什麽時，説出自己的父亲也是名感受到自己才能的界限而痛苦着的足球選手。
108話和各國隊長與閃電日本進行練習賽時被聖以及戴斯達闖入，並與艾德卡加入圓堂隊對戰天空使徒，比賽中成功以奧丁神劍在天空使徒守門員艾諾雷魯沒有施展必殺技的情況下得分。
準決賽與「小巨人」的比賽前從中田那裡接下隊長的位置，正式成為「吟遊詩人」的隊長，並且為了完成和圓堂的約定而立下誓言將會打敗「小巨人」，但在賽中卻被洛可可輕易的接下「奧丁神劍」，最後以0:8的懸殊差距輸了比賽。比賽後被圓堂看到他落寞的樣子。120話中想要引導日本隊獲得優勝、於是為了告訴他們「小巨人」的實力之強而和閃電日本隊進行練習賽。
遊戲版中，他在某次練球過後偶然在義大利的街頭遇到露雪，並以爲她是要跳河自盡而衝上前阻止。在了解露雪眼睛的情況後也數度建議她去執行手術。兩人關係情同兄妹、表現非常的親密。在前往萊歐克特島參加FFI世界大賽前和露雪立下約定，如果自己能在世界大賽中獲得優勝，露雪就要接受手術，在互相擁抱後於機場分別。
必殺技
- 個人技：「奧丁神劍➙奧丁神劍·改➙真·奧丁神劍」、「分割之箭」(遊戲版)。

- 中田 英

声 - 土田大／香港：周良鴻（TVB）、張添勝（ViuTV）／台灣：李世揚
男性。吟遊詩人的隊長，位置FW/MF，背號7。
因為隊員太過依賴他，因此離開球隊，而在世界各地旅行著，其間知道影山的事情而對影山作出調查，對費狄歐寄予很高的期望，因此離開前託付給費狄歐暫代義大利隊長之職。另外，似乎對閃電日本隊的圓堂很感興趣，曾經不斷出現在閃電日本隊的比賽場上觀察他們。在日本對義大利隊的下半場正式回歸吟遊詩人參戰。
在遊戲版的第二代是隱藏角色。角色原型為現已退休的日本足球運動員中田英壽（「ヒデ」就是日本人對中田英的暱稱）。
必殺技
- 個人技：「豪勇射球」。

- 基吉·布拉茨

声 - 佐藤健輔／香港：馮錦堂（TVB）、袁德基（ViuTV）／台灣：黃天佑
男性。位置GK，背號1。
有著「義大利最強的守護神」之美名。在和K小隊對決前，由於大樹倒下(影山的陰謀)而受傷進了醫院。相當掛念球隊所以反對找圓堂來幫忙，無法認同Mr.K作自己球隊的教練，但在和和解後而接受這件事。
必殺技為「競技場拱衛→競技場拱衛·改」。
- 班特·卡利亞諾

声 - 矢部雅史／台灣：黃天佑
男性。位置DF，背號2。
藍髪，右眼被前髪蓋住，比別人還更注重打扮。
- 歐托利諾·諾比利

男性。位置DF，背號3。
茶色頭髮且留著後梳型髮型的巨漢，擅長用自己的腕力來作披薩。
- 安東·卡茲索

声 - 四宮豪／台灣：李世揚
男性。位置DF，背號4。
對自己的鏟球非常有自信，茶色頭髪留著平頭且下巴留有鬍子的巨漢。夢想成為警官和邪惡組織戰鬥。
- 馬爾可·瑪賽拉迪

声 - 西墻由香
男性。位置DF，背號5。
有著紅紫色的卷髮和綠眼。擅長作義大利麵。
- 安潔羅·卡普利尼

声 - 折笠富美子／香港：林元春（TVB）、馮詠恩（ViuTV）／台灣：林美秀
男性。位置MF，背號6。
一頭金髮並戴著圓形頭環，且長的像是天使，外表看來像是個體格嬌小的女孩子，真面目其實是個獲獎無數的浮雕藝術之男。
- 喬魯強·賈尼尼

男性。位置MF，背號8。
遊戲版的愛稱是「JOJO」。藍髮且長到右臉，是個出生名族但不甘於那個地位的貴族，被Mr.K設計而受傷進醫院。
- 丹提·迪亞波羅

声 - 加瀬康之／台灣：梁興昌
男性。位置MF，背號9。
有著像是牛角的髮型和粉紅色肌膚，是個左頬塗有油彩的巨漢。為成為自行車比賽的國手而在特訓中，慣用左腳鏟球的習慣而被費狄歐指正。
- 拉斐葉·傑涅拉尼

声 - 立花慎之介／香港：曹啟謙（TVB）、陳漢祺（ViuTV）／台灣：黃天佑
男性。位置FW，背號11。
茶髪且戴著耳機，眼神銳利。雖然是中學生但卻已經是紅牌模特兒]]，被Mr.K設計而受傷進醫院。
必殺技為「冰凍射球」、「超級反射」(遊戲版)。
- 達尼艾列·桑古迪斯

男性。位置GK，背號12。
茶髪且留著三七頭髮型，還有著大鼻子的巨漢。個性開朗而受到大家歡迎，在和K隊對決前，由於搭乘的小船與另外一艘相撞所以也被送進醫院。
- 安利戈·歐利比耶

男性。位置MF，背號13。
皮膚白皙且戴著耳機。夢想成為一流的服裝設計師，在和K隊對決前，由於搭乘的小船與另外一艘相撞所以也被送進醫院。
- 阿雷桑托羅·羅薩

男性。位置MF，背號14。
金髪，擅長製作義大利皮鞋。在和K隊對決前，由於搭乘的小船與另外一艘相撞所以也被送進醫院。
- 裘賽貝·坎納帕羅

男性。位置DF，背號15。
藍髮且留著單分的髮型並戴著眼鏡。對龐貝城遺跡很有興趣，一直想要有天加入考古隊。在和K隊對決前，由於搭乘的小船與另外一艘相撞所以也被送進醫院。
- 詹魯卡·薩那爾迪

声 - 梶裕貴／香港：何璐怡（TVB）／台灣：黃天佑
男性。位置MF，背號16。
褐髪藍眼。為了成為一流的貢多拉操舵手而在威尼斯特訓中。被Mr.K設計而受傷進醫院，後來無法認同Mr.K作為自己球隊的教練，但在和費狄歐和解後而接受這件事。
- 帕烏羅

男性。吟遊詩人的前教練。路卡的父親。
全名不明。因影山的介入而被奪去教練的資格後行蹤不明，一直到影山去世後才重新擔任。遊戲版中被影山加以賄賂仍不肯服從他而被他奪去教練的位置並且強制送回到義大利。在『王牙篇』中，則是被兒子路卡評論影山比其父更有作為教練的資格。
- Mr.K／影山零治

參考帝國學園項。
男性。以化名Mr.K被義大利足協任命為吟遊詩人隊的教練。本來意圖解散吟遊詩人隊改以自己成立的隊伍「K小隊」取而代之好能擊潰閃電日本隊但以失敗收場。

#### 義大利代表候補隊「K小隊」（Team K）
由Mr.K所率領的隊伍，目標是取代「吟遊詩人」成為義大利的代表隊，全體球員都被影山和賈爾薜特以「RH程式」進行改造。除了戴蒙尼歐以外的隊員姓名都由顏色（名）、寶石（姓）組成。
- 戴蒙尼歐·史特拉達

声 - 鈴木千尋／香港：巫哲棋(TVB)、袁德基(ViuTV)／台灣：郭馨雅
男性。K隊的隊長，位置MF，背號10。
有著一頭棕色的頭髮並將其梳成雷鬼辮，帶著紅色的護目鏡。聽從了影山的指示而將自己的外貌打扮成極度類似鬼道的模樣。原本的樣子並沒有把雷鬼辮綁成馬尾，且護目鏡下的眼睛十分漂亮。據影山的說法，戴蒙尼歐的技巧比鬼道更加精深，且其必殺技「皇帝企鵝X」為佐久間曾經使用的禁斷的絕招「皇帝企鵝1號」的改良版，擁有更強大的威力且使用者不會受到傷害。
在遇上影山之前就和其他「K小隊」的隊友們一起在義大利街頭練球並且有一定的實力，雖然夢想著成為「吟遊詩人」的一員，卻因為沒有名氣和背景而遲遲未被挖掘，無法成為義大必代表的的其中一員。在學習了影山教導的技巧和「RH程式」的改造後獲得了更加優秀的能力，且深信自己已經變得完美，能夠和曾經的偶像——費狄歐一較高下。
在「K小隊」和「吟遊詩人」的比賽中一度獲得優勢。但在後面「皇帝企鵝X」被擋下、以及見識到了「皇帝企鵝3號」的威力，並且因身體開始與「RH程式」產生排斥反應而視力大受影響，種種原因使得戴蒙尼歐開始感到絕望並對這些障蔽感到無力時，藉由隊友的鼓勵回想起曾經在義大利街頭的日子，最後主動退去模仿鬼道的裝扮、正式以真正的自我面對「吟遊詩人」和鬼道。賽後主動去找鬼道道歉，並因為他讓自己體悟到這世上沒有真正的完美的事情向他致謝，之後接受了鬼道要再次見面並彼此付出全力的對戰的約定，兩人握手和好。
名字和姓氏分別為義大利文的「魔鬼」、「街道」的意思，也對應了鬼道有人的姓氏。
必殺技
- 個人技：「真・幻影盤球」、「皇帝企鵝X」。

- 印地哥·萊斯利

声 - 稻田徹／台灣：李世揚
男性。位置GK，背號1。
名字代表的顏色為靛青、姓氏則代表天青石。是個留著像是雙馬尾髮型的辮子頭巨漢。雖然看來是個正義感十足的人物，似乎為了生活而加入K隊。
- 羅傑歐·迪阿曼提

男性。位置DF，背號2。
名字代表的顏色為粉紅、姓氏則代表鑽石。體型嬌小而且有著粉紅色的後梳型髮型。似乎出身貧困，所以渴望也相當深。
- 阿茲貝爾·托爾克塞

男性。位置DF，背號3。
姓氏代表綠松石。頭上圍著黃色的頭巾，還留著雀斑的巨漢。為了拿波里的垃圾問題而困擾。
- 涅羅·阿卡達

男性。位置DF，背號4。
名字代表的顏色為黑、姓氏則代表瑪瑙。眼睛銳利，嘴巴緊閉且體型嬌小。憧憬都市的生活。
- 阿茲羅·薩菲雷

声 - 西墻由香
男性。位置DF，背號5。
名字代表的顏色為淺藍。眼睛細小，體型嬌小而且留著紫色頭髮。致力阻止威尼斯沉入水中的活動。
- 貝魯帝歐·茲梅拉魯特

声 - 梶裕貴
男性。位置DF，背號6。
名字代表的顏色為綠、姓氏則代表翡翠。一頭綠色頭髮而且在頭頂上打成結，只留一束頭髮在臉前。絕不容許義大利的遺蹟遭人破壞。
- 羅素·古拉那托

男性。位置MF，背號7。
名字代表的顏色為深紅、姓氏則代表石榴。一束白色頭髮垂在臉前。雖然自己也是義大利的貴族但卻討厭驕傲而不做事的貴族。
- 賈羅·托帕茲歐

男性。位置MF，背號8。
名字代表的顏色為黃、姓氏則代表黃玉。有著一頭金色的捲髮，似乎目標是要成為義大利時尚界的領導者。
- 畢歐雷特·阿梅提斯達

声 - 矢部雅史／台灣：梁興昌
男性。位置FW，背號9。
名字代表的顏色為紫羅蘭色、姓氏則代表紫水晶。戴著頭帶並且留著銀色的直髮。由於個性強勢而被週圍的人討厭，於是說服戴蒙尼歐找回自己的足球方式。
- 比安可·佩魯拉

声 - 佐藤健輔／台灣：李世揚
男性。位置FW，背號11。
名字代表的顏色為白、姓氏則代表珍珠。有一頭偏向左邊的龐克頭，雖然沒喝過酒，但卻想要成為調酒師。
- 古利瓊·傑索

男性。位置GK，背號12。
名字代表的顏色為灰、姓氏則代表石膏。有著一頭深綠色的後梳型髮型，還有一張大嘴唇和大鼻子的巨漢。雖然想要一場浪漫的約會但卻找不到適合的對象。
- 帕魯托·貝利羅

男性。位置DF，背號13。
姓氏代表綠柱石。有一頭偏向右邊的綠色頭髮，眼睛也很細長。原本想要成為歌手，但因為喉嚨痛而轉踢足球。
- 瑪羅涅·迪諾尼托

男性。位置MF，背號14。
名字代表的顏色為棕、姓氏則代表鈦礦。眼睛銳利而且有褐色肌膚，有一頭白色的摩菇頭髮型而且體型嬌小。因為常作出奇怪的披薩而有不好的評價。
- 阿瑪蘭特·魯比諾

男性。位置MF，背號15。
姓氏代表紅寶石。身材孅細，有一頭紅色的頭髮。想要成為職業足球選手而被人認為不可能，所以努力要給輕視他的人看看他的實力。
- 拉迪蒙·歐帕雷

男性。位置FW，背號16。
姓氏代表蛋白石。長髪而且皮膚白皙的選手。努力要成為義大利的首席模特兒。

#### 巴西代表隊「足球帝國」（The Kingdom）
FFI大賽B組隊伍之一。擁有傳球成功率93%和護球保持率72%的可怕成績而在預賽Ｂ組裡以全勝晉級。但卻因為賈爾薛特的陰謀而使得全隊和他們的家人都因此受到傷害。 
- 足球帝國的必殺戰術

亞馬遜河浪（アマゾンリバーウェーブ）(AMAZON RIVER WAVE)
宛如亞馬遜河的洪流般，將場中的七名球員一起衝向敵陣，來擋住對手攻擊並從本陣到相手陣内進行波狀攻擊的超強攻擊型戰術。久遠形容該戰術有著比現今的戰術中更強的威力。以雷歐那多為中心所發動，並由朗尼祖傳球來進行流動，而當朗尼祖加入戰術中還可以增加威力，其波浪攻擊可以從一開始浸在下半身的程度到可以讓全身都被沉沒的程度。另外在和閃電日本隊比賽前戰術都未被別人攻破。
馬古・羅尼喬(マック·ロニージョ)
声 - 阪口周平／香港：伍博民（TVB）、郭湛深（ViuTV）／台灣：李世揚
男性。位置FＷ，背號10。足球帝國的隊長，綽號「King of Fantasista（神奇球王）」。瘦長且有著褐色肌膚，辮子頭及厚嘴唇。通稱為「羅尼喬」。擁有體力好、球技佳和冷靜的判斷力，可說是這次大会中完成度最高的球員。在預賽中不停展現帽子戲法而在大會得分王榜上高居榜首。稱圓堂他們是「Boy」。
把隊友看成是家人般重視，為了不讓賈爾薛特傷害自己的隊友和他們的家人，於是捨棄尊嚴而拜託圓堂打假球。結果反被圓堂等人同情與關心他，然後從拉卡魯特口得知所有真相。被賈爾薛特知道一切後，於是被當作能強化身體能力的藥物「RH程式」的實驗品。
在和閃電日本隊的比賽中因「RH程式」能透過賈爾薛特所設置的裁判的哨子的聲音來發動並且將身體能力推向極限，而可以進行不論敵我的強硬突破及鏟球，但會造成體力激烈消耗，而讓身體渾身是傷。但在鬼瓦揭開整個真相後而從程式中解脫。為了表現出不屈服於賈爾薛特而不照他的指示來施展必殺技，還說出被他當作人質的事情，但在賈爾薛特被捕時受他恐嚇而動搖。結果在後半段一直保留實力，但在聽到土方及拉卡魯特的弟弟的話後、決定貫徹他們的足球方式而認真和圓堂比賽並且即使讓自己的必殺技進化也依然不幸輸球。於是向圓堂等人表示感謝並且說出「能在準決賽中碰到你們當對手真是太好了」，並且答應土方約好教他和他的弟妹們跳森巴舞。
必殺技
- 個人技：「森巴直擊➙森巴直擊V2➙森巴直擊V3」。

法魯卡歐·塔烏希帕(ファルカオ·ダウシバ)
聲 - 港：梁皓翔（ViuTV）
位置GK。背号1號。留著黑色的辮子頭並且綁著髮圈。以在亞馬遜內不鍛鍊出來的本能反應來搶球。
在和閃電日本隊的比賽中，為了回應球隊的想法而讓必殺技快速進化，但卻被基山廣及吹雪搶下決勝分而輸球。
必殺技為「戰舞夾擊→戰舞夾擊V2→戰舞夾擊V3」。
拉卡魯特·卡洛斯(ラガルート·カルロス)
声 - 古島清孝／香港：張方正（TVB）、鄧晟均（ViuTV）／台灣：梁興昌
位置DF。背號2號。厚嘴唇、留著白色的辮子頭且蓋住左眼。以森巴的節奏感來漂亮地搶下對手的球。
在動畫版112話中由於他踢球的失誤，而被賈爾薛特的手下將他和弟弟（声：高垣彩陽）一起責備並且被圓堂等人看到而上前關心，只好告訴圓堂等人足球帝國隊內部的真相（遊戲版是他的弟弟被賈爾薛特的手下放狗攻擊而被圓堂等人所救，為了感謝他而來到日本街向他說明真相）。在和閃電日本隊的比賽中很快察覺到羅尼喬的狀況，而在自己被他鏟球時，更加確定羅尼喬被施入「RH程式」而向他詢問，讓說出真相的羅尼喬祖受到大家的支持。
必殺技為「迴轉滑動」。
凱度(ガト)
声 - 矢部雅史／香港：黃玉娟／台灣：錢欣郁
位置FW。背號11號。留著黃土色的爆炸頭且戴著頭巾。他所作的鈴鼓因為音色很棒而在嘉年華中相當受歡迎。
動畫版中在和閃電日本隊比賽時，對於羅尼喬的不顧一切的踢法相當憤怒，在他鏟拉卡魯特的球時氣到搥他的胸部。但是從拉卡魯特口中聽到羅尼喬是被強制施入「RH程式」後而和他和解並且和拉卡魯特一起抑制了羅尼喬的失控。
必殺技為「超級牛尾巴」。
雷歐那多·阿魯梅達(レオナルド·アルメイダ)
声 - 立花慎之介／台灣：黃天佑
位置MF/FW。背號9號。有栗毛色蓬鬆髮型。從爺爺開始就是巴西隊的國手，因此球技相當強。在球隊的氣氛回來後，以像是跳舞的踢球方式來玩弄吹雪。
動畫版中擔任球隊的司令塔，透過吹口哨來指示球隊的陣式。另外必殺戰術「亞馬遜潮洪」的發動者也是他。
帕古雷·安東尼奧(バーグレ·アントニオ)
位置DF。背號3號。留著爆炸頭且臉頰上塗有油彩，讓一種叫作「布拉吉魯波克」的絕種樹木重新復活。
莫斯托雷(モンストロ)
位置DF。背號4號。長相兇惡，留著從黃土色頭髮上垂下金色頭髮的不可思議髪型。只要喝了咖啡就能增加三倍威力。
佛魯米卡·古雷梅斯(フォルミガ·クレメンス)
位置DF。背號5號。留著綠色的龐克頭且左邊也有一些金髮，想要做出不需要燒毀森林與雨林的農業。
普雷薩(プレザ)
位置MF。背號6號。光頭且留有鬢角，眉毛也修整得很整齊。幫忙以甘蔗作為生質燃料的研究。
波爾波雷塔·帕魯波沙(ボルボレタ·バルボッサ)
位置MF。背號7號。留著綠青色頭髮且長著鬍鬚，想要環遊世界取得巴西以外的足球踢法。
柯爾賈·賽雷索(コルジァ·セレーゾ)
位置MF。背號8號。藍髮且留著辮子頭，透過運送甘蔗的訓練讓他的腳力和腰力都不輸人。
賈帕利·利佩羅(ジャバリー·リベイロ)
位置GK。背號12號。留著有青、黃、綠三色的龐克頭，一直想著要在嘉年華表現出會讓人大吃一驚的打扮。
烏魯索·諾克伊拉(ウルソ·ノゲイラ)
位置DF。背號13號。平頭且有著長方型的臉，有著和南美球風不同的冷靜的團隊踢法。
卡帕羅·歐利皮耶拉(カバーロ·オリビエラ)
位置DF。背號14號。細眼且留著赤茶色頭髪，夢想著要以巴西為始來發展世界性的生物機械工業。
迪古雷·梅提斯(ティグレ·メンデス)
位置MF。背號15號。留著黑色的平頭，在熱情的加油下會讓他的力量上升。
古利羅·桑德斯(グリロ·サントス)
位置FW。背號16號。額頭寬且帶著紅橘雙色的帽子，由於家裡開餐廳而幫全隊作菜。
列翁·薩姆斯(レオン·サムス)
足球帝國隊的真正的教練，因為長期被賈爾薛特奪去教練之位且加以監禁，但被影山生前透露情報給鬼瓦而順利獲救並且和警察一起在閃電日本與足球帝國隊決賽場地出現在賈爾薛特面前公開賈爾薛特的所有罪行。

#### 西班牙代表隊「紅鬥牛勇士」（Red Matador）
初登場於動畫第68話，在美國「獨角獸」進行友誼賽並戰敗。
動畫85話再登場並被分配到B組，動畫102話為了避免在準決賽上被淘汰與「閃電日本」進行練習賽打成平手，儘管贏過「玫瑰獅鷲」與「小巨人隊」，可惜敗給「布羅肯現象」和「王國風采」，以6分排在分組的第三名。
克拉爾多·納帕爾（ケラルド·ナバル）
位置DF。背號5號。紅色鬥牛士的隊長。從小就為了成為鬥牛士而努力特訓，動畫中為了提升彼此的實力而請求和閃電日本隊比賽。練習終了後和圓堂握手。
必殺技為「鬥牛假身」
「彈力射球」（薩姆艾魯＆塔比）。
薩姆艾爾·瑪由(サムエル·マヨ)
位置FW。背號10號。眉毛和頭髮接繫在一起，是個有著在奔牛節時會朝著牛對決的傳說的人。
必殺技為「彈力射球」(克拉魯托＆塔比)。
塔比·佩羅基
位置FW。背號11號。灰髪細眼，由於自豪西班牙的足球，所以面對外國人會產生對抗意識。
必殺技為「彈力射球」（克拉魯托＆薩姆艾魯）。
費爾明·桑切斯（フェルミン·サンチェス）
位置GK。背號1號。有著像是牛角的髮型且戴著口罩，就像公牛一樣會為了搶球而直線前進。
何塞·柯斯塔（ホセ·コスタ）
位置是DF。背號2號。暴牙且留著後梳型髮型，在登山自行車運動中實力可說是不輸給任何人。
拉婓爾·羅佩茲（ラファエル·ロペス）
位置DF。背號3號。長髪且皮膚白皙。弗拉明戈舞的高手，想和他一起跳舞的女孩子可說是相當多。
安東尼奧·卡利烏斯（アントニオ·ガリウス)
位置DF。背號4號。有著茶色和黑色交雜的頭髪，為了畫出不輸畢卡索的抽像畫而不斷畫著草稿。
胡安·納達爾（ホアン·ナダル)
位置MF。背號6號。留著一頭爆炸頭，即使到了國外如果一天不吃五餐就會無法發揮實力。
伊格爾·弗雷伊雷（イゴル·フレイレ)
位置MF。背號7號。臉大且留著茶髪。喜歡吃西班牙大鍋飯，如果不是西班牙的米作的話就不會接受。
米凱爾·佩雷羅（ミケル·ペレイロ)
位置MF。背號8號。有著像是剛睡醒般的雜亂髮型，在自己的家裡用帆船模型作出無敵艦隊。
佩德羅·莫雷諾（ペドロ·モレノ)
位置MF。背號9號。總是露出微笑且頭髮幾乎把臉給蓋住，喜歡在家養豬然後作成火腿來吃。
芬·史佩魯迪亞(ファン·スベルディア)
位置GK。背號12號。黑髪且蓋住一個眼睛。是擅長彈弗拉明戈吉他的天才，擅長用華麗的技巧彈奏。
伊薩克·賽萨爾(イサーク·セサル)
位置FW。背號13號。綠髮且戴著紫色髮網，當看到對手裡有美女時會跑去搭訕。
拉烏提利諾·薩斯特雷 (ラウデリーノ·サストレ)
位置是DF（控え）。背號14號。臉長且有著黃土色的頭髪，擅長像唐吉訶德般不顧一切的踢法。
卡洛斯·阿羅约(カルロス·アロヨ)
位置MF（控え）。背號15號。赤茶色頭髮且中分，夢想蓋出一座不輸給聖家堂的巨大建築物。
費德里科·魯比艾拉(フェデリコ·ルビエラ)
位置FW。背號16號。茶髪。雖然想加入水上芭蕾，但因為是男子關係而放棄。

#### 法國代表隊「玫瑰獅鷲」(Rose Griffon)
初登場於動畫第68話，在歐洲預賽中對上「吟遊詩人」並戰敗。
動畫85話再登場並被分配到B組，在分組對賽中戰勝「布羅肯現象」，、但輸給了「紅鬥牛勇士」、「小巨人」和「王國風采」，以3分的成績排在分組第五名。
皮耶爾·高達(ピエール·ゴダン）
男性。位置DF，背號2。玫瑰獅鷲的隊長。有著像是鞭子般的綠色長髪，前髪蓋住右眼。無論什麼比賽都能使出美麗無比的踢法。
蘭吉·帕亞拉(ラッジ·パアラ）
男性。位置GK，背號1。綠髪且蓋住左眼。在蒙馬特裡一直畫畫，夢想著有天被稱為足球畫的先鋒。
米凱爾·阿隆(ミゲル·アーロン）
男性。位置DF，背號3。臉呈五角形，戽斗且眼睛小並且留著平頭。雖然看來嚴厲但擅於纖細的法國料理。
法蘭茲·普裘魯(フランツ·プジョル）
男性。位置DF，背號4。臉呈方形、嘴巴緊閉且體型巨大，想要作出比巴黎的凱旋門和艾菲爾鐵塔還有名的建築。
克平·皮諾(ケビン·ピノ）
男性。位置DF，背號5。平頭且黑皮膚，有張嚴厲的臉且長得相當高。試著要將拿破崙的戰術用在足球上。
羅蘭·貝雷克(ローラン·ペレク）
男性。位置MF，背號6。長髮且留到肩上。喜歡在假日的戶外喝咖啡來殺時間。
羅尼·瓦伊斯(ロニー·ワイス）
男性。位置MF，背號7。一頭蓬鬆的短髮，看起來像是女孩子。讓他在法國的少年模特兒中受到各方展場的爭相邀請。
史蒂芬·艾諾(ステファン·エノ)
男性。位置MF，背號8。黑髪且蓋住左眼，總是一臉憂慮。是對香頌相當有天份，讓他的CD因此全部大賣。
朱利安·魯索(ジュリアン·ルソー)
男性。位置MF，背號9。金色長髮的美少年，會咬著玫瑰來比賽。
傑洛姆·艾洛瓦(ジェローム·エロワ)
男性。位置FW，背號10。平頭且眼神銳利，看起來像是和尚。不過嗅覺很敏銳，能混合出最好的香水。
亞蘭·法利翁(アラン·ファリオ)
男性。位置FW，背號11。戴著藍色頭套且為金髮。為自行車技師的兒子，夢想成為越野賽車選手。
必殺技為「艾菲爾驅動」。
艾密魯·拉扎諾(エミール·ラザノ)
男性。位置GK，背號12。白髮且戴著藍色髮網。喜歡看法國電影。
安多雷·帕索(アンドレ·パンゾ)
男性。位置DF，背號13。體形嬌小，白髮黑膚。努力學著法國哲學。
尚·朱丹(ジャン·ジュタン)
男性。位置DF，背號14。留著紫色短髮。自稱為天才的流行設計師。
克羅托·莫羅(クロード·モロー)
男性。位置MF，背號15。圓臉且體型嬌小。擅長做法式長棍麵包。
米歇爾·莫蘭(ミシェル·モラン)
男性。位置FW，背號16。卷髮圓臉且體形巨大。擅長種植釀酒用的葡萄。

#### 德國代表隊「布羅肯現象」（Brockenborg）
初登場於動畫第68話，在歐洲預賽中對上「女王騎士」並戰敗。
在動畫85話再度登場，並被分配到B組。在分組對賽中戰勝「紅鬥牛勇士」、和「小巨人」平手、但輸給了「王國風采」和「玫瑰獅鷲」，以4分的成績排在分組第四名。
名字的由來為德國北部最高峰——布羅肯峰。
約拿斯·波拉克 (ヨナス·ポラック)
男性。布羅肯現象的隊長，位置MF，背號9。夢想用自己做的火箭戴人飛到火星。
必殺技為「槍彈射門」。
托魯史提·貝魯卡(トルステン·ベルガー)
男性。位置GK，背號1。戴著像是潛水鏡的東西，由於老家是在釀造啤酒，所以對自己目前無法喝自己做的酒感到遺撼。
艾雷庫森達·哈森(アレクサンダー·ハウゼン)
男性。位置DF，背號2。無論什麼情況都會下達的合理的判斷。
海林希·弗利茲(ハイリンヒ·フリッツ)
男性。位置DF，背號3。鼻子大且留著鬍尺。喜歡研究刀，所以常有人把他錯當成危險的人。
克魯托·薩貝魯(クルト·ザベル)
男性。位置DF，背號4。體型巨大，留著鬍子看起來相當兇惡。似乎每天不吃馬鈴薯就無法發揮實力。
路卡·修密特(ルーカ·シュミット)
男性。位置DF，背號5。喜歡戰車而逛遍了全歐洲的戰車博物館。
迪奧托魯·烏魯利希(テオドール·ウルリッヒ)
男性。位置MF，背號6。遊戲版的稱號是迪奧。茶色頭髪，有著德國人般的鋼鐵意志和紳士風度。
楊·歐魯迪諾(ヤン·オルデノ)
男性。位置MF，背號7。七三分髮型且戴著眼鏡。認為德國貨是世界第一，所以會要周圍的人都去買德國貨。
尼可拉斯·卡斯達(ニクラス·カスター)
男性。位置MF，背號8。銀髪且戴著眼鏡。會用速度來突破對手防線而被稱為「閃電戰的尼可拉斯」。
馬基希米利安·米拉茲(マキシミリアン·ミラツ)
男性。位置FW，背號10。遊戲版的稱號是馬基希姆。雖然認為德國酒是世界第一，但是自己卻因為未成年不能喝。
貝達·尼姆克(ペーター·ニムケ)
男性。位置FW，背號11。銀髪且右眼有傷。喜歡德國詩，總是拿著海因里希·海涅的詩集。
艾魯平·佛魯茲(エルビン·フォルツ)
男性。位置FW，背號12。有一頭留長到肩的金髪。對大氣層相當關心，經常用心在環保行動上。
克拉魯托·安達斯(ゲラルト·エンダース)
男性。位置GK，背號13。臉上塗有藍色油彩，喜歡德國車。
馬努艾魯·愛貝魯斯(マヌエル·エーヴェルス)
男性。位置DF，背號14。一頭橘髮且體型巨大，擅長作德國香腸。
艾魯索斯特·弗洛提諾(エルンスト·フロデノ)
男性。位置MF，背號15。金髮且留著龐克頭，出身布萊梅。
伊安斯·霍夫曼(イエンス·ホフマン)
男性。位置FW，背號16。藍髮且眼神銳利，夢想成為作曲家而上音樂學校。

#### 科特亞魯代表隊「小巨人」（Little Gigant）
FFI大賽B組隊伍之一。科特亞魯（コトアール）為故事原創國家，區域背景以馬達加斯加與剛果做為基底。是個資料少且實力是未知數的球隊，所有球員身上都有負重，由圓堂大介率領擁有像是初期的雷門十一人和閃電大蓬車相似特徴的選手們，预赛以2胜1败1和第2名晋级！
- 小巨人的戰術(必殺戰術)

環形遁戰法（サークルプレードライブ）

洛可可・烏露帕（ロココ･ウルパ）
声 - 甲斐田幸／香港：黃玉娟（TVB）、石梓晴（ViuTV）／台灣：林美秀
男性。小巨人的隊長。位置GK/FW，背號1（GK）/18（FW）。
長的像圓堂。褐色皮膚且有著孔雀綠色的頭髪。知道圓堂的事情，稱呼圓堂大介為「師父」(動畫版第117集起則是直稱大介)而有著無限的可能性。和圓堂一樣有著熱血且不服輸的性格，而以壓倒性（8:0）的勝利戰勝義大利代表「音樂之神」並且進入決賽中。從前還不是隊中的王牌時，聽從大介的話而一心不亂地持續練習著，終於成長為大介所說的世界最強的球員。
由於和FFI球評李賓·瑪徒克的過去一樣都是受人欺負的小孩而因此成為他的粉絲，夏未回到日本隊後，向出現在日本街的圓堂借用他平常練習的輪胎並且在練習處和圓堂見面，雙方也因此互相熟識起來。然後因為一次意外比圓堂更快使出上帝之手，讓圓堂看見他驚人的實力。
遊戲板三代中，只要滿足條件就能使用小時候的他。
必殺技
- 個人技：「上帝之手」、「上帝之手X」、「靈魂之手➙靈魂之手G2」、「X爆射球➙X爆射球V2➙X爆射球V3」

威帝·法斯特(ウィンディ·ファスタ)
声 - 戶松遙
位置DF。背號2號。小巨人的副隊長，長的像風丸，但多了一個頭巾，也少了風丸的馬尾，唯一與風丸的共通點就是遮住了半邊臉的頭髮。洛可可的青梅竹馬，有著像風一樣的速度。
渥魯達·冒頓(ウォルター·マウンテン)
聲優：加瀬康之
位置DF。背號3號。長的像壁山，防守實力就像是一座大牆般，但卻是個膽小鬼和愛吃鬼。
必殺技為「大地碎裂」(動畫未出現日文名稱)
吉尼·克伊諾(ジニー·ゲイノ)
声 - 四宮豪
位置DF。背號4號。長的像影野，為了讓自己顯眼而戴著墨鏡，但卻被大家所害怕著。
馬龍·伊安(マロン·イアン)
声 - 宮原永海
位置DF。背號5號。長的像栗松，體型小但卻很有勇氣。和栗松一樣，語頭會加上「是說」。
辛提·漢帕(シンティ·ハンパ)
聲優：西墻由香
位置MF。背號6號。長的像半田，為了表現個性而去燙髮，但似乎沒有完整展現出來。
悠姆·林吉(ユーム·リンジー)
声  折笠富美子
位置MF。背號7號。長的像少林，使用以空手道方式所鍛練出來的足技來搶球。
必殺技為「雙子射球→雙子射球V2」(高樹)
基特·萊伊安托(キート·ライアンド)
声 - 下野紘／港：簡懷甄（ViuTV）
位置MF。背號8號。長的像宍戸，總是玩弄著自己的爆炸頭。實際上個性膽小。
必殺技為「雙重榴彈→雙重榴彈V2」
麥基奇·周(マキシ·クゥ)
声 - 加藤奈奈繪
位置MF。背號9號。長的像松野，個性容易厭煩，讓週遭的人都認為他也會厭煩足球。
必殺技為「長空進襲→長空進襲V2→長空進襲V3」(高樹)
高樹·弗雷亞(ゴーシュ·フレア)
声 - 間島淳司／台灣：梁興昌
位置FW。背號10號。長的像豪炎寺，是小巨人中的王牌前鋒。相當重視自己的妹妹。
必殺技為「宏極盤球→宏極盤球·改」、「雙子射球→雙子射球V2」(悠姆)、「長空進襲→長空進襲V2→長空進襲V3」(麥基奇)
多拉葛·希爾(ドラゴ·ヒル)
声 - 阪口周平／港：郭浩勤（ViuTV）
位置FW。背號11號。長的像染岡，是小巨人的王牌前鋒。把高修看成自己的對手。
必殺技為「重疊直擊」
肯恩·薩伊特(ケーン·サイトー)
声 - 宮野真守／香港：袁淑珍(TVB)、王夢華(ViuTV)
位置GK。背號12號。長的像立向居，但髮性像是鳳梨。是洛可可的青梅竹馬並且很尊敬他。
必殺技為「上帝之手X→上帝之手X·改→真·上帝之手X」
瑪柯魯·基薩拉(マッコール·キッサラ)
聲優：佐佐木日菜子
位置DF。背號13號。長的像木暮，最喜歡在一瞬間搶球。
梅伊卡·涅伊桑(メイガー·ネイサン)
声 - 加藤奈奈繪
位置MF。背號14號。長的像目金，被人稱為學問君而負責分析對手的工作。
龍·史克爾(リュー·スケール)
声 - 梶裕貴／香港：曾秀清
位置MF/FW。背號15號。長的像吹雪，但多了一條頭巾，與吹雪一樣有著溫柔的個性。長的帥，且有著相當強力的踢法。
必殺技為「犬牙電光→犬牙電光V2」
史基托·悟(スキッド·ウー)
声 - 阪口周平
位置FW。背号16號。長的像綱海，是個喜歡戴著遮陽帽子的南國之子。
圓堂 大介（えんどう だいすけ）
声 - 藤本讓 、少年時代：吉野裕行／香港：陳永信、少年時代：黃榮璋（TVB）、李家傑（ViuTV）／台灣：黃天佑
參考雷門中學項。
戴著橘帽子和墨鏡，圓堂的爺爺，洛可可的師父，小巨人隊的教練，第三季的關鍵人物。
雷門夏未（らいもん なつみ）【雷門中學】
參考雷門中學項。
小巨人隊的經理，於決賽之前回到閃電日本。

### 和FFI有關的其他隊伍

#### 賈爾薛特隊(Team  Garchild)
賈爾薛特部下，由拉波克・韓克塔卡所率領的隊伍。制服形狀怪異，全員穿著暗紅色的斗篷和圍巾。並且因為接受了以甸蒙尼奧和羅尼喬的實驗資料而完成的強化人程式「RH程式」而以究極的強化人自豪。另外除了韓克塔卡外，所有全員以生物的名字來命名。
遊戲版中，由於他們出身於貧困且戰爭不斷的國家，所以相信賈爾薛特的只要征服世界就能拯救他們的國家話而為他工作。不過他們心中以祖國為第一而不能說完全醉心於賈爾薛特。
- 賈爾薛特隊的戰術(必殺戰術)

帝王之力(エンペラーロード)
將對手趕到場邊使得中間出現空隙而形成一條直攻球門的道路的戰術。(動畫未出現)
拉波克・韓克塔卡（ラボック・ヘンクタッカー）
声 - 矢部雅史／香港：劉奕希（TVB）、李家傑（ViuTV）／台灣：黃天佑
男性。賈爾席多隊隊長。位置DF。背號3號。
為賈爾薛特工作的謎之人物。體形有點胖，無論對誰都會使用敬語，經常露出大膽的笑容。受到賈爾薛特命令將改邪歸正的Mr.K（影山）除掉。在賈爾薛特被逮補後，偷襲鬼瓦等人而救了他並且與他一起消失。身為球員比起對於足球的熱愛更是以達成目的為優先，也因此能夠不擇手段來踢球。
其性格在遊戲版和動畫版有所差異，動畫版中從追逐著潛入到大宅裡的圓堂等人或忙亂地追著被逮捕的賈爾薛特等點來看，就像是小惡棍般的搞笑，可是在遊戲版中則是一個笑容不絕而在給人在理智上充滿詭異氣氛的人。
動畫版
FFI世界大賽篇
受賈爾薛特命令而除掉MR.K（影山），在賈爾薛特被逮捕後偷襲鬼瓦等人而救出他。之後接受「RH程式」而率領賈爾薛特隊襲擊科特亞魯地區。並且接受了前往那邊的圓堂等人的挑戰，還發出了「我們自己就是最強的強化人」的豪語。雖然得到超越圓堂等人的身體能力而將閃電日本隊逼入困境，不過被大介和夏未看穿他們只能照自己的位置踢球的踢法而輸球。最後被賈爾薛特捨棄而被國際刑警給帶走。
然後遊戲版中並非在科特亞魯地區而是在賈爾薛特的大宅中比賽並且最後結果有所差別，他自己背叛了捨棄他們的賈爾薛特，認為除了賈爾薛特外還有想要征服世界的人存，為了不要讓賈爾薛特阻擋他以後的行動而想要解決他，但由於他被警察逮捕而放棄撤退。之後向圓堂說出以後再來踢球吧而被認為他知道了踢足球的樂趣，然後在他為了拯救祖國而有必須要做的事情及要找尋新主人的情況下暗自消失。
佛克斯（フォクス）
声 - 梶裕貴/香港：唐浩民（ViuTV）
男性。位置GK。背號1號。
擔任韓克塔卡的助手，隊上的二當家。經常閉著眼睛，留著銀髮看來相當中性。由於不擅長讀取對手實力而被賈爾薛特改造。遊戲版中K小隊戰後出現，並且企圖阻止圓堂他們前往對南美王者隊的對戰場地中。
必殺技為「巨蛛結網」。
賈卡魯(ジャッカル)
男性。位置DF。背號2號。
藍髮且戴著頭帶。由於踢球不髒而被賈爾薛特改造。
帕法羅(バファロ)
男性。位置DF。背號4號。
有著一頭藍髮且戴著頭帶。由於害怕受傷而不敢衝向對手而被賈爾薛特改造。
迪戈(ディンゴ)
男性。位置DF。背號5號。
擁有黑白色頭髪，左眼下有傷。由於不擅長團隊合作而被賈爾薛特改造。
歐烏魯(オウル)
男性。位置MF。背號6號。
有一頭鉛色頭髮且眼睛被頭帶蓋住。由於視力差而被賈爾薛特改造。
漢吉霍克(ヘッジホッグ)
男性。位置MF。背号7號。
紅眼且左眼被金髮所蓋住。由於不擅長攻擊而被賈爾薛特改造。
曼提司(マンティス)
男性。位置MF。背號8號。
綠髪且蓋住右眼、且戴著頭帶遮到嘴角。由於球技笨拙而被賈爾薛特改造。
必殺技為「審判降臨3」（庫羅烏）。
庫羅烏(クロウ)
男性。位置MF。背號9號。
紫髪且戴著阿拉伯頭巾狀的頭帶。為隊中的司令塔很討厭被稱作「死神」的過去。
必殺技為「惡魔欄截」。
「審判降臨3」（曼提司）。
克優提(コヨーテ)
声 - 峯暢也/香港：李家傑（ViuTV）
男性。位置FW。背號10號。
頭帶遮到嘴角，銀髮且留著後梳型髮型且額頭上留著人工痣。由於適應力差而被賈爾薛特改造。
必殺技為「貫穿之彈」。
史柯皮歐(スコーピオ)
男性。位置FW。背號11號。
青灰色頭髪戴著纏頭巾狀的頭帶。由於無法作出決定性的一擊而被賈爾薛特改造。
哥拉伊亞斯(ゴライアス)
男性。位置GK。背號12號。
有張像鰓的下巴且還能看到牙齒。由於無法正確的踢球而被賈爾薛特改造。動畫版未登場。
史帕伊達(スパイダー)
男性。位置DF。背號13號。
綠髮且戴著頭帶。由於身材差而被賈爾薛特改造。動畫版未登場。
吉拉夫(ジラフ)
男性。位置MF。背號14號。
細長的臉且高鼻和小嘴。由於踢球不安定而被賈爾薛特改造。動畫版未登場。
卡比艾魯(ガビアル)
男性。位置FW。背號15號。
無表情，眼睛被黑髮遮住。由於控球太差而被賈爾薛特改造。動畫版未登場。
帕皮悠(パピヨン)
男性。位置DF。背號16號。
藍眼且頭上纏著頭巾。由於體力差而被賈爾薛特改造。動畫版未登場。
賈爾薛特・貝漢(ガルシルド・ベイハン)
声 - 秋元羊介／香港：古明華（TVB）、杜景煜（ViuTV）／台灣：李世揚
男性，本作品最終極大反派，也是足球帝國隊教練。FFI世界大賽的主辦人和大會會長。但真面目卻是FFI篇的幕後黑手。留著紫色長鬚，右眼戴著單片眼鏡。
別名「石油王賈爾薛特」，被說是掌握世界經濟的重要人物，擁有許多阿拉伯的油田，經營叫作「油彩企業」的公司。外表看起來是個好人也有錢到可以忍受教練的輸球，但實際上卻是個會把不照自己意思進行踢球的選手加以處罰，甚至把選手的家人當作人質，更用財富來掩飾自己的犯罪行為。透過拉卡魯特的話中有兩個選手被他所操到倒下。
雖然在外宣稱要用足球來促進世界和平，但從圓堂等人在他的大宅中所取得的資料來看，由於自己所有的油田所產出的原油量已經縮減到最盛期的四分之一，於是為了從稀少的資源中獲得巨大的利潤引發會讓原油價格高漲的戰爭。而且還收購軍事企業並且將兵器生産量擴充到每年的五倍之多，好讓自己也將兵器賣給國家來賺錢，實質上更是想要征服世界。另外創造出「RH程式」的強化人類程式，為了可以實用到戰爭上而將羅尼喬和戴蒙尼歐當作測試實驗品。
動畫版
FFI世界大賽篇
根據夏未說法不論是四十年前利用影山來掌控日本足球界，將閃電足球隊的巴士翻車意外的真正罪魁禍首，而且讓冬花的雙親發生車禍意外身亡的兇手也是他，至於動機不只是要征服世界還有什麼動機跟原因沒有人知道，唯一的可能阻礙他征服世界有兩大阻礙，第一個是油田的經濟，第二個是揭發出他用財富來掩飾自己的犯罪行為的證人，好比方說像是圓堂大介和可能是將對他不利的人(包括關係人)，在106話中因為影山在吟遊詩人與閃電日本比賽結束後向鬼瓦等人自首，於是利用設計好的車禍並除掉他，之後112話由於被圓堂等人取得他要征服世界計畫的不利資料，於是只好賄賂給警察而再度出現在和閃電日本和足球帝國的比賽中。但影山生前向鬼瓦透露「RH程式」和足球帝國真正的教練列翁·薩姆斯的事而被警方逮捕，被逮捕後也依然威脅羅尼喬等人讓他們開始產生動搖。之後在手下韓克塔卡偷襲鬼瓦和當地警察而脫身並且與韓克塔卡互露微笑後而消失。之後將「RH程式」交給韓克塔卡所率領的「賈爾薛特隊」，甚至找出一直逃亡然後掌握自己犯罪證據的大介打算要除掉他。117話-118話中他讓前來救援科特亞魯地區的閃電日本隊和「賈爾斯特隊」比賽，要除掉閃電日本隊和大介的足球，但達到究極程度的強化人球隊被大介及夏未找到弱點而輸球。輸球後就怪罪韓克塔卡他們沒能充份利用RH程式而捨棄他們，最後仍然遭到鬼瓦和國際刑警當場逮捕。
不但把「FFI」當作「RH程式」的實驗場地，也完全沒有為自己犯下的任何罪真心的懺悔，更把足球看成是「無聊的遊戲」、「家家酒式的足球」、「像足球這種麼鬼東西是否能夠拯救世界」等話題，而與影山及吉良的將足球完全看成是一種手段的思考不同，而思考直到最後也依然沒有改變。

### FFI世界大賽相關人
- 路卡

聲優：立花慎之介；郭馨雅；張方正（TVB）、簡懷甄（ViuTV）
男性。義大利人。
有著一頭米白色的短髮和身褐色的眼睛。特別喜歡吃義式冰淇淋。口頭禪是「媽媽迷呀」。
初登場於動畫第68話，和中田英一起在雷門中觀看日本代表選拔賽，之後也總是和中田一起行動。在中田退出「吟遊詩人」後和他一起在世界各國旅行，不過似乎不太會踢足球。實際上他是義大利代表「吟遊詩人」的前教練——帕烏羅的兒子。
在「吟遊詩人」與「閃電日本」的賽前，和中田一起把露雪帶到比賽會場，在費迪歐和中田上場比賽的期間負責照顧露雪，並和她一起在觀眾席觀看比賽。大部分的出場時間都在吃東西。
- 露雪

聲優：釘宮理惠；郭馨雅；黃玉娟（TVB）、廖欣怡（ViuTV）
女性。義大利人。
有著一頭亮金色的短髮，瞳孔為翡翠般的綠色。最一開始登場時雙眼被繃帶纏繞住，以避免光線的刺激。
初登場於動畫第103話。曾經因為捲入影山設置的陷阱中而不幸失明。住院期間一直收到影山的來信來鼓勵她進行手術以治療她的眼睛、而手術所需要的費用也由影山支付，為此相當感謝他。雖然不清楚影山的本名及他的過往，但是仍然因為他給予自己的關心而相當珍惜他。稱呼影山為「叔叔」。
在「吟遊詩人」和「閃電日本」的比賽前夕，被中田英和路卡帶去「禿鷹競技場」觀看比賽，在中場休息時也隨著他們前往「吟遊詩人」的休息區並首次與影山正式見面。當影山打算阻止露雪靠近自己時，她向影山道出對他的感謝之意，並且表示自己未來會為了他而去學習足球並且和他聊更多的話。在影山被鬼瓦等人逮捕後曾經試圖走上前挽留，但只被對方以一句「我會再寫信給妳」結束簡短的對話成為兩人最後一次見面。之後被隱瞞影山的死訊，並且經由鬼瓦和中田、鬼道等人的聯繫，收到影山寄來的最後的禮物——一封信和一個音樂盒。始終認為影山仍然還活著並期待與他的再次見面。
動畫中她與中田、路卡的互動較多，登場期間也幾乎和他們在一起；但遊戲的劇情裡她是在義大利的橋上和費狄歐邂逅，兩人的關係情同兄妹、而且相當的很親密。在認識費狄歐的時候雙眼就已經失明，因此除了影山之外、也常常從費狄歐那裡聽到希望她動手術的建議。在費狄歐即將率領「吟遊詩人」前往萊歐克特島時前來替他送行，恰巧影山也前來探望露雪也讓費狄歐因此遇見影山，另外也對費狄歐說出會在他回來前學習許多足球的技巧並等待他回來的話語最後互相擁抱著道別。
- 小野正隆

男性。冬花的親生父親。
有著松色的頭髮和黑色的雙眼。
曾經為影山的手下，並且負責潛伏在圓堂大介的身邊負責回報他的情況給影山，但因為逐漸無法接受影山的惡劣行徑而偷偷給大介一些支援。在大介發生車禍過後替他偽造出身亡的假證明，並且幫助大介偷渡出國逃離影山。之後和妻子遭遇車禍意外中不幸身亡，造成冬花留下無法抹滅的創傷與陰影。儘管冬花的養父久遠懷疑此一事件是影山下的重手，但鬼瓦卻表示警方在調查後認為事情並沒那麼單純，甚至認為有幕後黑手在暗中操控影山。
據冬花的記憶顯示她的父親的手上持有一本大介最後的筆記，並且能夠閱讀上面的字跡與圖畫。冬花表示她父親每當談到大介的時候表情總會顯得非常悲傷。
- 麥斯達．蘭多

聲優：四宮豪；梁興昌；陳卓智（TVB）、楊耀泰（ViuTV）
男性。
體態有些肥胖，髮色為亮橘色，帶著一副紅色的眼鏡。
在FFI世界大賽中擔任實況轉播員。
- 李賓．瑪圖克

聲優：桜塚やっくん、佐藤健輔；李世揚；蕭徽勇（TVB）、張振熙（ViuTV）
男性。
有著一頭淡褐色的長髮並將其綁成馬尾，雙眼為水藍色。個性溫和有禮。
在FFI世界大賽中擔任球評。年輕時為歐洲職業聯賽的MVP前鋒。因為身為歐洲人的關係在大部分比賽前都會替歐洲的球隊加油，不過也相當欣賞「閃電日本」的毅力以及未來的成長空間，在他們贏下比賽時也會給予高度評價的鼓勵。
遊戲版中的洛可可是他的大粉絲。曾經到訪過科魯亞特並遇上洛可可，向他述說了自己幼時受人欺負的故事並期待洛可可未來在足球方面的發展。
- 賽巴斯汀

男性。英國代表「女王騎士」的相關人員，擔任類似侍從的工作。
在艾德卡決定舉辦與「閃電日本」之間的晚宴時就是由賽巴斯汀前去與久遠道也通知的。晚宴中也提供圓堂和木野新的西裝跟鞋子。
- 龜崎河童

聲優：小櫻悅子；郭馨雅；劉奕希（TVB）、楊婉潼（ViuTV）
男性。有著藍色的短髮、眼睛渾圓、且嘴巴長的類似烏龜的喙。
僅登場於動畫第100話。是一名住在萊歐克特島上的神秘少年。小河童的哥哥。喜歡小黃瓜，且能在河裡表演特技，水性相當好。似乎相當景仰浩人，對除了他以外的人則興致缺缺。在森林裡巧遇了浩人及木暮之後，主動要求與他們進行二對二的足球比賽，在賽中和弟弟小河童合作共拿下了17分。賽後告知了浩人和木暮回家的方向隨即消失在池塘中。
遊戲中也能錄用他，位置GK。
必殺技為「山寨炸彈」、「詐欺射門」。
角色設計來自官方舉辦的粉絲投稿設計比賽的第一名作品，以彩蛋的形式登場於動畫及遊戲中。
- 龜崎小河童

聲優：小櫻悅子；郭馨雅；劉惠雲（TVB）、駱慧怡（ViuTV）
男性。有著綠色的短髮，除了髮色外的長相幾乎與哥哥相同。
僅登場於動畫第100話。是一名住在萊歐克特島上的神秘少年。河童的弟弟。幫助哥哥河童參與了他和浩人、木暮的足球比賽，並在比賽中和哥哥河童合作共拿下了17分。賽後和哥哥河童一起消失在池塘中。
角色設計來自官方舉辦的粉絲投稿設計比賽的第一名作品，以彩蛋的形式登場於動畫及遊戲中。

## 萊歐克特島傳說

### 天空使徒
為萊歐克特島的傳說中，居住於馬嘎尼度山的「天堂花園」並且繼受天空之力的天使。遊戲版中在事件過後限定閃光/王牙版裡能和他們對戰，並且於閃光版擊敗他們之後能夠挖角招募加入隊伍，他們在對戰時擁有無限TP。
- 天空使徒戰術（必殺戰術）

神聖之光(セイントフラッシュ)（SAINT FLASH）
在發出白色光芒後，隊員們全體速度上升。動畫中並沒有被使用。
- 聖

聲優：甲斐田幸；錢欣郁；張方正（TVB）、張惠雯（ViuTV）
男性。天空使徒的隊長，位置FW，背號11。
綠眼，栗色長髮且綁成辮子。由於懷疑圓堂等人和魔界軍團Z有一定的關係，要對他們加以制裁然後逐出天界，動畫108話登場。將持有傳承之鑰匙的莉香抓到天堂花園讓她成為魔王的新娘。
一開始把足球看成是用來封印魔界之民的手段，但在圓堂等人的足球方式及莉香的話下產生出靈魂間的激盪而了解了足球並且與他們和解。試著要和魔界軍團Z直接對決將後者給封印起來，但卻遭到惡魔之門深處的魔界之石控制心智而變成以身為魔王而自豪的墮天使並且成為「闇黑天使」的一員。和戴斯達一起給予圓堂等人重創，但卻在圓堂的射門下回復正常，而體會到魔王就是自己內心的黑暗面與醜陋的爭鬥，而且足球就是用來克服這種內心的修行。最後雖然想將魔界之民給重新封印，但在圓堂的勸導下而放棄並且回到天堂花園。
必殺技為「天堂墜擊」、「超能月亮」(遊戲版)。
「闇黑死光」(戴斯達)。
- 潔艾兒

聲優：小林沙苗；林美秀；張頌欣（TVB）、成樂怡（ViuTV）
女性。位置FW，背號10（天空使徒）/8（闇黑天使）。
長髮且留著像是鞭子的髮型。雖然看來個性沉穩，但實際被惹惱時會相當憤怒。遊戲版中擔任阻止聖的人，不斷規勸對圓堂他們相當冷淡的聖。闇黑天使的其中一員。
- 艾諾雷魯

聲優：杉田智和；梁偉德（TVB）、簡懷甄（ViuTV）
男性。位置GK，背號1。
綠髮且體型巨大。力量來源則是靠吃香菇所得來的。
必殺技為「神聖領域」。
- 涅尼爾

 : 聲優：水島大宙
男性。位置DF，背號2（天空使徒）/4（闇黑天使）。
有著淡灰色頭髮且體形嬌小。雖然眼睛閉著卻能夠看穿真實。
- 克涅魯

男性。位置DF，背號3。
長髪黑膚且體型巨大，擅於運用體型將一切邪惡彈開。
- 艾嘉諦爾

聲優：中村悠一；李世揚；胡家豪（TVB）、鄧燦陽（ViuTV）
位置DF。背號4號。
藍髪。為聖的參謀，個性酷帥。
必殺技為「重返天堂」。
- 艾魯菲爾

聲優：峯暢也；黃天佑；巫哲棋（TVB）、陳漢祺（ViuTV）
男性。位置DF，背號5。
黑天使隊一員，抹茶色頭髪且戴著帽子還遮住右眼。講話輕浮且個性難以捉摸。
- 沙基涅魯

男性。位置MF，背號6。
留著像是小丑的化妝，紫髪且體型巨大，喜歡逗人笑。
- 溫涅爾

聲優：間島淳司；李世揚；周良鴻（TVB）、梁瑞芬（ViuTV）
男性。位置MF，背號7（天空使徒）/9（闇黑天使）。
金髪紅眼，個性孤傲。黑天使的其中一員。
必殺技為「天使之球」。
- 艾努艾魯

男性。位置MF，背號8。
體型嬌小就像是丘比特一樣，由於外表像是女孩子而很有人氣，但實際上行動卻相當快速。
- 愛耶爾

聲優：戶松遙；林美秀；陳琴雲（TVB）、石梓晴（ViuTV）
女性。位置MF，背號9。
金髪且兩邊纏了起來，由於個性開朗而受到大家喜愛。

### 魔界軍團Z
為萊歐克特島的傳說中，居住於馬嘎尼度山的「惡魔之門」並且繼受魔界之力的惡魔。遊戲版中在事件過後限定在炸彈/王牙版裡，能和他們對戰，並且於炸彈版擊敗他們之後能夠挖角招募加入隊伍，他們在對戰時擁有無限TP。
- 魔界軍團Z戰術（必殺戰術）

漆黑閃電(ブラックサンダー)　(BLACK THUNDER)　　　
在打出漆黑閃電後，對手會彷彿時間凍結般，很像亞風爐照美的「天堂之時」，但不會產生風把敵人吹走。
- 戴斯達

聲優：佐藤健輔；梁興昌；黃啟昌（TVB）、陳成港（ViuTV）
男性。魔界軍團Z的隊長。位置FW。背號11（魔界軍團Z）/10（黑天使）。
褐色肌膚、茶髪。個性殘忍粗暴。動畫版108話登場。將持有傳承之鑰的春奈當作祭品而將她抓到惡魔之門，準備將她獻給魔王。
雖然將鬼道等人逼到困境結果卻輸球。但就在稱讚鬼道等人和趕來支援的圓堂一行人他們有著比祭品更值得一吃的靈魂時，變成以身為魔王而自豪的惡魔並且加入「闇黑天使」來向圓堂等人提出挑戰。儘管跟聖一起給予圓堂等人重創但卻再次輸球，就在要被聖封印而被圓堂等人阻止他的時候逃走並且發誓要在1000年後再來報仇而和同伴們一起消失。卻沒發現「魔王」其實不只是一個傳說更是指「醜陋的爭鬥和爭執的心」。
必殺技為「黑暗物質」、「無形引力」(遊戲版)。
「闇黑死光」（聖）。
- 艾拉庫涅斯

聲優：折笠富美子；林美秀；劉惠雲（TVB）、成樂怡（ViuTV）
女性。位置MF，背號8。
褐色肌膚且綠髮。動作就像是蜘蛛般令人害怕。在隊伍中的地位幾乎等同於戴斯達，是魔界軍團Z的核心成員。很欣賞不動、綱海、飛鷹的好戰的性格而很喜歡他們。遊戲版中輸給圓堂等人後，評價他們的靈魂太過耀眼應該讓他們成為祭品才對。
必殺技為「魔鬼之球」
- 阿斯達羅斯

聲優：宮野真守；黃天佑；黃玉娟(TVB)、梁瑞芬(ViuTV)
男性。位置GK，背號1。
戴著像是角的東西，眼睛塗有油彩，據說有能看穿一切的眼睛，與鬼道隊對戰時接連遭到美國隊前鋒迪藍以及虎丸的假動作欺騙，沒多久就丟失兩分。闇黑天使的其中一員。
必殺技為「最終局→最終局V2→最終局V3」
- 貝魯賽普

男性。位置DF，背號2（魔界軍團Z）/3（闇黑天使）。
藍髮，個性邪惡且自尊心高。闇黑天使的其中一員。
- 艾比哥魯

男性。位置DF，背號3。
右眼戴著眼罩且留有虎牙的巨漢，能夠看穿球的軌道。
- 黑比摩斯

男性。位置DF，背號4（魔界軍團Z）/2（闇黑天使）。
披著鹿皮且蓋住臉。體型巨大，個性貪心。闇黑天使的其中一員。
- 貝利艾魯

男性。位置DF，背號5。
留著深綠色長髮，看起來相當中性。他的眼睛看來似乎放棄一切的樣子。
- 梅菲斯特

男性。位置MF，背號6。
褐色肌膚、銀髮，看起來相當中性，喜歡用殘酷的謊言騙人為樂。闇黑天使的其中一員。
- 克拉查

男性。位置MF，背號7。
留著粉紅色頭髮和臉上化著白色的粧。雖然體型嬌小卻是知識和殘忍兼備的人。
- 帕魯帕托斯

女性。位置MF，背號9。
茶髪且頭上長出像是角一樣的東西，似乎能聽懂動物的話。
- 沙塔那托斯

聲優：阪口周平；葉振聲（TVB）、鄧燦陽（ViuTV）
男性。位置FW/MF，背號10（魔界軍團Z）/7（闇黑天使）。
戴著像是維京人的東西，且有著虎牙和護目鏡的巨漢。對自己的實力相當有自信。闇黑天使的其中一員。
必殺技為「墮入地獄」（遊戲版中無法自己學會）、「魔鬼之球」（遊戲版中無法自己學會）。

## 劇場版

### 未來
以2140年的宇宙為舞台所舉辦的未來的運動「元素足球」而從手機遊戲『閃電十一人 未來』中登場的人物。在劇場版『閃電十一人 最強軍團王牙來襲』中登場。
圓堂加農（えんどう カノン）(Endou Kanon)
声 - 竹内順子／香港：黃淑芬
手機板遊戲『閃電十一人 未來』的男主角之一，也是第一男主角。
圓堂守的曾孫。位置FW。和圓堂一樣戴著頭帶。漫畫版外傳中有以他為主角的故事。
雖然是『閃電十一人 未來』的登場人物、但電影版・遊戲版也有登場。2代（火燄版限定）/3（閃光或炸彈版）中也能召募他、在『王牙篇』中也有和他的故事有關的事件，並且一次次學會守的必殺技。
為了阻止王牙的來襲、於是將廣等人從未來帶過來擔任雷門足球隊的助拳人。
據負責角色設計的長野拓三說，圓堂加農本來是被設定為圓堂守和木野秋的兒子。
必殺技為「上帝炮擊」、「狼牙傳說」（遊戲版）、「百萬噸頭槌」(遊戲版)、「封鎖競技場」(遊戲版) 。
傑拉多博士／奇拉特博士（台譯）／基拉多博士（港譯）
聲 - 佐佐木誠二／香港：蔡德鈞
幫助加農的人物，為了要改變足球被奪走的歷史於是將加農從未來送到過去要來阻止王牙隊。和影山很像，不過似乎個性更為開朗且兩人的關係也不明。

### 王牙學園
為閃電十一人劇場版「閃電十一人 最強軍團王牙來襲』登場的角色也在雷門vs世宇子之戰前夕亂入出場。在王牙版中能與他們對戰，於劇情第二次對戰(真.王牙)時擁有無限TP，遊戲三代王牙版除艾斯卡帕(密碼)、米斯托雷涅(密碼)、扎高美(三代閃光版/炸彈版聯動)、凱波(三代閃光版/炸彈版聯動)、達伊戈(三代閃光版/炸彈版聯動)其餘成員(含帕達普)皆能以挖角的方式招募。
帕達普・斯列圖(バダップ・スリード)
声 - 神谷浩史 ／香港：周良鴻
位置為FW，背號10號，王牙足球隊隊長。髮色為銀色，紅眼而有褐色肌膚。知識和體力都相當優秀、經常在學校中名列第一。額頭上刻有象徵忠誠的紋章。
電影中受響木提督命令而被送到八十年前世界並且以壓倒性實力打倒世宇子而進入決賽。決賽中將雷門逼入困境但受到從未來過來的卡朗的幫助而輸球。由於圓堂告訴他踢足球能加深夥伴間彼此的信賴、於是打算和他握手和解，但被響木提督送回到未來。
遊戲中是個擁有擔任軍部將軍的父親和成為下一期女性總理候選人的大臣母親的精英、本人也有自己是被選中的人的強烈自尊心。小時候就被預定要領導整個國家而實施完全的精英教育、本人也當作是理所當然般的接受。擔憂國家的未來，於是為了自己以後的下個世代的孩童們而決定要改變未來。
必殺技為「驟死巨矛」。
「死亡碎裂」（艾斯卡帕＆米斯托雷涅）。
艾斯卡帕・梅魯(エスカバ・メル)
声 - 鈴木達央／台灣：李世揚
位置為FW，背号9號。有張兇惡的臉孔，小説版中能知道他有個哥哥。喜歡用危險的方式得分，但在他射門時被搶球的話就會相當生氣。在遊戲版三代中透過輸入電影的預票特典的密碼卡就能得到他。
外傳漫畫中當初很討厭帕達普、但在戰略模擬的辯論中被完全說服時了解帕達普比誰都還要憂國憂民而認同他。家中是個軍人世家而且有個哥哥、但對於哥哥捨棄從軍而讓家族失望一事、深深發誓不要像哥哥一樣並且要為了國家及家族而走上從軍之路。雖然看起來相當粗暴、但實際上也是個戰略家
必殺技為「死亡之雨」。
「死亡碎裂」（帕達普＆米斯托雷涅）。
米斯托雷涅・卡魯斯(ミストレーネ・カルス)
声 - 渡邊久美子／台灣：林美秀
位置為FW，背號11號。雖然看起來像個纖細的少女，但其實是個性非常粗暴的男孩子。小説版中能知道擁有自我陶醉的個性。在遊戲版三代中透過輸入電影的預票特典的密碼卡就能得到他。
外傳漫畫中，對於老是排在帕達普之後而得到第二名的事情相當不滿、於是找他單挑而慘敗。但因為直接感受到他的氣迫而了解自己無法贏過他的原因、因此認輸。由於受到雙親的溺愛、所以無論到何處都會為了讓自己受到稱讚而以自己的臉蛋當武器，而有著強烈的自戀傾向。另外很受異性歡迎、而擁有自己的親衛隊。
必殺技為「死亡之槍」。
「死亡碎裂」（艾斯卡帕＆帕達普）。
扎高美・坦迪(ザゴメル・ザンデ)
声 - 香港：陳卓智
位置GK，背号1號。有著號稱鐵壁的防守實力。被他看上的射門都會加以防守起來。
必殺技為「針鎚叩擊」、「電力屏網」。
「超高電壓」（凱波＆普波）。
凱波・托蘭卡斯(ゲボ・トランガス)
声 - 宮野真守
位置DF，背号2號。只會發出「喀喀喀！」的聲音。額頭上有個正極記號。
必殺技為「惡魔之塔」(動畫未出現)。
「超高電壓」（扎高美＆普波）。
普波・托蘭卡斯(ブボ・トランガス)
声 - 梶裕貴
位置DF，背号3號。只會發出「噗噗噗！」的聲音。額頭上有個負極記號。
必殺技為「沙塵爆破」(動畫未出現)。
「超高電壓」（凱波＆扎高美）。
達伊戈・普卡(ダイッコ・ブーカ)
位置DF，背号4號。體形巨大，有著像是蘿蔔的臉和髮型。無論什麼射門都會反彈回去。
傑尼斯・金基斯(ジニス・ジンキンス)
位置DF，背号5號。散發出怪異氣息的男人。他的過去連隊友都不知道。
多拉黑・丘塔(ドラッヘ・ギュンター)
位置MF，背号7號。紅色皮膚，臉孔嚴厲就像是在盯梢任何人般。
伊卡・史塔克斯(イッカ・スタックス)
位置MF，背号8號。性格、踢法、視野、都相當銳利。
三島三太夫(サンダユウ・ミシマ)
位置MF，背号6號。有著日本名字。遵守著作為士兵的教誨，經常注意著球隊狀況。
響木提督
声 - 有本欽隆／香港：古明華／台灣：梁興昌
未來的軍人。由於感嘆足球會讓小孩子不懂戰爭而變得軟弱，因此痛恨足球。把圓堂的口頭禪『來踢足球吧！』稱作詛咒、於是為了讓圓堂捨棄足球而發動『閃電爆烈行動』。雖然長的像響木教練，但兩人關係不明。
在從未來過來並且看到王牙學園輸給雷門後，輕聲感嘆「任務失敗」、而將王牙學園送回未來並且暫時放過圓堂和足球。
鮑傑(バウゼン)
声 - 中田讓治／香港：朱子聰／台灣：黃天佑
響木提督的部下並且擔任王牙隊教練的軍人。有著一頭的爆炸頭，雖然長的像鬼瓦刑警，但關係不明。
1. ↑  香港ViuTV版本譯為「萬噸頭鎚」
2. ↑  香港ViuTV版本譯為「火焰龍捲風」
3. ↑  香港ViuTV版本譯為「火神龍捲風」